# تاریخ ژاپن
تاریخ ژاپن شامل تاریخ رشته جزیره‌های ژاپن و مردم ژاپن است و از دوران پیش از تاریخ، تا تاریخ نوین این کشور به عنوان یک دولت-ملت را در بر می‌گیرد. نخستین ارجاع شناخته‌شده نوشتاری به ژاپن در قرن اول میلادی و در مجموعه متن‌های چینی بیست و چهار تاریخ دیده می‌شود. با این حال شواهد حاکی از آن است که بشر از اواخر دوران پارینه‌سنگی در جزیره‌های ژاپن زندگی می‌کرده‌است. تا پایان آخرین عصر یخبندان، ژاپن از طریق خشکی با قاره اوراسیا پیوند داشت. آب شدن یخ‌ها باعث جدا شدن جزیره‌های ژاپن از خشکی‌های قاره اوراسیا شد. الگوهای باثبات زندگی و نشانه‌های تمدن با فرهنگ جومون (از پایان عصر یخبندان تا هزاره نخست پیش از میلاد) ظاهر شد و از حدود پانصد سال پیش از میلاد در زمانی که به دوره یایویی مشهور است، کار با آهن‌آلات آغاز شد. در پایان همین دوران، جمعیت زیادی از شبه جزیره کره به سرزمین‌های ژاپن مهاجرت کردند.
از حدود قرن سوم میلادی با دوره کوفون (حدود ۲۵۰ تا سال ۵۳۸ میلادی) مرحله پیش از تاریخ ژاپن پایان یافته و عصر تاریخ باستان این سرزمین آغاز می‌شود. فرهنگی که در این دوره شکل می‌گیرد، مبتنی بر مذهب شینتو است. در دوره آسوکا (۵۳۸ تا سال ۷۱۰ میلادی) خط چینی برای نگارش زبان ژاپنی برگزیده شده و آیین بودایی از طریق سرزمین کره معرفی می‌شود. این آیین در دوران بعد که دوره نارا (۷۱۰ تا ۷۹۴ میلادی) نام دارد، از سوی امپراتور پذیرفته شده و به دستور او نیایشگاه‌های بودایی پرشکوهی همچون معبد تودای‌جی ساخته شد. دوره هی‌آن (۷۹۴ تا ۱۱۸۵ میلادی)، عصر ظهور خاندان‌های پرقدرتی همچون خاندان فوجی‌وارا است که قدرت نظامی را در عمل به دست می‌گیرند و این مترادف است با پایان تاریخ باستان و آغاز دوران فئودالی در تاریخ ژاپن. با قدرت‌گیری شوگونها در دوره کاماکورا (۱۱۸۵ تا ۱۳۳۳ میلادی)، استبداد نظامی کاماکورا بنا نهاده می‌شود. در همین دوران مغولها دو بار به کشور ژاپن حمله کردند که هر بار در برابر توفان سهمگینی موسوم به کامی‌کازه، کشتی‌ها و آلات نظامی خود را از دست دادند و شکست خوردند. کمی بعد در دوره موروماچی (۱۳۳۶ تا ۱۵۷۳ میلادی) و در عصر جنگ‌های داخلی، کشتی‌های پرتغالی راه خود را به سواحل غربی ژاپن یافتند و ارتباط با اروپا آغاز شد. با پایان جنگ‌های داخلی دوره آزوچی-مومویاما (۱۵۶۸ تا ۱۶۰۰ میلادی) و عصر ثبات سیاسی از راه رسید. در دوره ادو (سال ۱۶۰۳ تا ۱۸۶۸ میلادی) تلاش استبداد نظامی توکوگاوا برای حفظ سامانه فرسوده سیاسی این کشور با شکست مواجه شد و با ورود کشتی‌های جنگی آمریکا به فرماندهی ناخدا متیو پری به خلیج توکیو در سال ۱۸۵۳ میلادی، عصر فئودالی ژاپن به پایان رسید.
در دوران نوین، ژاپن به سرعت راه نوسازی را در پیش گرفت و در دوره میجی (۱۸۶۸ تا ۱۹۱۲ میلادی) با شکست روسیه به قدرتی جهانی مبدل شد. در جنگ جهانی اول که در دوره تایشو (۱۹۱۲ تا ۱۹۲۶ میلادی) به وقوع پیوست، ژاپن در کنار بریتانیا، فرانسه و روسیه قرار گرفت و در شورای جامعه ملل صاحب کرسی دائم شد. با این حال ابهام در قانون اساسی میجی، سبب چرخش قدرت به سوی نظامیان و گسترش نظامی‌گری ژاپن شد. روند نظامی‌گری در دوره شووا (۱۹۲۶ تا ۱۹۸۹ میلادی)، یورش به کشور چین را در پی داشت. ژاپن اعتراض جامعه ملل را برنتافت و از این سازمان خارج شد.
بعد از آغاز جنگ جهانی دوم، در پی تحریم‌های نفتی آمریکا، ژاپن به پرل هاربر حمله کرد. در نتیجه، آمریکا وارد جنگ شد و با بمباران اتمی هیروشیما و ناگاساکی در سال ۱۹۴۵ میلادی ژاپن را به تسلیم واداشت. با پایان جنگ و اشغال هفت ساله ژاپن، این کشور به اصلاحات گسترده دموکراتیک و بازسازی نهادهای اقتصادی دست یازید. با امضای پیمان صلح سان‌فرانسیسکو ژاپن استقلال خود را دوباره به دست آورد. ژاپن در این دوره رشد سریعی را تجربه کرد و به یک قدرت بزرگ اقتصادی تبدیل شد. در دوره هیسه‌ای، پایین بودن نرخ بهره و افزایش قدرت ین در مبادلات ارزی باعث هجوم سرمایه‌گذاران خارجی به این کشور شد. اما در دهه نود سهام این کشور سقوط کرد و دوران موسوم به حباب اقتصادی ژاپن به پایان رسید. در سال‌هایی که در پی آمد، گسترش صنایع صادراتی کره و چین بخشی از بازارهای جهانی ژاپن را از آن خود کرد و امروز در ارزیابی این سال‌ها، گاه از آن به عنوان دهه از دست رفته یاد می‌شود. با این حال، ژاپن با بیش از پنج و نیم تریلیون دلار تولید ناخالص ملی همچنان سومین قدرت اقتصادی جهان محسوب می‌شود.

## تاریخ افسانه‌ای
افسانهٔ آفرینش ژاپن به روایت کوجیکی در واقع از زمان ظهور زوج خلاق (به مانند آدم و حوا) به نام‌های ایزاناگی نومیکوتو و ایزانامی نومیکوتو آغاز می‌شود. این دو از قلمروهای بلند و متعالی آسمان فرود می‌آیند و هشت جزیرهٔ بزرگ، یعنی کشور ژاپن و همه چیز و از جمله بسیاری از کامیها (واژه‌ای ژاپنی به معنی «خدایان» یا «روح») را می‌زایند. سه تا از این کامی‌ها از همه باشکوه‌ترند، نخست کامی خورشید، دومی برادر وی که متکفل زمین بود و سومی الههٔ ماه که کامی قلمروی تاریکی است. نوهٔ پسری الههٔ خورشید به نام نی‌نی‌گو–نو–میکوتو دستور یافت که به زمین فرود آید و بر ژاپن حکومت کند و نبیرهٔ پسری نی‌نی‌گو–نو–میکوتو یعنی امپراتور جینمو اولین فرمانروای بشری سرزمین ژاپن شد.

## خاستگاه مردم ژاپن

مهاجرت انسان از آفریقا

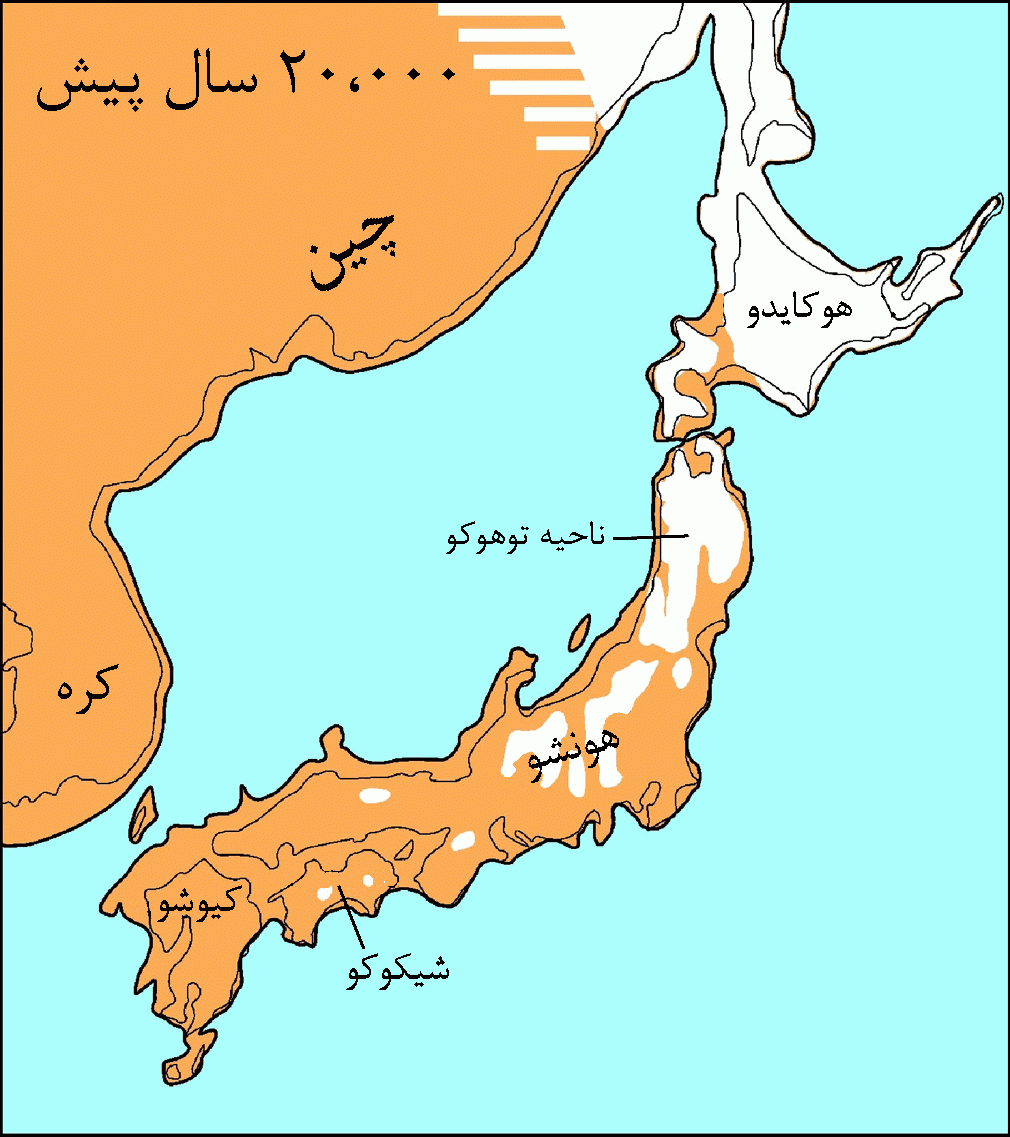
این نقشه ارتباط شمال ژاپن را با قاره آسیا، در زمان آخرین عصر یخبندان نشان می‌دهد.

در مورد خاستگاه مردم ژاپن، فرضیه ثابت شده‌ای وجود ندارد. بخش عمده‌ای از آنچه دربارهٔ دوران پیش از تاریخ ژاپن نوشته شده‌است، نظر پردازی‌های صرف بر مبنای باستان‌شناسی، ویژگی‌های نژادی و افسانه‌هاست.
ورود مهاجران به ژاپن را می‌توان به چهار مرحله تقسیم کرد:
- بین چند صد تا چند ده هزار سال پیش از میلاد نواحی شرقی آسیا با ژاپن متصل بوده و احتمال ورود انسان به ژاپن در این دوران وجود دارد.[۴]
- ورود نژاد زرد قدیم (نژاد آسیای جنوبی):آخرین عصر یخبندان به‌طور تقریبی از ۷۰ تا ۱۰ هزار سال پیش ادامه داشت. در حدود ۴۰٬۰۰۰ سال پیش و در نیمه نخست آخرین عصر یخبندان از نواحی شرقی آسیا و جزایر اطراف، شاخه‌ای از نژاد آسیایی جنوبی وارد ژاپن شدند.[۵] نژاد آسیایی یا آسیایی‌ها به انضمام مردمان ژاپن به دو گروه آسیایی جنوبی (نژاد زرد قدیم) و شمالی (نژاد زرد جدید) تقسیم می‌شوند. این اشتقاق به علت اثرات سرمای عصر یخبندان بر نژاد زرد حاصل شده‌است. در عصر یخبندان، بدن مردمان آسیایی شمالی، برای انطباق با سرمای شدید محیط، دستخوش تغییراتی شد. برای حفظ حرارت جسمانی، قسمت‌های میانی بدن حجیم‌تر شد. از آنجا که بدن گرمای خود را از طریق پوست از دست می‌دهد، کم شدن مساحت پوست باعث به وجود آمدن دست‌ها و پاهای کوچکتر و کاهش برجستگی‌ها و فرورفتگی‌های جسمانی شد. برای جلوگیری از یخ‌زدگی چشم که حاوی مقادیر زیادی آب است، پلک‌ها ضخیم‌تر شد و خط روی پلک‌ها از بین رفت. این تغییرات بدنی در شاخهٔ مردمان جنوب آسیا دیده نمی‌شود.[۶]

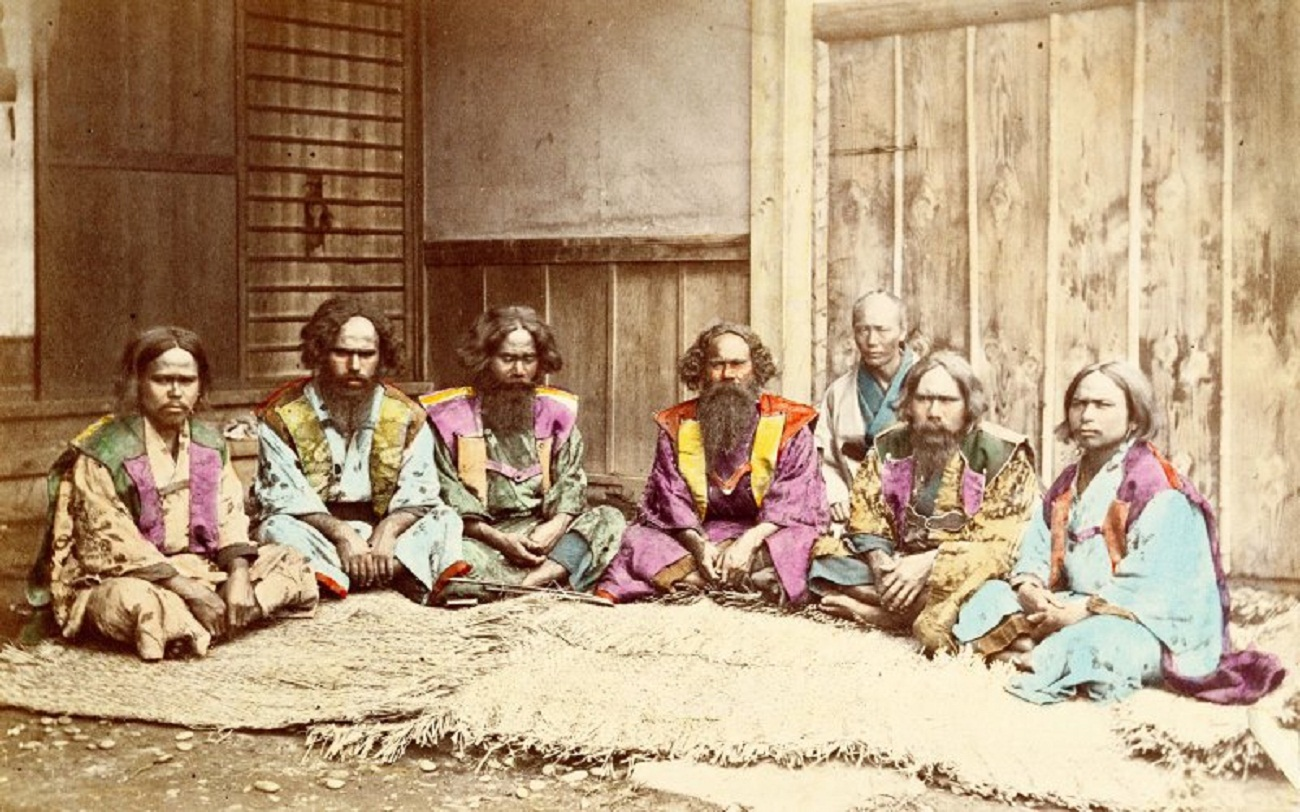
بازماندگان قوم آینو در دههٔ۱۸۶۰ میلادی

- ورود مهاجران در دوره جومون (۱۴٬۰۰۰–۱۰٬۰۰۰ پیش از میلاد تا ۳۰۰ پیش از میلاد): در اواخر دوره آخرین عصر یخبندان، عمق آب دریاها بین ۱۴۰–۱۰۰ متر کمتر از عمق کنونی بود و شمال ژاپن با دیگر قاره‌ها از طریق خشکی در ارتباط بوده‌است.[۷] همچنین بین کیوشو در جنوب ژاپن و کشور کره نیز دریایی بسیار کم‌عمق قرار داشته‌است.[۸] در این دوران از جنوب چین، کره، اندونزی، تایوان و همچنین از سیبری و با گذشتن از مسیر ساخالین، مهاجران به غرب و شمال ژاپن راه پیدا کردند.[۹]
- ورود مهاجران در دوره یایویی (حدود ۵۰۰ قبل از میلاد تا سال ۳۰۰ میلادی): در این دوره گروه بسیار بزرگی از مهاجران از کره وارد کیوشو (جنوبی‌ترین و غربی‌ترین جزیره از جزایر چهارگانه اصلی ژاپن) شدند. تعداد مهاجران مشخص نیست، ولی تحقیقات ژنتیکی نشان می‌دهد که این گروه گسترش بسیاری در ژاپن پیدا کردند.[۱۰] مورخان توافق دارند که حوالی قرن اول میلادی، مردمی از نژاد زرد از طریق خاک کره به مناطق جنوب و مرکزی ژاپن هجوم آوردند. این مهاجمان خود را در قالب قبایل و طوایف کوچک سازماندهی کردند و پس از گذشت چند قرن، قبیله یاماتو که نام خویش را از جلگه‌ای که سرانجام در آن سکنی گرفت، اخذ کرده بود، نوعی اختیار و اقتدار مبهم بر سرتاسر مناطق مرکزی و جنوبی ژاپن به دست آورد.[۱۱]

به مردمانی که تا پیش از ۱۰٬۰۰۰ قبل وارد ژاپن شدند، مردمان جومون و به گروهی که در دوره یایویی به این سرزمین وارد شدند مردمان یایویی گفته می‌شود.
شواهد زبان‌شناختی و فرهنگی، در کنار ظاهر فیزیکی بخشی از جمعیت این کشور، احتمال چندگانه بودن خاستگاه مردم ژاپن و پیوند ژنتیکی با بومیان قارهٔ آمریکا را تقویت می‌کند. قوم آینو به مردمان جومون (سال‌های ۱۴٬۰۰۰–۱۰٬۰۰۰ پیش از میلاد تا ۳۰۰ پیش از میلاد) شباهت بسیار دارد و گروهی که بعدها از طریق کشورهای آسیایی، به ویژه کره و چین، وارد خشکی‌های ژاپن شدند و بخش عمدهٔ جمعیت این سرزمین را تشکیل می‌دهند، شبیه به نیاکان یایویی (حدود ۵۰۰ قبل از میلاد تا سال ۳۰۰ میلادی) خود هستند. در مردمان ژاپن کنونی، خصوصیات مردمان آسیای شمالی به وضوح ملاحظه می‌شود.

## تقسیم‌بندی کلی دوران‌های تاریخی
معمولاً تاریخ ژاپن را به ۷ دوره بزرگ تقسیم می‌کنند. دوران پیش از تاریخ، سِن‌شی و دوران بعد از تاریخ به ترتیب دوران‌های آغازِ تاریخ (گِن‌شی)، باستان (کُودای)، قرون وسطی (چوسِی)، اوایل دوران نوین (کین‌سِی)، دوران نوین (کین‌دای) و دوران معاصر (گِن‌دای) نامیده می‌شوند.
- دوران پیش از تاریخ (سِن‌شی) به چهار دوره تقسیم می‌شود: پارینه سنگی (پیش از ۱۰٬۰۰۰ سال، قبل از میلاد)، دوره جومون (۱۰٬۰۰۰ تا ۳۰۰ پیش از میلاد)، دوره یایویی (۳۰۰ پیش از میلاد تا ۳۰۰ بعد از میلاد) و دوره کوفون (۳۰۰ تا ۷۱۰ میلادی)
- دوران آغازِ تاریخ (گِن‌شی) به دوران انتقالی مابین دوران پیش از تاریخ و دوران باستان گفته می‌شود. در ژاپن دوران پیشین تاریخ از اواسط قرن سوم تا پایان قرن هفتم را در بر می‌گیرد.
- دوران باستان (کودای) از ۷۱۰ تا ۱۱۸۵ میلادی است که دوران‌های آسوکا، نارا و دوره هی‌آن را شامل می‌شود.
- قرون وسطی (چوسِی) از نیمه دوم قرن دوازدهم و آغاز دوره کاماکورا تا اوایل قرن هفدهم و شروع دوره ادو ادامه دارد.
- اوایل دوران نوین (کین‌سِی) از آغاز دوره ادو تا سال ۱۸۶۷ میلادی و شروع اصلاحات میجی ادامه دارد.
- دوران نوین (کین‌دای) از آغاز اصلاحات میجی تا پایان جنگ اقیانوس آرام در سال ۱۹۴۵ میلادی ادامه دارد.
- دوران معاصر (گِن‌دای) از پایان جنگ اقیانوس آرام شروع شده و تا زمان حال ادامه دارد.[۱۵]

## پیش از تاریخ

### پارینه‌سنگی

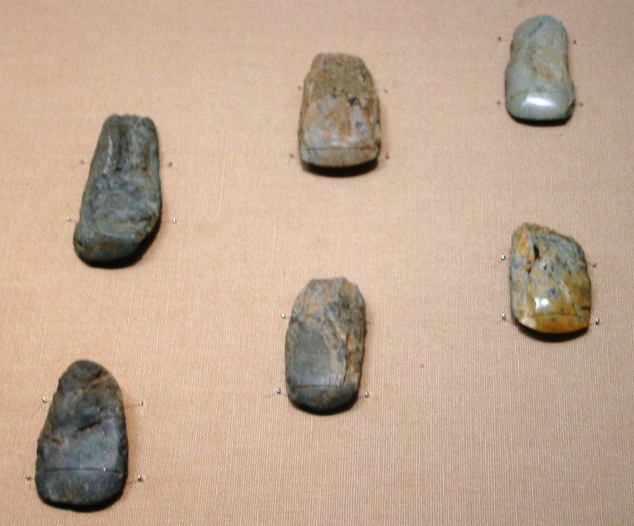
تبرهای سنگی صیقل‌خورده، حفاری‌های ناگانو. از دوران پارینه‌سنگی، ۳۰٬۰۰۰ سال پیش از میلاد. موزه ملی توکیو

آغاز دوران پارینه سنگی ژاپن را بین ۱۰۰٬۰۰۰ تا ۳۰٬۰۰۰ سال پیش از میلاد در نظر گرفته‌اند. با این حال در میان صاحب‌نظران، نقطه شروع ۳۵٬۰۰۰ سال پیش از میلاد، بیش از دیگر تاریخ‌ها مورد توافق قرار گرفته‌است.
هر گونه ادعای حضور انسان قبل از این تاریخ مناقشه‌برانگیز قلمداد می‌شود.
اولین انسان‌هایی که وارد سرزمین ژاپن شدند، شکارچی-گردآورنده بوده‌اند.
قدیمی‌ترین استخوان‌هایی که از انسان یافت شده، متعلق به دختری به سن تقریبی هشت سال و به قدمت ۳۲٬۰۰۰ سال پیش و قدیمی‌ترین استخوان یک فرد بزرگسال متعلق به ۱۸٬۰۰۰ سال قبل است. هر دو نمونه در استان اوکیناوا کشف شده‌است.
در حدود ۱۷۰ نقطه از شمال تا جنوب ژاپن استخوان‌های فیل یافت شده که در برخی از نقاط در جوار آن، سنگ‌های خراشیده‌شده توسط انسان نیز کشف شده‌است. این آثار نشان از همزیستی انسان و فیل دارد. بیشترین ابرازهای سنگی به دست آمده از دوران پارینه‌سنگی و بین ۲۲٬۰۰۰ تا ۱۴٬۰۰۰ سال پیش به شکل کارد بوده‌است. تغییر حرارت کرهٔ زمین پس از پایان آخرین عصر یخبندان، باعث انقراض فیل نائومان و گوزن موس شد. در اوایل دوره جومون، گوزن شمالی ایرلندی نیز منقرض گردید. به دنبال آن، به جای شکار این حیوانات درشت هیکل، شکار حیوانات کوچکتر و تندپاتری نظیر گوزن ژاپنی و گراز رواج پیدا کرد. در دوران پارینه‌سنگی، شکار حیوانات بزرگ با پرتاب نیزه یا نیزهٔ بلند انجام می‌گرفت، اما در دوره جومون این ابزارهای شکار، جای خود را به تیراندازی با کمان داد و برش سنگ‌ها به صورت سر پرتابه (برای به‌کار بردن در سر تیر) رایج شد.

### دوره جومون

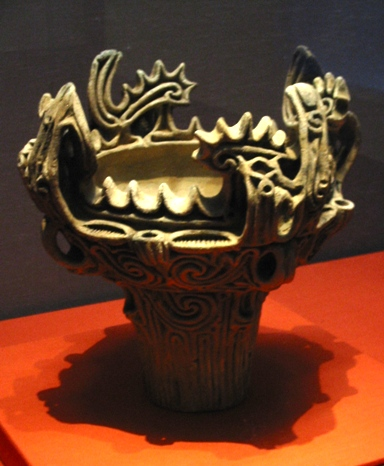
ظرفی از دورهٔ میانی جومون (۳۰۰۰–۲۰۰۰ ق. م.).

دورهٔ جُومُون به فاصلهٔ زمانی سال‌های ۱۴٬۰۰۰–۱۰٬۰۰۰ (بر اساس منابع زمان شروع متفاوت است) ق. م. تا ۳۰۰ ق.م. گفته می‌شود. اولین نشانه‌های تمدن و الگوهای با ثبات زندگی در فرهنگ جومون ظاهر شد که ویژگی آن روش زندگی نیمه‌مستقر مختص به دوران میان‌سنگی و نوسنگی، شکار دسته‌جمعی، عدم پرورش حیوانات اهلی، آلاچیق‌های بدوی و کشاورزی ابتدایی بود.
هرچند که گاه آغاز کوزه‌گری به منطقهٔ میان‌رودان منسوب می‌شود بعضی از قدیمی‌ترین نمونه‌های باقی‌مانده از کوزه‌گری دوران کهن، در ژاپن پیدا شده‌است. قدیمی‌ترین نمونهٔ سفال در ژاپن در سال ۱۹۹۹ میلادی در استان آئوموری یافت شد که به‌طور تقریبی ۱۶٬۵۰۰ سال قدمت دارد. تا قبل از اینکه در سال ۲۰۰۹ میلادی، قطعه سفالی در غاری در چین با قدمتی در حدود ۲۰٬۰۰۰–۱۸٬۰۰۰ سال کشف شود، این قطعه قدیمی‌ترین قطعه سفال در جهان به‌شمار می‌رفت.
ترکیب جومون در ژاپنی به معنی الگوهای ریسمانی است. این نامی است که شرق‌شناس آمریکایی، ادوارد اس. مورس از روی نقش و نگار ظرف‌های سفالی به این دوره داد. این علامت‌ها و نقش‌ها بر اثر سایش تکه چوب‌هایی پیچیده در ریسمان به وجود آمده بود.

### دوره یایویی

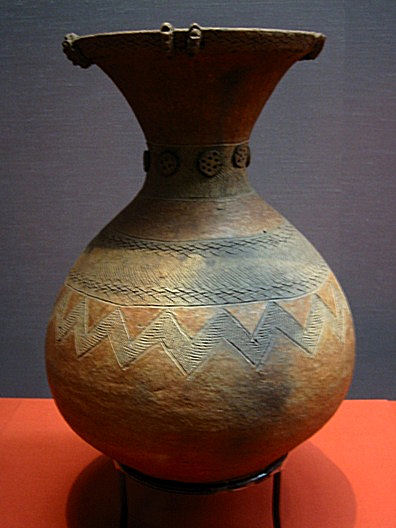
کوزه‌ای از دوره یایویی، قرن اول تا سوم، اوتا، توکیو، موزه ملی توکیو

دوره یایویی از حدود سال ۵۰۰ قبل از میلاد تا سال ۳۰۰ میلادی را شامل می‌شود. کشاورزی متمرکز و استفاده از اشیاء مفرغی و آهنی در این دوره در ژاپن آغاز شد.
فرهنگ مردم جومون هنوز در نقاط مختلف ژاپن در حال توسعه بود که عصر جدید یایویی در کیوشو آغاز شد و این دو گروه برای مدتی در کنار یکدیگر به زندگی ادامه دادند.
یایویی نام خود را از منطقه‌ای در همسایگی توکیو گرفته‌است که باستان‌شناسان برای اولین بار آثار و دست‌ساخته‌های بشری مربوط به این دوران را از خاک آن بیرون کشیده‌اند. کار با آهن‌آلات از همان آغاز نیز جزو خصوصیات این فرهنگ بود که خود در نتیجهٔ مهاجرت حاصل آمده بود. در اواخر دوره یایویی، جمعیت بسیاری از سرزمین کره به خاک ژاپن مهاجرت کردند و با خود فناوری کشاورزی و روش‌های فلزکاری را به این جزیره معرفی کردند.
کشت متمرکز برنج در شالیزار و نوع جدیدی از کوزه‌گری از ویژگی‌های دوره یایویی به‌شمار می‌رود. در این دوره به پرورش خوک و در مقیاس کمتر مرغ و خروس پرداختند.
فرهنگ یایویی به سرعت در سرزمین اصلی هون‌شو گسترش پیدا کرد و با فرهنگ بومی جومون درآمیخت.
خاستگاه فرهنگ یایویی به‌طور کامل مشخص نیست. در سال‌های اخیر، باستان‌شناسان بیشتری مشغول مطالعه تطبیقی اشیای متعلق به این دوره با بازمانده آثار دوران اولیه سلطنت دودمان هان در چین شدند و نتیجه بررسی‌های آنان حاکی از شباهت جمجمه و اعضای بدن مردم یایویی با اهالی جیانگ‌سو بوده‌است.

### دوره کوفون

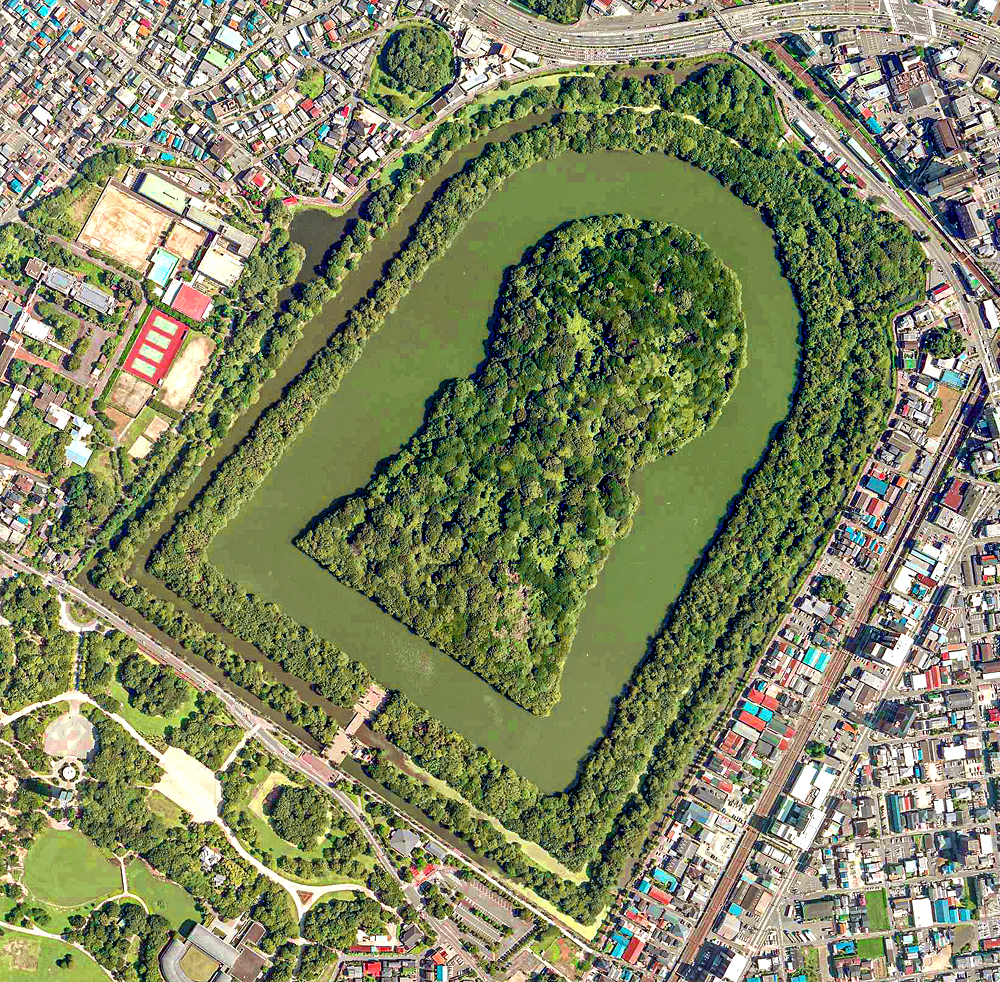
کوفون (گورپشته) دای‌سن‌ریو، اوساکا، قرن پنجم، این شکل از کوفون که به مانند سوراخ کلید است، زنپوکوئن فون نام دارد.

دورهٔ کُوفون از حدود سال ۲۵۰ تا سال ۵۳۸ میلادی به درازا کشید.
کوفون به معنای گورپشته است و دلیل این نام‌گذاری، وجود گورپشته‌های بزرگی است که از آن دوران بر جای مانده‌است.
گورپشته‌ها شکل‌های مختلفی داشتند که ساده‌ترین‌شان دایره و چهارگوش و متمایزترین آن‌ها به شکل سوراخ کلید بود. کوفون‌ها بین قرن‌های سوم تا هفتم میلادی برای به خاک سپردن مردگان طبقهٔ مسلط جامعه ساخته شدند.
در طی سده سوم و چهارم قومی کهن که امروزه مردم یاماتو نامیده می‌شود، توانست به تدریج برتری خود را بر دیگر قبایل تحکیم کند و به عنوان اجداد خانواده‌های سلطنتی ژاپن مطرح شود. در دوره کوفون، ارتش‌های ایالتی پرتوانی پیرامون قبایل قدرتمند شکل گرفت و سیاستی حکومتی تحت عنوان سیاست یاماتو بر نارا، که آن زمان یاماتو خوانده می‌شد، و بخش‌هایی از شرق استان اوساکا حاکم شد. سیاست یاماتو بر سرکوب قبایل و تصاحب زمین‌های کشاورزی آنان استوار بود و با چنین روش‌هایی نفوذ خود را بر مناطق غربی ژاپن حفظ می‌کرد. در طول دوره کوفون جامعه‌ای به‌غایت اشرافی با حاکمانی ارتش‌سالار گسترش پیدا کرد. حاکمان ژاپن در این دوران، از دربار چین درخواست عنوان سلطنتی کردند.
از آغاز و میانه‌های دوره کوفون هیچ تاریخ ضبط‌شده‌ای به جای نمانده‌است. دورهٔ کوفون با فرهنگی مبتنی بر آیین شینتو که پیش از آیین بودایی وجود داشت، شناخته می‌شود. کتاب‌های کوجیکی (۷۱۳ میلادی) و نیهون‌شوکی یا «وقایع ایام ژاپن» (۷۲۰ میلادی) سال‌ها بعد، به این برهه از تاریخ پرداخته‌اند.

## دوران باستان

### دوره آسوکا

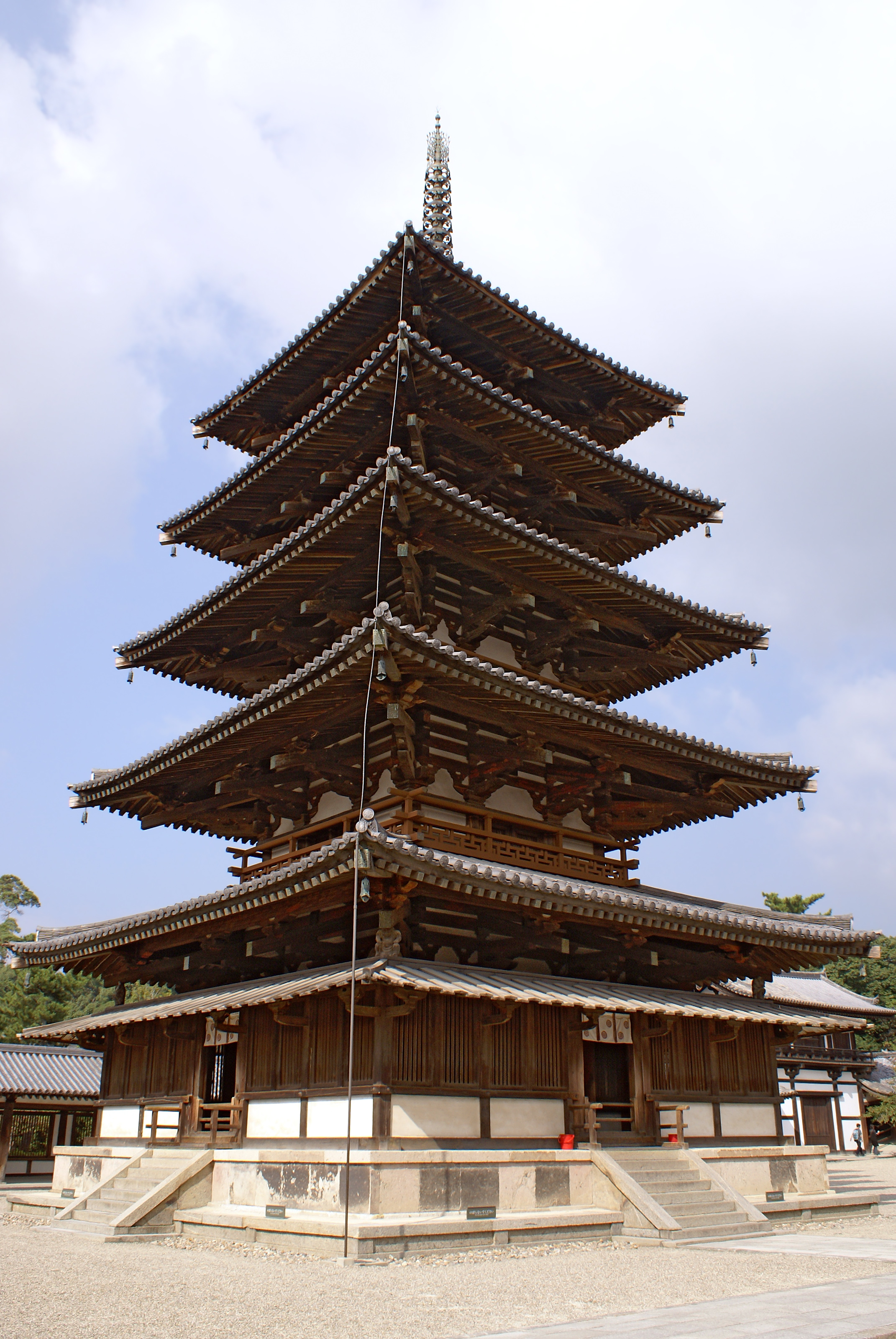
پاگودای پنج طبقهٔ هوریوجی، این معبد بودایی در سال ۶۰۷ میلادی توسط شاهزاده شوتوکو تایشی در منطقهٔ آسوکا واقع در استان نارای کنونی ساخته شده‌است.

دوره آسوکا از سال ۵۳۸ تا سال ۷۱۰ میلادی را دربرمی‌گیرد. گاه از دوره آسوکا و دوره کوفون با عنوان مشترک دوره یاماتو یا دوره کوفون-یاماتو نیز نام می‌برند، چرا که در هر دوی این زمان‌ها، امور امپراتوری با مرکزیت نارا اداره می‌شد که در آن هنگام «یاماتو» نام داشت و نام خاندان قدرتمند حاکم نیز بود.
حاکمیت یاماتو که با به هم پیوستن شماری از خاندان‌های نیرومند بر گرد کانون پادشاهی کشور شکل گرفته بود، در دوره آسوکا گسترش یافت و سران محلی یاماتو در جایگاهی قرار گرفتند که دودمان امپراتوری را شکل می‌داد. هنگامی که حاکمیت یاماتو با سرکوب قبایل مبادرت به تصرف زمین‌های کشاورزی آنان کرد، نام یاماتو مترادف با نام ژاپن شد.
در سدهٔ ۵ و سدهٔ ۶ (میلادی) در همین دوره آیین کنفوسیوس و تائوئیسم نیز به سرزمین ژاپن راه پیدا کرد. باورهای تائوئیستی در نهایت با آیین‌های شینتو و بودایی در هم آمیخت و منجر به پایه‌گذاری مناسکی تازه شد. تغییرات سیاسی در دوره آسوکا بر اساس الگوی چینی بود و نیز خط چینی برای نگارش زبان ژاپنی که پیش از آن دبیره بومی نداشت، برگزیده شد.
ویژگی دیگر دوره آسوکا عبارت بود از دگرگونی‌های چشمگیر هنری، اجتماعی و سیاسی آن که ریشه در اواخر دوره کوفون داشت و در عین حال از آیین تازه بودایی نیز بسیار متأثر شده بود. در آغاز این دوره، آیین بودایی از باکجه، در شبه جزیره کره، به سرزمین ژاپن معرفی شد.
دین بودایی به‌طور رسمی در سال ۵۵۲ به ژاپن وارد شد، زمانی که پادشاه یکی از قلمروهای سلطنتی کوچک شبه جزیرهٔ کره برای درخواست نظامی، سفیری را به ژاپن اعزام کرد. مأموران وی هدایایی را با خود آورده بودند که از آن جمله مجسمهٔ کوچکی از بودا و چندین «سوتره» یا کتاب مقدس بود. پادشاه در نامهٔ خویش، دین بودایی را دینی نافع معرفی کرده بود که سعادت و رفاه به همراه می‌آورد. در همین اثنا نیز موجی از مبلغان مذهبی و استادان بودایی از کره و چین وارد ژاپن شدند که نشانه‌ای از یک تمدن منطقه‌ای به مراتب متعالی‌تر را به همراه آوردند. پس از آن تعداد روزافزونی از ژاپنی‌ها جذب دین بودایی شدند. سپس تا مدت‌ها بین طرفداران بودایی و شینتو، کشمکش و درگیری وجود داشت که در سال ۵۹۳ به پیروزی کامل نیروهای طرفدار دین بودایی انجامید.
به این ترتیب، در دوره آسوکا نخستین ملکه سلطنتی تاریخ ژاپن به نام امپراتریس سویکو (۱۵ آوریل ۶۲۸–۵۵۴) به سلطنت رسید و شاهزاده شوتوکو تایشی (۶۲۲–۵۷۴) را به عنوان نایب‌السلطنه انتخاب کرد. شوتوکو تایشی و خاندان سوگا که یکی از پرقدرت‌ترین خاندان‌های آن دوره بودند، اعتقاد عمیقی به آیین بودا داشتند و کوشش خود را برای گسترش این آیین در ژاپن بکار بردند. شوتوکو تایشی در سال ۶۰۴ میلادی بر اساس عقاید بودایی و کنفوسیوسی، قانون اساسی هفده ماده‌ای را تدوین کرد.
با ورود تمدن چین در مقیاس وسیع، ژاپن از مرحلهٔ ابتدایی وجود خویش خارج شد. به موازات توسعهٔ ارتباطات با قارهٔ آسیا، ژاپنی‌ها بر آن شدند تا نظام مشابهی مانند حکومت چین را در کشورشان به وجود بیاورند و این امر در سال ۶۴۶ به اصلاحات تایکا منجر شد. حمایت دولت و حکومت ژاپن از دین بودایی تا آن حد عمیق و گسترده بود که در سال ۶۵۵ فرمانی رسمی مبنی بر ساخت بوتسودان («محراب بودایی») یا محراب‌های کوچک خانگی در همهٔ خانواده‌ها صادر شد. از طرفی دیگر، تلاشی برای تطبیق دین بودایی با شیوهٔ زندگی ژاپنی صورت نگرفت و به همین دلیل، این آیین نتوانست به‌طور کلی در زندگی عموم مردم نفوذ کند، بنابراین به رغم جانبداری گسترده دربار ژاپن از این دین، در اواخر قرن هفتم دین محلی ژاپن یا شینتو به نحو چشمگیری احیا شد.

### دوره نارا

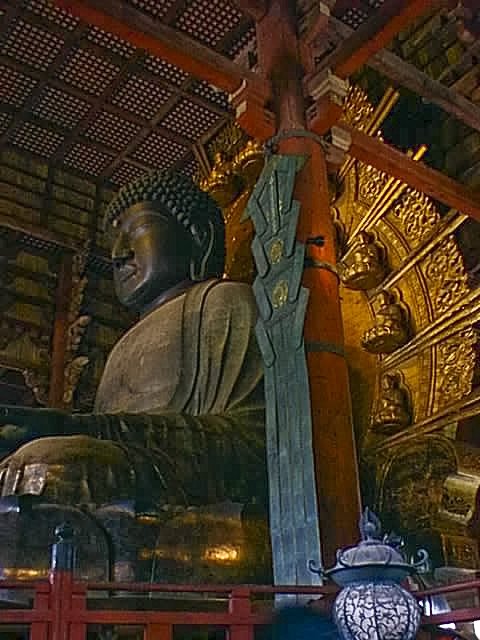
مجسمه بودای بزرگ (大仏) در معبد (تودای‌جی) در نارا، ۷۵۲ میلادی.

دوره نارا سال‌های ۷۱۰ تا ۷۹۴ میلادی را شامل می‌شود. دوره نارا از هنگامی آغاز شد که امپراتوریس گِمه‌ای پایتخت خود را هی‌جوکیو قرار داد که نام قدیم نارا بود.
این دوره مصادف با تقویت حکومت ژاپن بود. ژاپن روابط دوستانه‌ای با پادشاهی کره‌ای شیلا و روابطی رسمی با امپراتوری چین داشت. نارا از شهر «چنگ‌آن» (شی‌آن امروزی) که پایتخت امپراتوری تانگ در چین بود الگوبرداری می‌کرد.
ژاپن هر بیست سالی یک مرتبه نمایندگان سیاسی خود را به دربار تانگ اعزام می‌کرد. دانشجویان بسیاری برای یادگیری به چین فرستاده می‌شدند و راهبان چینی نیز برای آموزش آیین بودایی به ژاپن سفر می‌کردند.
در این دوره نیز همچنان بخش بزرگی از جامعه ژاپن در روستاها زندگی می‌کرد و خوی محافظه‌کارانه داشت، اما جمعیتی دویست هزار نفری با اقامت در شهر نارا، این شهر را به حومه‌نشینی واقعی مبدل ساختند.
بیشتر روستاییان پیرو آیین شینتو بودند و روح طبیعت و ارواح گذشتگان را ستایش می‌کردند. اما طبقات بالاتر جامعه خود را با آیین بودایی منطبق کردند و شهر پایتخت در این دوران به نماد تثبیت آریستوکرات‌های ژاپن تبدیل شد.
آیین بودایی صمیمانه از سوی امپراتور پذیرفته شد. امپراتور و اطرافیان او باور داشتند که بودیسم نهادهای جامعه ژاپن را استحکام می‌بخشد. امپراتور دستور ساخت معبد تودای‌جی را داد و به گسترش این آیین همت گماشت.
هرچند این تلاش‌ها سبب نشد تا آیین بودایی تبدیل به دین رسمی مردم گردد، اما جایگاه امپراتور و خانواده او را در میان مردم بالاتر برد. تلاش متمرکز دربار امپراتوری برای ضبط و مستند کردن تاریخ، سبب پیدایش اولین آثار ادبی ژاپن شد. آثار مهمی همچون کوجیکی و نیهون‌شوکی، در دوره نارا نوشته شده‌اند. این آثار طبیعتی سیاسی داشتند و در جهت توجیه برتری و تقویت بنیان امپراتوری بودند.
در کتاب نیهون‌شوکی برای نخستین بار واژهٔ شینتو (راه خدایان) به چشم می‌خورد. این واژه در این کتاب برای تمایز نهادن بین اعتقاد سنتی مردم ژاپن، با آیین‌های بودایی (بوپو یا راه بودا) و کنفوسیوسی و تائویی به کار برده شده‌است. واژهٔ شینتو به معنای تحت‌اللفظی «راه و طریقهٔ کامی» است. در زمان تألیف کتاب‌های کوجیکی و نیهون‌شوکی، ایدئولوژی‌های حکومتی کنفوسیوسی و بودایی در صحنه حاضر بودند. نکتهٔ کلی نظریهٔ چینی کنفوسیوسی این بود که امپراتور یا ملکه مستقیماً به آسمان پیوند دارد و بنابراین به شیوه‌ای آسمانی حکومت می‌کند. این امر باعث می‌شود که تا شخص حاکم و فرمانروا حلقهٔ ارتباط بین آنچه در بالا قرار دارد (امر علوی و آسمانی) و آنچه در پایین قرار دارد (زمین و مردم) باشد. بر طبق روایات شینتویی، جینمو نخستین امپراتور ژاپن از نوادگان الههٔ خورشید بود و از آن زمان تاکنون همواره دودمان امپراتوران و ملکه‌های ژاپنی حفظ شده‌است؛ بنابراین، مطابق ایدئولوژی شینتویی حکومت سلطنتی، امپراتوران ژاپن به واسطهٔ رابطهٔ مستقیم و خانوادگی خود به کامی آسمانی خالق، به ویژه آماتراسو حکومت می‌کند. از این قرار، مطابق تعالیم شینتویی هرگز هیچ طغیان و شورشی علیه حاکم سلطنتی ژاپن توجیه‌پذیر نیست. صاحب‌نظران خاطرنشان می‌کنند که این دو کتاب برای تفوق و حکومت خاندان سلطنتی ژاپن توجیهی دینی–فلسفی ارائه می‌کنند.
در دوران آسوکا و نارا منازعات متعددی برای جانشینی به مقام سلطنت به چشم می‌خورد در گیرودار سردرگمی‌های این ایام، راهبان بودایی در شهر نارا، پایتخت ژاپن قدرت روزافزونی پیدا کردند و هزینه‌های بی‌حد و حصر دربار برای معابد و کاهنان بودایی، این دین را به نحو فزاینده‌ای به یک دین آریستوکراتی تبدیل کرد. در نتیجه، دیرهای بودایی به‌غایت ثروتمند شدند. همچنین روحانیان جاه‌طلب بودایی درگیر زدوبندهای سیاسی شدند و همین قدرت بیش از حد بودیسم نارا موجب سقوط آن شد. سرانجام وقتی خاندان فوجی‌وارا کنترل کامل حکومت را در دست گرفت بلافاصله یک پایتخت جدید ایجاد کرد تا مرکز حکومت را از چنگال زیاده‌روی‌های سیاسی روحانیان بودایی شهر نارا نجات دهد.

### دوره هِی‌آن

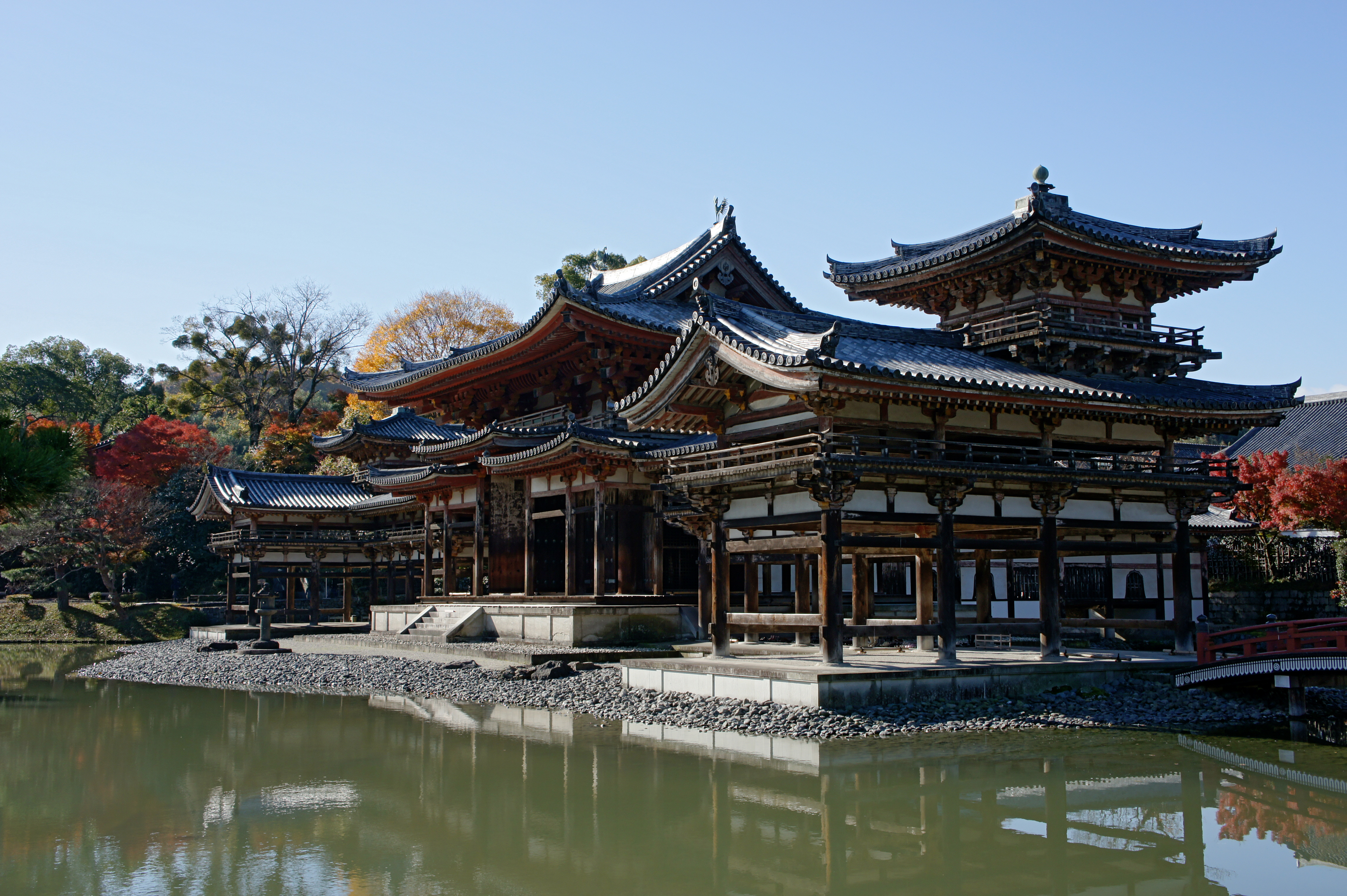
تالار ققنوس در بیودو-این 平等院) Byodoin)، متعلق به قرن یازدهم، دوره هِی‌آن

دوره هِی‌آن فاصلهٔ زمانی سال‌های ۷۹۴ تا ۱۱۸۵ میلادی را در بر می‌گیرد.
با دوره هِی‌آن دوران تاریخ باستانی ژاپن به پایان می‌رسد و عصر فئودالی آغاز می‌شود. نام این دوره از پایتخت آن «هِی‌آن‌کیو» (کیوتو کنونی) می‌آید که به معنای صلح و آرامش است.
از دوره نارا به بعد، قدرت واقعی هیچگاه در دستان امپراتور نبود و سران نظامی (شوگون‌ها) و نجبای دربار اقتدار حقیقی را در دست داشتند. خاندان فوجی‌وارا قدرتمندترین خانواده در دوره هِی‌آن بود.
این خاندان به مدت چندین قرن از طریق ازدواج با اعضای خانواده امپراتور و با تصرف مقام‌های مهم سیاسی، صحنه سیاسی کشور را اداره می‌کرد. خاندان فوجی‌وارا برای تثبیت قدرت خود ناچار بود که طبقات نظامی را تقویت کند. اینچنین بود که آرام آرام نظامی‌ها به دربار راه یافتند و طبقه سامورایی پدید آمد. در نیمه دوم سدهٔ ۱۲ میلادی، توان خاندان فوجی‌وارا رو به افول گذاشت و قدرت سیاسی به زمین‌داران نظامی در استان‌ها منتقل شد.
با تضعیف خاندان فوجی‌وارا آشفتگی‌هایی در نظام سیاسی کشور پدیدار شد. بسیاری از زمین‌داران برای حفاظت از اموال خود شروع به استخدام سامورایی‌ها کردند و این گونه بود که طبقه نظامی، به ویژه در شرق ژاپن، به نفوذ و اقتداری روزافزون دست یافت.
در این دوران تائوئیسم و آیین بودایی، به ویژه شاخه مهایانه آن، گسترش بیشتری پیدا کرد. هر چند که زبان چینی زبان رسمی دربار بود، اما معرفی سیستم کانا که هیراگانا و کاتاکانا از آن ریشه گرفت، سبب پیشرفت روزافزون ادبیات ژاپنی شد.
دوره هِی‌آن سرشار از اصلاحات سیاسی و مذهبی بود که اولی تحت تأثیر خاندان فوجی‌وارا بود و دومی تحت تأثیر دو رهبری که تحول دین بودایی را رقم زدند. این دو رهبر سایچو و کوکای بودند. انتقال پایتخت به شهر کیوتو بدین معنا نبود که دربار سلطنتی ژاپن دیگر طرفدار بودیسم نیست بلکه دربار ژاپن از دست فعالیت‌های غیردینی (سکولار) روحانیان بودایی به ستوه آمده بود. امپراتور کامو (دوران سلطنت ۸۰۶–۷۸۱) این دو راهب را به چین اعزام کرد تا صورت معنوی‌تری از بودیسم را پیدا کنند و با خود بیاورند. پس از مراجعت سایچو در سال ۸۰۵، فرقه تندای و کوکای نیز در سال ۸۰۹، فرقه شینگون را پایه‌گذاری کرد. فرقه‌هایی که این دو رهبر مذهبی ایجاد کردند، قرن‌ها بر حیات دینی و فرهنگی ژاپن سیطره داشت. به رغم مخالفت روحانیان بزرگ نارا، تشکیلات تندای که سایچو در کوه هیئی پایه‌گذاری کرد و معابدی شینگونی که کوکای در کوه کویا بنا کرد به صورت مراکز عظیم تعلیم و تربیت بودایی درآمد که سهم بسزایی در به شهرت رساندن دین بودایی داشتند. سایچو و کوکای هر دو در تعالیم خود برداشت‌های خاص و مفاهیمی را گنجاندند که حتی افراد درس‌نخوانده هم می‌توانستند به خوبی درک کنند و برای عامهٔ مردم ژاپن، مفهوم بود. در این دوره مهم‌ترین عامل در توسعهٔ بودیسم در بین طبقات پایین‌تر جامع ترکیب و امتزاج الوهیت‌های شینتویی با مجموعهٔ خدایان بودایی بود.

## دوران قرون وسطی
دوران قرون وسطی ژاپن از قرن دوازده تا قرن هفده میلادی به طول انجامید و در طی آن قدرت واقعی در دست امیران طایفه‌های منطقه‌ای (دای‌میوها) و سرداران نظامی (شوگون‌ها) بود. امپراتور تنها بر حسب ظاهر حاکم کشور بود و در عمل قدرتی نداشت.

### دوره کاماکورا

میناموتو نو یوریتومو (源頼朝)، بنیان‌گذار استبداد نظامی کاماکورا و اولین شوگون

دوره کاماکورا از سال ۱۱۸۵ تا ۱۳۳۳ میلادی را در بر می‌گیرد. در اواخر قرن دوازدهم و از سال ۱۱۸۵ به تدریج کنترل کشور از دست خاندان امپراتوری خارج شد و دو خاندان سامورایی قوی به نام خاندان تایرا و خاندان میناموتو که هر دو خود را از بازماندگان امپراتوران قدیم ژاپن می‌دانستند، بر سر کسب قدرت به یکی از شدیدترین مبارزات دوران قرون وسطی ژاپن دست زدند و سرانجام بر همهٔ رقیبان و مدعیان پیروز شدند و مدتی به تراضی با یکدیگر حکومت کردند. اما پس از مدتی این دو خاندان با یکدیگر به منازعه پرداختند و خاندان تایرا، بسیاری از افراد خاندان میناموتو را به خاک هلاکت انداخت، از جمله کسانی که از این کشتار جان سالم به در برده بودند، سومین پسر رهبر خاندان میناموتو، کودکی به نام میناموتو نو یوریتومو بود. یوریتومو مدتی در خفا زیست و در بزرگسالی به یک سامورایی سلحشور تبدیل شد. وی بقایای خاندان میناموتو را جمع‌آوری کرد و بر حریف خود خاندان تایرا تاخت و این بار او بود که تقریباً تمامی اعضای خاندان رقیب را از پای درآورد و در سال ۱۱۸۵ به اریکه قدرت نشست. امپراتور ژاپن به پاس این لیاقت و البته تحت فشار خاندان میناموتو او را ستود و در سال ۱۱۹۲ به او لقب شوگون را اعطا کرد. میناموتو یوریتومو برای تحکیم قدرت، حکومت ولایت‌ها را به سامورایی‌های وفادار خود تفویض کرد و دست آنان را در قلع و قمع باز گذاشت. بدین ترتیب دیکتاتوری خشن و سختگیرانهٔ نظامی در ژاپن به وجود آمد.
یوریتومو پس از آن در شهر کاماکورا استبداد نظامی کاماکورا یا باکوفو را پایه‌گذاری و این مقام را در خاندان میناموتو موروثی کرد.
در دوره کاماکورا، ژاپن وارد «قرون وسطای» هفتصد ساله‌ای شد که در آن امپراتور، دربار و حکومت مرکزی سنتی تبدیل به نهادهایی تشریفاتی شدند و جنگ‌سالاران و زمین‌داران بزرگ، قدرت را در دست گرفتند.
حوزه‌های قضایی، نظامی و مدنی به دست جنگ‌آوران آریستوکرات (طبقه بوشی) اداره می‌شد. در دوره کاماکورا اکثر شوگون‌ها ناتوان و در واقع تحت کنترل کامل خاندان هوجو بودند. مقام شیکّن (معاون شوگون) تنها در انحصار خاندان هوجو بود و بیشتر ایام این دوره اداره کشور را شیکّن‌ها در دست داشتند.
حادثه تکان‌دهنده در این دوره، حملهٔ مغول به ژاپن بود. مغول‌ها دو بار در سال‌های ۱۲۷۴ و ۱۲۸۱ میلادی با تکنولوژی برتر دریایی و تسلیحاتی به جزیره کیوشو در جنوب غربی ژاپن حمله کردند و هر بار توفان شدید و نیز نقص در طراحی کشتی، لشکر مهاجم را از رسیدن به پیروزی بازداشت.
توفان شدیدی که کشتی مهاجمان را در هم کوبید، باد خداوندی یا کامی‌کازه نامیده شد. پیامد سال‌ها تدارک نظامی به منظور جنگ با مغولان برای حکومت کاماکورا مصیبت‌آمیز بود. بسیاری از وفادارانی که برای پاسداری از حکومت جنگیده بودند، اینک در انتظار پاداش بودند و برآورده کردن این خواسته از توان حاکمان خارج بود. در سال ۱۳۳۳ (میلادی) هواداران امپراتور گودای‌گو در یک جنگ داخلی حکومت کاماکورا را ساقط کردند.
در آغاز دوران هی‌آن سایچو و کوکای تلاش کرده بودند تا بودیسم را در بین تمام طبقات مردم رواج دهند، اما این حرکت فقط تا حدودی موفقیت‌آمیز بود، زیرا دین بودایی به‌طور سنتی چنان مبتنی بر حیات دربار بود که پیروان این دو رهبر دینی هم به سرعت علاقهٔ خویش را به مردمی‌کردن اعتقاد خویش از دست دادند و مجدداً به دنبال ارضای نیازمندی‌های روحی طبقهٔ آریستوکراسی برآمدند. در جریان انجام این امور، معابد بزرگ این دوران از نظر مالی بسیار قدرتمند شدند و شرکت در امور دنیوی (سکولار) در بین روحانیان رواج پیدا کرد. شالودهٔ اصلی روحانیت، فاسد شده بود و حیات دینی جدیدی مورد نیاز بود. اولین تحول مهم در احیای دینی گسترش سریع آمیداگرایی بود.
بودیسم آمیدا جاذبهٔ عمومی زیادی داشت، چون شرایط و قیود آن برای کسب نجات و رستگاری بسیار سهل‌الوصول بود. البته تا قبل از تأسیس فرقه جودو در سال ۱۱۷۵ به دست راهبی به نام هونئن، آمیداگرایی شکل و قواره کامل خویش را به دست نیاورد. پس از مرگ هونئن، جانشین وی، یکی از مریدان و شاگردان ممتاز او به نام شینران بود که در سال ۱۲۲۴ فرقه شین بودیسم (جودو شین) را تأسیس کرد. تحول بزرگ دوم در جریان بیداری معنوی عظیم دوره کاماکورا، عرضه و معرفی آیین بودایی ذن بود. آداب ذن نیز مانند آمیداگرایی، در ژاپن عصر نارا شناخته شده بود، اما تا پیش از سال ۱۱۹۱ تعالیم ذن مبنای مکتب جدیدی از بودیسم قرار نگرفته بود. مکتب ذن از پیروان خویش می‌خواست که به کلی من یا نفس خویش را از هر گونه پدیدهٔ گذرای جهان مادی و توجه و علاقه به دستاوردهای نفسانی شخصی بزدایند. انضباط معنوی سخت ذن، پیروان بسیاری را در بین طبقهٔ جنگاوران فراهم آورد. سومین و آخرین حرکت چشمگیر در این دوران ظهور نیچیرن (زمان حیات ۱۲۸۲–۱۲۲۲) بود. او به این نتیجه رسیده بود که بودیسم حقیقی را باید در تعالیم سوره نیلوفر آبی پیدا کرد. پیروان او بعدها بوداگرایی نیچیرن را شکل دادند و سرآغاز تاریخی ایمان مذهبی خویش را سال ۱۲۵۳ یا همان سالی که نیچیرن برای نخستین بار نظریه خویش را در مورد سوره نیلوفر آبی علناً اظهار کرد، قرار دادند. در دوره کاماکورا دین بودایی که در خلال قرون گذشته از طرف بسیاری از مردم یک دین خارجی تلقی شده بود، حقیقتاً جنبهٔ محلی و بومی پیدا کرد.

### دوره موروماچی

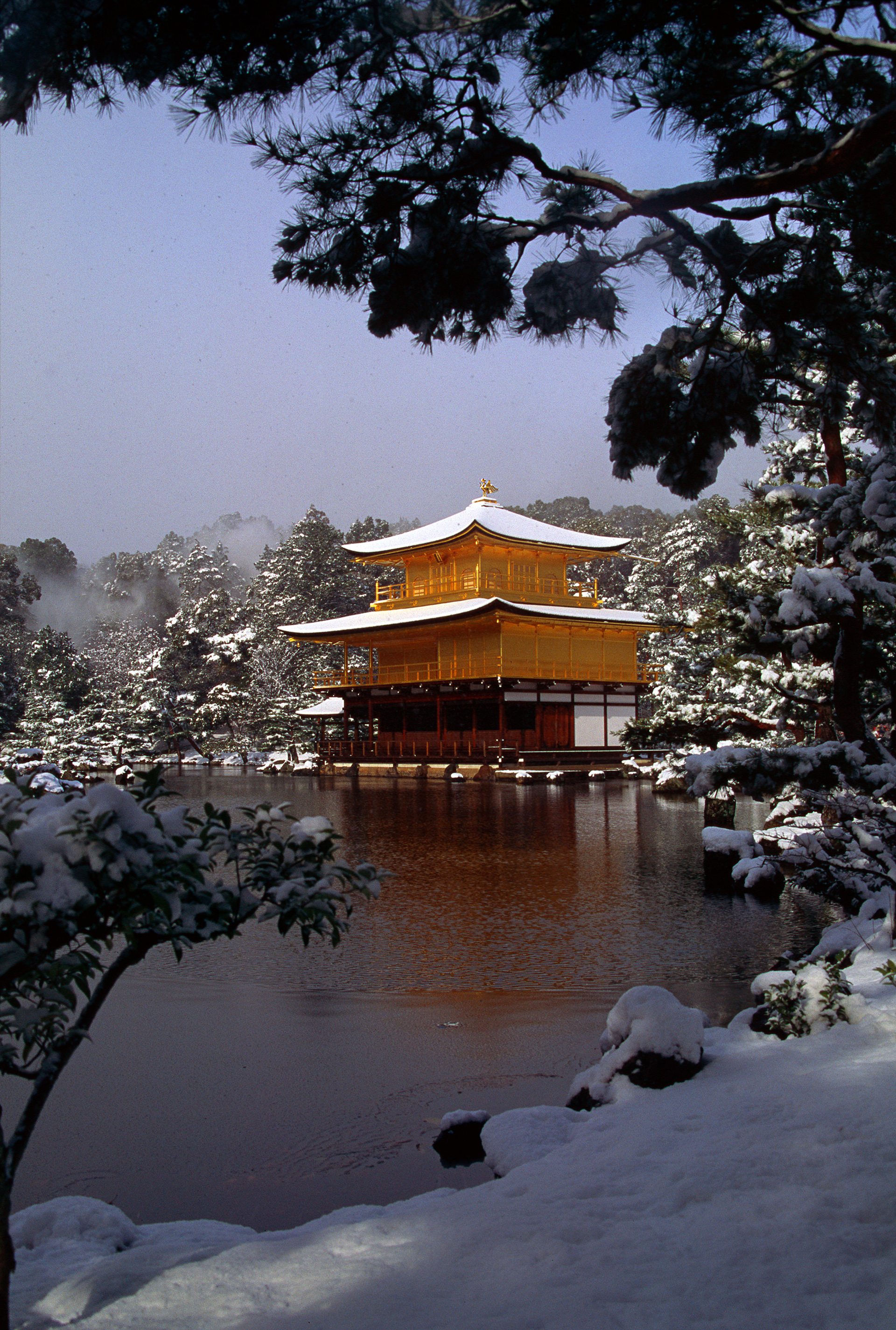
کین‌کاکوجی (نیایشگاه کلاه فرنگی طلایی) به فرمان آشی‌کاگا ساخته شد.

دوره موروماچی به‌طور تقریبی، فاصله سال‌های ۱۳۳۶ تا ۱۵۷۳ میلادی را در بر می‌گیرد. این دوره با نام دوره آشی‌کاگا یا موروماچی باکوفو نیز شناخته می‌شود. ویژگی دوره موروماچی استبداد نظامی شوگون‌ها بود. در دوره موروماچی مراسم چای (چانویو) و گل‌آرایی ایکه‌بانا به وجود آمد.
دوره موروماچی به سه دورهٔ زیر تقسیم می‌شود:

#### تجدید حیات کن‌مو
تجدید حیات کن‌مو یا اصلاحات کن‌مو به دوران سه ساله (۱۳۳۶–۱۳۳۳) بین دوره‌های کاماکورا و موروماچی و اتفاق‌های سیاسی آن زمان گفته می‌شود. در دوران تجدید حیات کن‌مو، امپراتور گودایگو تلاش کرد با به کار گماردن نزدیکان دودمان امپراتوری، حکومت سلطنتی حقیقی و غیرنظامی بر پا کند.
پس از شکست اصلاحات، یکی از صاحب‌منصبان سامورایی به نام آشی‌کاگا تاکائوجی، امپراتور جدیدی را در کیوتو بر تخت نشاند و امپراتور گودایگو به یوشینو در نارا گریخت. به همین سبب دو دربار یکی در کیوتو در شمال و دیگری در نارا در جنوب کشور پدید آمد.

#### دوره نان‌بوکو-چو
بین سال‌های ۱۳۳۶ تا ۱۳۹۲ دوره نان‌بوکو-چو یا دوره دربار شمالی و جنوبی نامیده می‌شود. در این دوران، دربار امپراتوری شمالی به دست آشی‌کاگا تاکااوجی در کیوتو، و دربار امپراتوری جنوبی از سوی امپراتور گودای‌گو در یوشینو بنیان گذاشته شدند. هر دو دربار شمالی و جنوبی حاکمیت را تنها حق خود می‌دانستند. جنگ بین این دو دربار در حدود ۶۰ سال ادامه داشت تا اینکه سرانجام دربار جنوبی در سال ۱۳۹۲ تسلیم شمال شد. در سال ۱۳۳۸ آشی‌کاگا تاکااوجی به فرمانروایی رسید و حکومت شوگونی دوم یا شگون‌سالاری آشی‌کاگا را عملاً بنیان گذاشت. او خود را فرمانده کل یا شوگون خواند. نوهٔ او آشی‌کاگا یوشی‌میتسو عمارتی برای انجام امور دولتی در محلهٔ موروماچی در کیوتو برپا ساخت و نامگذاری این دوره به نام موروماچی از نام این محل منشأ گرفته‌است.
در این دوره گاهی دو امپراتور در دربار شمالی و جنوبی به‌طور هم‌زمان حکومت می‌کردند که در اکثر کتاب‌های تاریخ ژاپن فقط امپراتوران شمال را به‌شمار آورده‌اند. در پایان این دوره در سال ۱۳۹۲ ناآرامی‌ها و جنگ‌های داخلی به پایان رسید و حکومت‌های محلی به حکومت مرکزی مقتدری مبدل شدند.
در قرن چهاردهم میلادی، چین که مدت‌ها در زیر سلطهٔ مغول بود توانست مغول‌ها را به طرف شمال چین رانده و در سال ۱۳۹۸ دودمان مینگ را تشکیل دهد. پس از آن در سال ۱۴۰۴ رابطه تجاری ژاپن با چین آغاز شد. این رابطه تجاری بین چین و ژاپن در دورهٔ موروماچی به نام تجارت کانگو شهرت دارد. این رابطه تجاری سبب نفوذ فرهنگ چین در ژاپن شد.

#### دوره سنگوکو

قلمروی حکمرانی دایمیوهای دوره سنگوکو در حدود سال مبدأ گنکی (۱۵۷۰ میلادی)،
- قلمروی خاندان هوجو (北条)، منطقه‌ای است که با رنگ نارنجی مشخص شده و امروزه توکیو در آن واقع شده‌است.
- قلمروی تاکدا شینگن (武田)، بزرگ‌ترین منطقه در نقشه است که با رنگ بنفش مشخص شده و امروزه استان یاماناشی در آن واقع شده‌است.
- قلمروی اوئسوگی کنشین (上杉)، منطقه‌ای که با رنگ سبز مشخص شده و امروزه استان نییگاتا در آن واقع شده‌است.
- قلمروی اودا نوبوناگا (織田)، منطقه صورتی رنگ که پایتخت آن دوران کیوتو را دربرگرفته‌است.
- قلمروی توکوگاوا ایه‌یاسو (徳川)، منطقه‌ای که با رنگ زرد مشخص شده و امروزه استان شیزوئوکا در آن واقع شده‌است.

از سال ۱۴۶۷ تا پایان دوره موروماچی را دوره سنگوکو یا دوره جنگ‌های داخلی ژاپن نیز می‌نامند. دوره سنگوکو، از میانه‌های قرن پانزدهم تا آغاز قرن هفدهم به درازا کشید. دوره سنگوکو به‌خصوص برای مدت زمانی از آغاز شورش اونین در کیوتو (۱۴۷۷–۱۴۶۷) تا وارد شدن اودا نوبوناگا به کیوتو در سال ۱۵۶۸ بکار برده می‌شود.
جنگ اونین، جنگی بود که بر سر مسئلهٔ جانشینی آشی‌کاگا یوشی‌ماسا بین دو خاندان قدرتمند ژاپن درگرفت. در این جنگ هوسوکاوا کاتسوموتو که طرفدار برادر شوگون بود تحت عنوان سپاه شرقی با یامانا موچی‌تویو (سوزن) که از پسر شوگون طرفداری می‌کرد، تحت عنوان سپاه غربی در مقابل یکدیگر قرار گرفتند. مرکز اصلی این جنگ در کیوتو بود و پس از یازده سال جنگ بیش از نیمی از کیوتو سوخت و به ویرانه تبدیل شد. جنگ اونین سبب ضعیف شدن قدرت شوگون‌ها شد. مردم در برخی از مناطق، شوگو‌ها (فرمانداران محلی) را برکنار کرده و حکومت خودمختار تشکیل دادند؛ از آن جمله در ولایت یاماشیرو (در جنوب کیوتوی کنونی) حکومت مستقل ۸ سال ادامه داشت. همچنین در ولایت کاگا (استان ایشیکاوا کنونی) هواداران ایکو-شو یا شاخهٔ نظامی بوداگرایی با برپا کردن شورشی به نام ایکو-ایکی حکومت خودمختاری را ایجاد کردند که ۱۰۰ سال ادامه داشت.
پس از جنگ اونین، گکوکوجو (از لحاظ لغوی به معنای براندازی و فراتر رفتن از مافوق) رواج پیدا کرد و کسانی که از نظر مقام اجتماعی فرودست بوده اما در جنگیدن مهارت داشتند، با پیروزی در نبرد، موفق به در دست گرفتن قدرت در یک منطقه شدند. بدین ترتیب بسیاری از شوگو‌ها یا فرمانداران محلی برانداخته شدند و جای خود را به دایمیوهای پر قدرت دورهٔ سنگوکو (فئودال‌ها) دادند. دایمیوهای سنگوکو با برپایی جنگ‌ها، هر کدام سعی بر افزایش وسعت منطقه تحت نفوذ خود داشتند. دورهٔ سنگوکو یک مبارزه طولانی برای سلطهٔ فردی دایمیو (فئودال-اربابان زمین‌دار) بر کل ژاپن بود.
در بین دایمیوهایی که وحدت ژاپن را هدف خود قرار داده بودند، به‌خصوص تاکدا شینگن (۱۵۷۳–۱۵۲۲ میلادی) امیر ولایت کای و اوئسوگی کنشین (۱۵۳۰–۱۵۷۸ میلادی) امیر ولایت اچیگو از دایمیوهای پرقدرت بودند. این دو ۵ بار در جنگ‌های کاواناکاجیما (زمان بروز جنگ‌ها ۱۵۶۴، ۱۵۶۱، ۱۵۵۷، ۱۵۵۵، ۱۵۵۳ میلادی) با یکدیگر نبرد کردند اما هیچ‌کدام موفق به برانداختن رقیب نشدند. در این هنگام دایمیوهای دیگر نیز با یکدیگر در جنگ بوده و هدف نهایی آن‌ها یکپارچه کردن ژاپن و براندازی خاندان آشیکاگا و نشستن برجای این خاندان بود. شینگن و کنشین پس از اینکه بعد از سال‌ها جنگ موفق به شکست یکدیگر و اتحاد دو منطقه نشدند، نبرد با یکدیگر را رها کرده و هر کدام سعی کردند تا زودتر راهی کیوتو شده و پایتخت را تسخیر کنند. شینگن راه شرق را برگزید و کنشین از راه غرب ژاپن راهی کیوتو شد. برای پیشروی به سوی پایتخت نخست لازم بود که شینگن از ولایت توتومی (استان شیزوئوکا کنونی) یعنی قلمروی توکوگاوا ایه‌یاسو بگذرد. اودا نوبوناگا برای جلوگیری از پیشروی شینگن، کمک‌های خود را به متحد خود توکوگاوا ارسال کرد، اما توکوگاوا در سال ۱۵۷۳ میلادی در نبرد میکاتاگاهارا از شینگن شکست خورد. مدت کوتاهی پس از این نبرد، شینگن در سال ۱۵۷۳ به سبب بیماری در گذشت. کنشین توانست ولایت نوتو (استان ایشیکاوا کنونی) را تصرف کند اما او نیز در سن چهل و هشت سالگی، در سال ۱۵۷۸ بر اثر بیماری درگذشت.
در اواخر این دوره سه تن از امیران نامدار، ژاپن را به سوی وحدت هدایت کردند، این سه نفر عبارتند از:

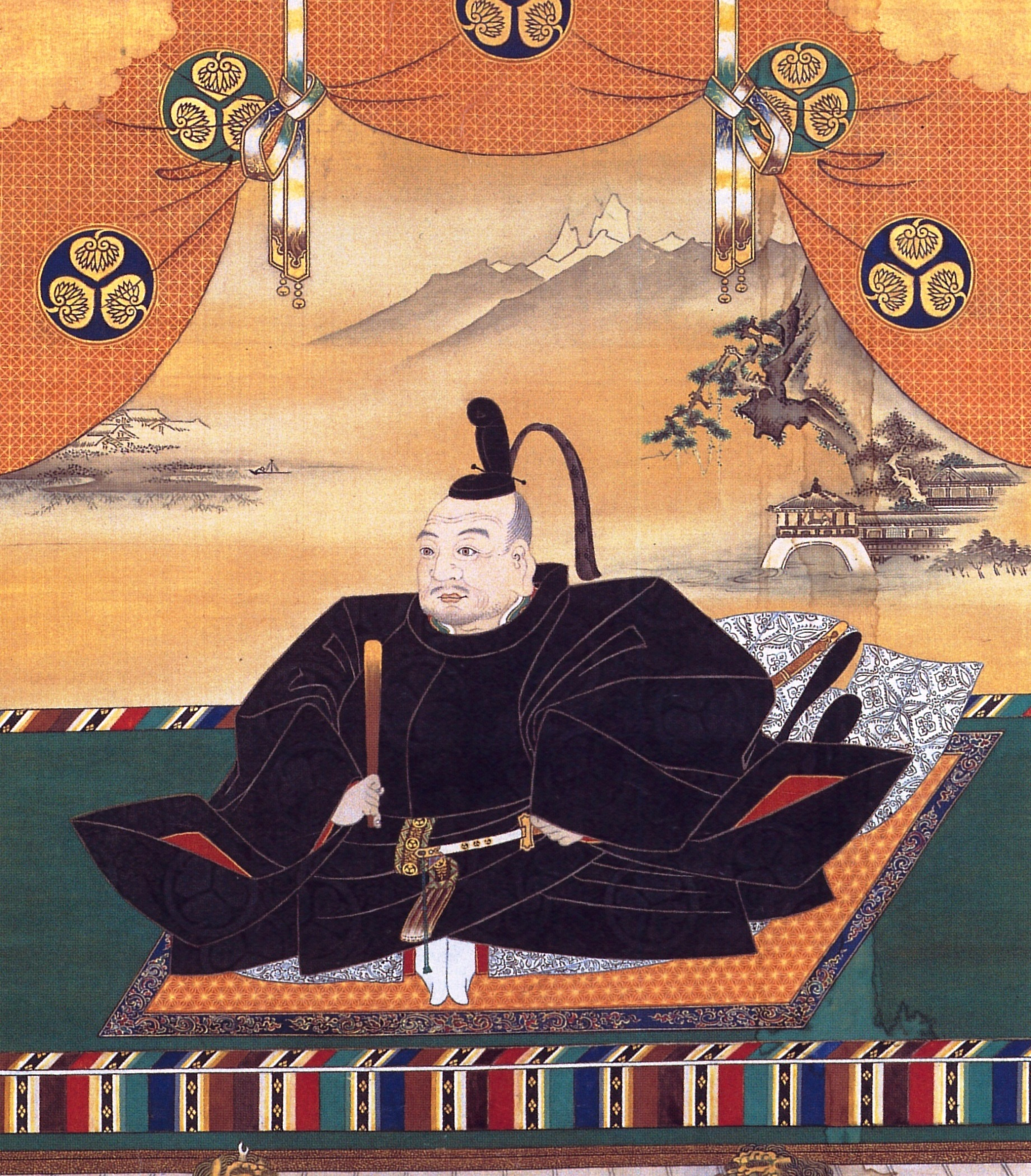
توکوگاوا ایه‌یاسو ۱۶۱۶ - ۱۵۴۳
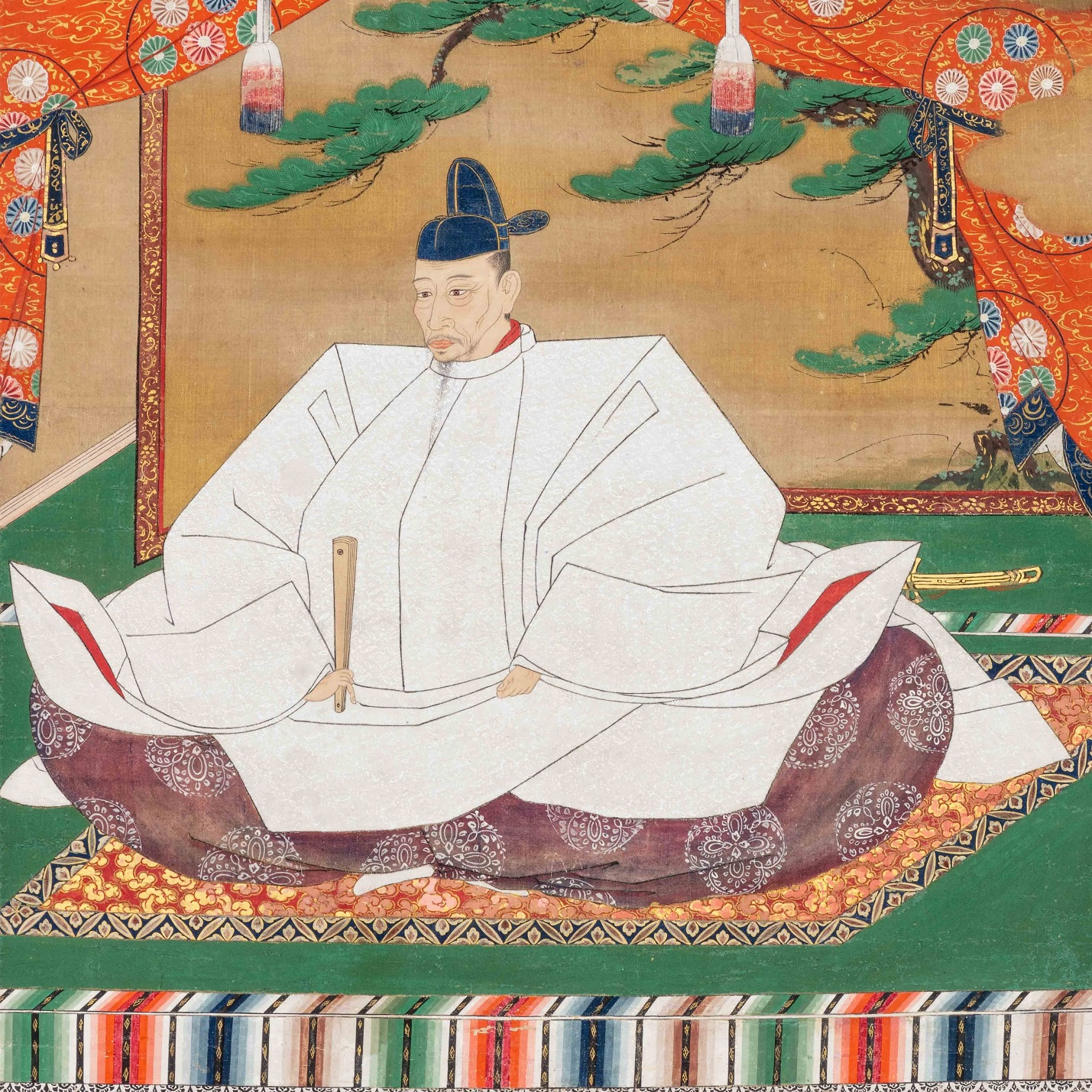
تویوتومی هیده‌یوشی ۱۵۹۸ - ۱۵۳۶
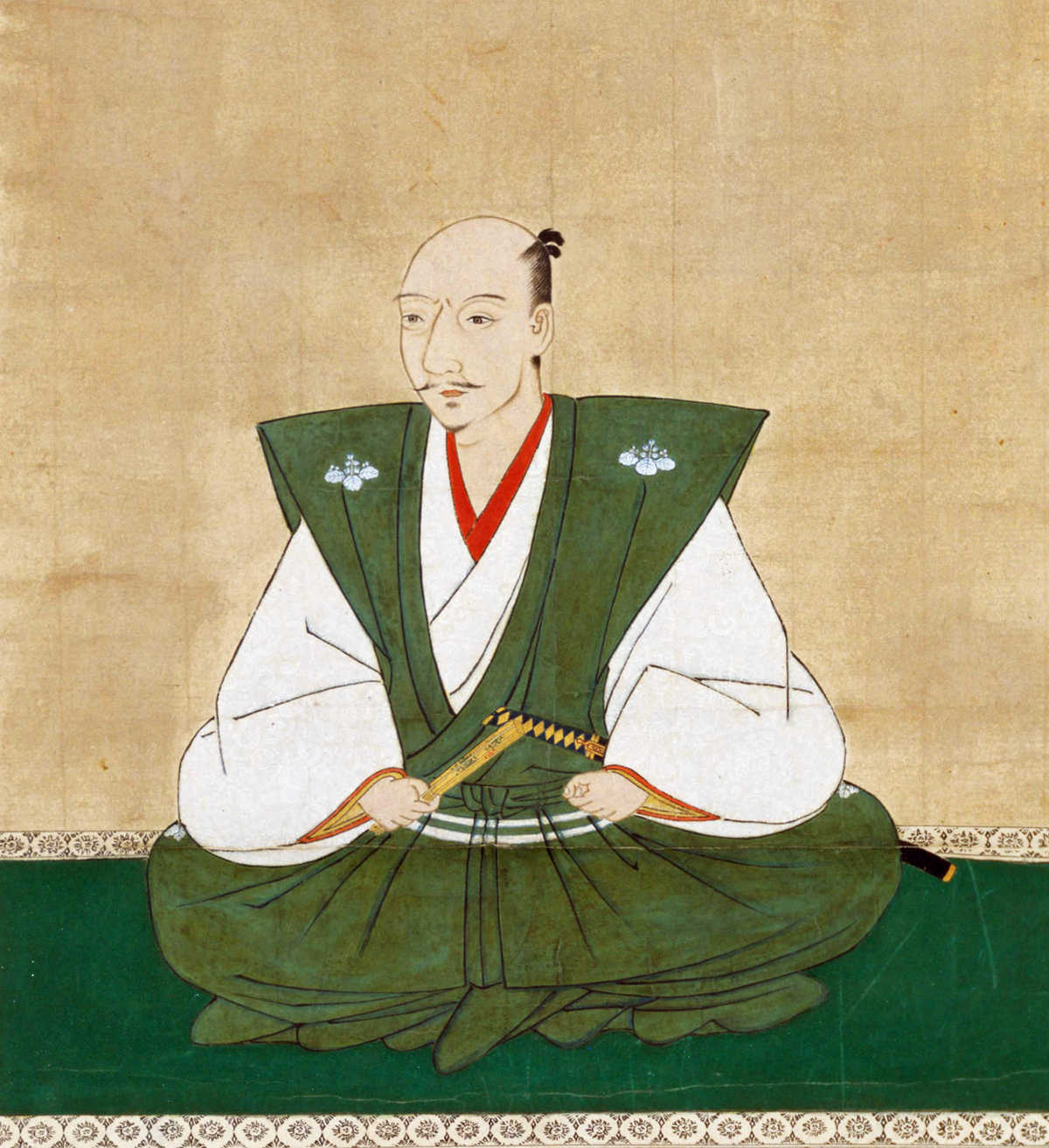
اودا نوبوناگا
۱۵۸۲ - ۱۵۳۴

اودا نوبوناگا، دایمیوی ولایت اُواری (استان آیچی امروزی) بود. او اولین پیروزی خود را در سال ۱۵۶۰ در نبرد اوکه‌هازاما به دست آورد و پس از آن توانست مناطق نزدیک به پایتخت را تحت تسلط خود درآورد. در سال ۱۵۶۸، آشی‌کاگا یوشی‌آکی برادر شوگون سیزدهم آشی‌کاگا یوشی‌ترو (زمان حکمرانی ۱۵۶۵–۱۵۴۶) نزد نوبوناگا رفت و درخواست کرد که به کیوتو لشکرکشی کند. یوشی‌آکی با کمک نوبوناگا قصد داشت که انتقام خون برادرش را از قاتلان او و همچنین جانشین او شوگون چهاردهم بگیرد. نوبوناگا توافق کرد که یوشی‌آکی را به عنوان شوگون جدید منصوب کند و قصد او این بود که از این فرصت برای ورود به پایتخت آن زمان کیوتو، استفاده کند. او پس از ورود به کیوتو، یوشی‌آکی را به عنوان شوگون پانزدهم بر مقام شوگونی نشاند اما بعد از مدتی دریافت که یوشی‌آکی قصد برانداختن او را دارد. مرگ تاکدا شینگن برای نوبوناگا فرصت خوبی بود، چرا که او پس از آن توانست بر روی شکست آشی‌کاگا یوشی‌آکی تمرکز کند، که آشکارا خصومت خود را اعلام کرده بود. در سال ۱۵۷۳ نوبوناگا قادر به شکست دادن نیروهای یوشی‌آکی شد و او را از کیوتو تبعید کرد. بدین ترتیب او بعد از حدود ۲۴۰ سال به حکمرانی شوگون‌سالاری آشی‌کاگا پایان داد. در سال ۱۵۸۲ در کودتایی به نام حادثه معبد هوننو، اودا نوبوناگا توسط ساموراییِ شورشی آکِچی میتسوهیدِه، مجبور شد به خودکشی اجباری دست زند.

### دوره آزوچی–مومویاما

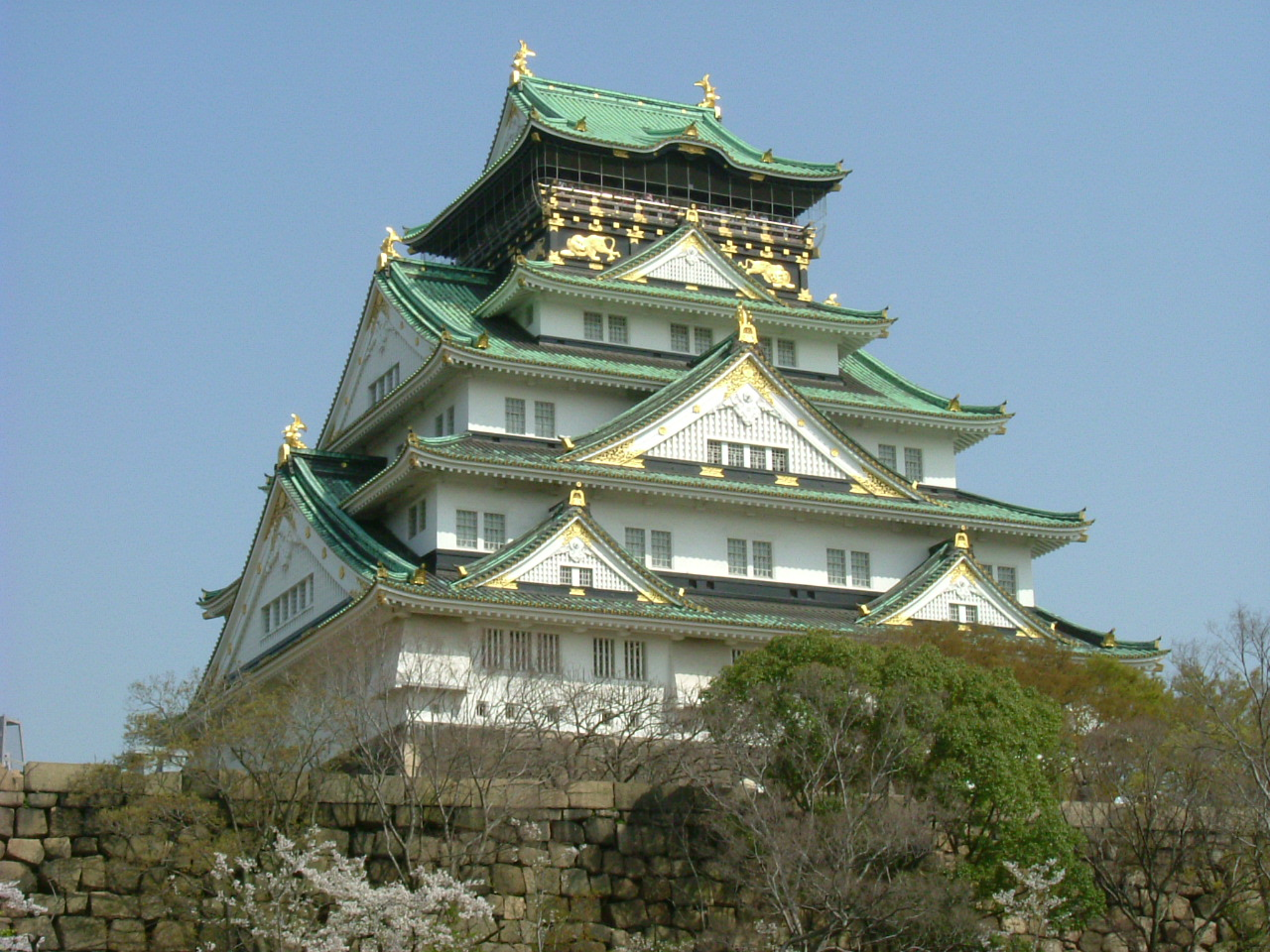
قلعهٔ اوساکا

دوره آزوچی–مومویاما از حدود سال‌های ۱۵۶۸ تا ۱۶۰۰ میلادی را شامل می‌شود. این دوره در پایان جنگ‌های داخلی ژاپن آغاز شد. در این دوره یک بار دیگر ژاپن تحت یک فرماندهی واحد سیاسی قرار گرفت و ثبات و همبستگی به این کشور بازگشت.
اودا نوبوناگا کوشید تا از لحاظ سیاسی کشور را یکپارچه کند و بر یک‌سوم کشور تسلط یافت. جانشین او تویوتومی هیده‌یوشی به این آرزو جامه عمل پوشاند.
پس از مرگ اودا نوبوناگا، تویوتومی هیده‌یوشی توانست در جنگ با مدعیان جانشینی نوبوناگا پیروز شود و مقام خود را تثبیت کند. در سال ۱۵۸۳ هیده‌یوشی قلعه آزوچی را که توسط اودا نوبوناگا ساخته شده بود، الگوی خود قرار داد و ساخت قلعهٔ اوساکا را به منظور احداث مقری برای دولت متحد آغاز کرد. مدتی نیز با توکوگاوا ایه‌یاسو به جنگ پرداخت که به نتیجه نرسید و به صلح منجر شد. سپس از طرف امپراتور مقام کانپاکو یا بالاترین مقام در دولت جهت یکپارچه کردن کشور به او واگذار شد. هیده‌یوشی با اقتدار، تمامی جنگ‌های داخلی بین دایمیوها و همچنین شورش‌ها را متوقف کرد و سرانجام توانست در سال ۱۵۹۰ میلادی کشور را متحد کند.
عنوان دوره آزوچی–مومویاما از نام قلعه‌های آزوچی (متعلق به اودا نوبوناگا)، و مومویاما (متعلق به تویوتومی هیده‌یوشی) گرفته شده‌است.
هنگامی که هیده‌یوشی از کار یکپارچه کردن ژاپن فارغ شد، در پی کشورگشایی برآمد. هیده‌یوشی در آغاز به کشور کره حمله کرد. هدف او تصرف کره، چین و هندوستان بود. با این حال او در نبرد اول خود شکست خورد و جنگ دوم را تنها با هدف کین‌خواهی آغاز کرد.
در نبرد دوم نیز هیده‌یوشی موفق نبود و پس از دو بار ناکامی علیه نیروهای متحد کره و چین و به دنبال مرگ وی در سال ۱۵۹۸، نیروهایش از شبه جزیره کره عقب‌نشینی کردند.
هیده‌یوشی در بستر مرگ شورایی پنج نفره از قدرتمندترین فرماندهان خود تشکیل داد. این شورا می‌بایست تا به سن قانونی رسیدن پسر خردسالش تویوتومی هیده‌یوری، اداره کشور را به عهده می‌گرفت. یکی از اعضای این شورای پنج نفره، توکوگاوا ایه‌یاسو بود که از دیگر اعضا دارای قدرت بیشتری بود. ایه‌یاسو برای در دست گرفتن قدرت با دایمیوها به خصوص با آن‌ها که با هیده‌یوشی رابطه خوبی نداشتند، پیمان اتحاد بست. مائدا توشی‌ایه مسن‌ترین و مشهورترین عضو شورا در سال ۱۵۹۹ درگذشت. در نهایت اختلافات مابین اعضای شورای حکومتی موجب بروز جنگی به نام نبرد سکیگاهارا (۱۶۰۰) شد. در این جنگ سامورایی‌های طرفدار توکوگاوا ایه‌یاسو از سراسر کشور به عنوان سپاه شرقی و طرفداران ایشیدا میتسوناری به عنوان سپاه غربی وارد میدان شدند.
سرانجام توکوگاوا از طریق اتحاد با خاندان‌های شرق ژاپن، بر نیروهای خاندان‌های بخش غربی پیروز شد و به دوران هیده‌یوشی و بخت جانشینی فرزند او پایان داد.
دوران کوتاه آزوچی–مومویاما اولین دوره طلایی مذهب کاتولیک در ژاپن بود. اما ترس از نفوذ بیگانگان، به زودی سبب سرکوب دین جدید توسط حاکمانی شد که در دوره بعدی به قدرت رسیدند.
فرمانروایی توکوگاوا نیز مانند همهٔ شوگون‌های دیگر به زور شمشیر استوار بود و نه بنیان‌های شینتویی، بودایی و کنفوسیوسی که پایه‌های حکومت سلطنتی ژاپن را در قرون اولیه استحکام بخشیده بود. از این جهت امپراتوران ژاپن نوعی فرمندی دینی داشتند، لیکن سلسله‌های شوگونی به نحو موفقیت‌آمیزی این فرمندی را از هرگونه انتفاع سیاسی محروم ساخته بودند. دین مقوله‌ای خارمانند بود که دو سلف نظامی پیش از توکوگاوا ایه‌یاسو یعنی نوبوناگا و هیده‌یوشی سعی کرده بودند تا به نوعی به آن بپردازند. سیاست‌های این سه فرمانده نظامی روی هم رفته به وضعیت زیر منتهی شد:
- نخست اینکه دین تازه رسیده از غرب یعنی مسیحیت ممنوع اعلام شد. معدودی از مسیحیان هم که حاضر به ترک دین خود نشدند، مجبور به فعالیت زیرزمینی شدند. این سیاست از سال ۱۶۳۹ شروع شد و تا سال ۱۸۵۴ رسماً ادامه داشت.
- معبد اصلی فرقهٔ بودایی تندای بر روی کوه هیئی در کیوتو، قدرتمندترین نهاد دینی در ژاپن بود. در سال ۱۵۷۱، نوبوناگا در واقعهٔ مشهور به آتش زدن کوه هیئی این مجموعه را به کلی سوزاند و ۳۰۰۰ ساختمان و ۱۰٬۰۰۰ هزار راهب جنگجوی آن را نابود ساخت.
- مردمی‌ترین دین بودایی آن عصر، فرقهٔ بودایی شین بودیسم (جودو شین-هون‌گانجی شین بودیسم)، برای خود ارتش عظیمی از دهقانان و کشاورزان جمع کرده بود که نوبوناگا در سال ۱۵۸۰ آن‌ها را شکست داد. این فرقه سپس در سال ۱۶۹۳ دو دسته شد و به دو شاخهٔ هون‌گانجی غربی و شرقی تقسیم گردید و بدین ترتیب وحدت و یکپارچگی این گروه بودایی از دست رفت.
- تحت حکومت ایه‌یاسو، شوگون‌ها نظارت و کنترل بر مدارس فلسفی–دینی اندیشمندان را آغاز کردند، به امید اینکه بتوانند بر تحولات و ایدئولوژی‌های جدید نوعی کنترل اعمال کنند.[۱۰۳]

#### دوره تجاری نان‌بان
دوره تجاری نانبان به معنی «دادوستد بربرهای جنوبی»، از سال ۱۵۴۳ (فرارسیدن اولین اروپایی‌ها به خشکی‌های ژاپن) تا سال ۱۶۴۱ (اعلام سیاست ساکوکو یا سیاست درهای بسته ژاپن) را در بر می‌گیرد. در سال ۱۵۴۳ یک کشتی پرتغالی که به سمت آب‌های چین می‌رفت، راه خود را گم کرده و به کرانه‌های ژاپن رسید. با معرفی سلاح‌های آتشین از سوی پرتغالی‌ها، تحولات شگرفی در جنگ داخلی ژاپن پدیدار شد. در سال‌هایی که از پی می‌آمد، بازرگانان هلندی، انگلیسی و اسپانیایی و مبلغان مذهبی یسوعی هم از راه رسیدند. در سال ۱۵۴۹ یک نفر اسپانیایی به نام فرانسیسکو زاویر از طریق استان کاگوشیما، دین مسیحیت را به ژاپن معرفی کرد. به این ترتیب دین تازه مسیحیت نیز در کنار مذهب شینتو و آیین بودایی به جامعه ژاپن راه پیدا کرد.
مسیحیت وقتی به ژاپن واردشد، دین بودایی دستخوش فساد و تباهی شده بود و روحانیان بودایی و پیروان آن چنان قدرتمند و خودسر شده بودند که اودا نوبوناگا در برنامهٔ خود برای اتحاد ژاپن آنان را عناصری مخرب به حساب آورد و به‌طور کلی به بودیسم اعلام جنگ داد. او از مسیحیت به عنوان رقیبی مناسب در برابر نفوذ بودیسم جانبداری کرد و لذا دست میسیونرهای مسیحی را در تبلیغ باز گذاشت. چندان طول نکشید که بوداییان به اشتباه خود در مدارای با مسیحیت پی بردند و به این نتیجه رسیدند که مسیحیان ادیان دیگر را فرو دست می‌پندارند و مصمم به مسیحی کردن همهٔ ملت ژاپن هستند پس از آن نتوانستند در برابر آن ساکت بنشینند. در بین مقامات رسمی ژاپن نیز بی‌علاقگی خاص نسبت به بیعت کاتولیک‌ها با پاپ در روم دیده می‌شد. عامل دیگری که به سقوط نهضت مسیحیت در ژاپن منجر شد، دشمنی و رقابت‌های مبلغان متعلق به کشورهای مختلف با یکدیگر بود. اولین غربی‌هایی که به سرزمین ژاپن وارد شده بودند پرتقالی‌ها بودند و اولین میسیونرها نیز کاتولیک بودند. تجار هلندی نیز چندی بعد در این عرصه به فعالیت پرداختند و با ورود آنان، منازعات سیاسی و مذهبی، که در آن ایام در اروپا دیده می‌شد، در عناصر خارجی در ژاپن نیز آشکار شد. هیده‌یوشی و ایه‌یاسو مایل نبودند تا مجادلات خارجی که می‌توانست به برنامهٔ متحدسازی آنان لطمه وارد سازد، به سرزمین ژاپن راه یابد بنابراین تصمیم گرفتند تا مسیحیت را نیز مانند دین بودایی سرکوب کنند چون آن را نیز همانند بودیسم عامل دودستگی و نفاق می‌دانستند. در سال ۱۵۸۷ ترویج و انتشار مسیحیت ممنوع شد و از میسیونرهای خارجی خواسته شد که ژاپن را ترک کنند. از سال ۱۵۹۷ برنامهٔ سرکوب مسیحیت جدی‌تر شد که شکنجه و آزار حقیقی مسیحیان را در پی داشت. در سال ۱۶۴۰ بعضی از نمایندگان پرتقالی را سر بریدند و ژاپن عملاً خود را از بقیهٔ جهان جدا کرد. دولت دستور داد که دروازه‌های ژاپن بسته شود، بدین معنی که هیچ فرد خارجی حق ورود به ژاپن را نداشت و اتباع ژاپنی نیز نمی‌بایست به خارج سفر می‌کردند. ژاپن از سال ۱۶۴۱ انزوای کامل خود را شروع کرد که این انزوا حدود دو قرن و نیم ادامه یافت و در طی این مدت فقط از طریق جزیره دجیما با دنیای خارج ارتباط داشت.

## اوایل دوران نوین

### دوره ادو

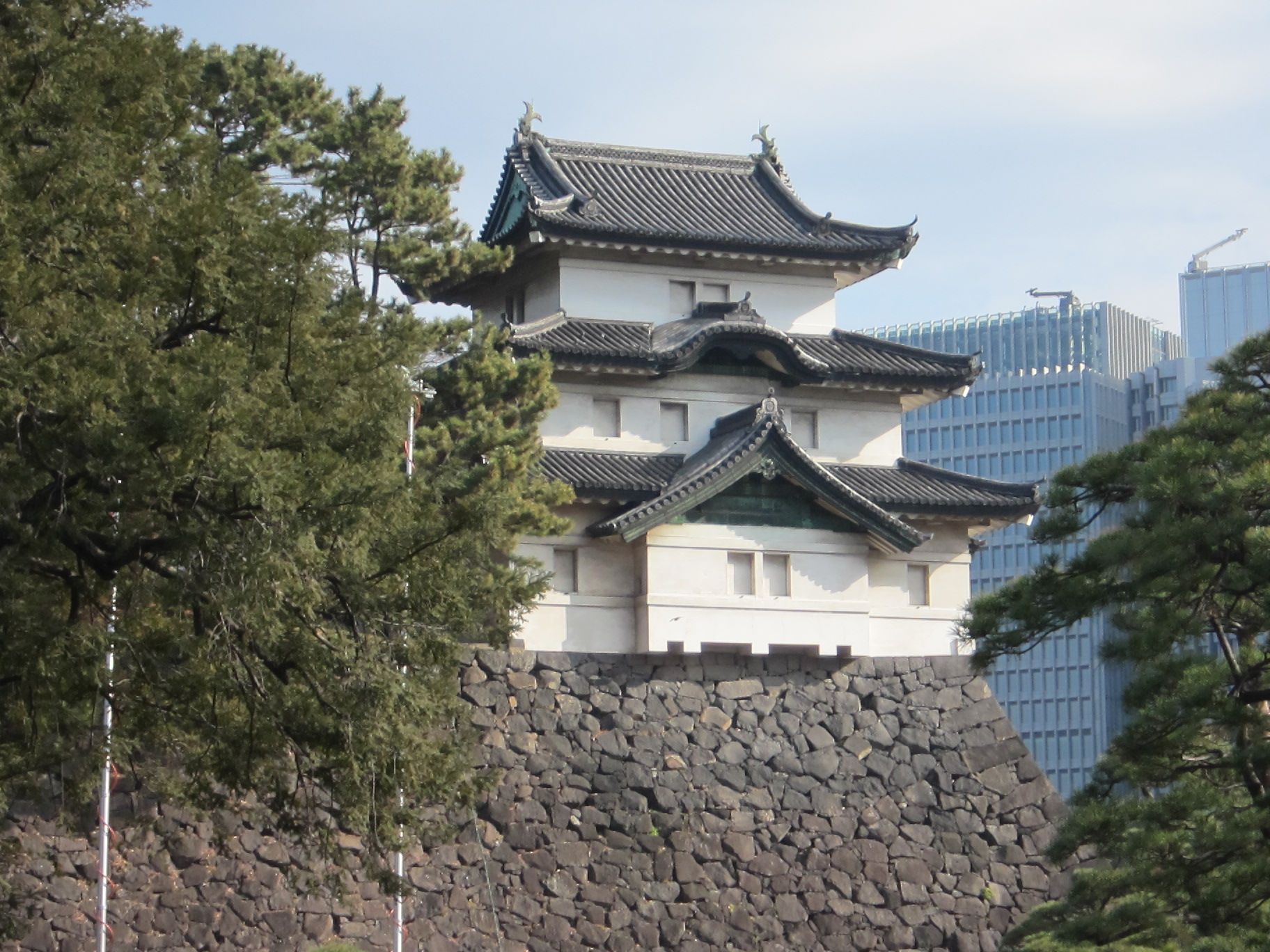
توکوگاوا ایه‌یاسو پایه‌گذار شوگون‌سالاری توکوگاوا در سال ۱۵۹۰ میلادی قلعه ادو را برای سکونت خود برگزید. ادو در سال ۱۸۶۸ میلادی توسط امپراتور میجی به توکیو تغییر نام داده‌شد. در همان سال نام قلعه ادو نیز به قلعهٔ توکیو تغییر نام داده و از آن پس به عنوان محل اقامت امپراتور کاخ امپراتوری توکیو خوانده می‌شود.

دوره ادو بخشی از تاریخ دوران پیشامدرن ژاپن است که از سال ۱۶۰۳ تا ۱۸۶۸ میلادی را در بر می‌گیرد. این دوره همچنین با نام دوره توکوگاوا نیز شناخته می‌شود.
در دوران شگون‌سالاری توکوگاوا یا ادوباکوفو دیگر رقیبی برای جنگ سالاران و طبقهٔ بوشی باقی نمانده بود.
در پایه‌گذاری شوگون‌سالاری توکوگاوا، توکوگاوا ایه‌یاسو بیشترین بهره را از تلاش‌های اودا نوبوناگا و تویوتومی هیده‌یوشی برد و حکومتی را سامان داد که پانزده نسل قدرت را در اختیار داشت.
توکوگاوا ایه‌یاسو در سال ۱۵۹۰ میلادی، ادو (توکیوی امروزی) را پایگاه خود قرار داد و این شهر تبدیل به مرکز سیاسی دولت نظامی شوگون‌ها در سراسر ژاپن گردید. در واقع در دورهٔ ادو با این که امپراتور در شهر کیوتو زندگی می‌کرد و کیوتو پایتخت محسوب می‌شد، ولی در عمل شهر ادو به پایتخت ژاپن تبدیل شده‌بود.
در این دوره کشور در میان دویست دای‌میو تقسیم شده بود. توکوگاوا دستور به اتحاد دایمیوها با دولت مرکزی داد و در مقابل به آن‌ها اجازه داد تا با میزان بالایی از خودمختاری قلمرو خود را اداره کنند.
شوگون‌سالاران ادو تحت عنوان تجمل‌ستیزی قانون‌هایی را علیه مدل مو، لباس و آویزه‌های اضافی به تصویب رساندند. آن‌ها افراد معمولی را به گروه‌های پنج نفری تقسیم کردند و برای رفتار هر شخص، تمام اعضای گروه را پاسخ‌گو دانستند.
ایه‌یاسو با رعایت جانب احتیاط، دادوستد با خارجیان را تشویق می‌کرد.
آغاز دوره ادو هم‌زمان با آخرین دهه از دوره تجاری نان‌بان بود و رابطه تجاری و مذهبی با قدرت‌های اروپایی قوی‌تر از همیشه بود. در این زمان استبداد نظامی توکوگاوا با مشکل تازه‌ای به نام مسیحیت روبرو شد و در صدد کنترل دایمیوهای مسیحی و روابط تجاری آن‌ها با اروپایی‌ها برآمد.
رفته‌رفته تجارت خارجی با محدودیت‌های بیشتری روبرو شد و سرانجام سیاست ساکوکو (بستن مرزها) اعمال شد.
سیاست انزوای شوگون‌سالاران بیش از دو قرن به طول انجامیده بود.
ویلیام دوم پادشاه هلند، در نامه‌ای از ژاپن خواست تا درهایش را به روی جهان باز کند. شگون‌سالاری توکوگاوا این درخواست را رد کرد.
در اوایل دوره ادو در سال ۱۶۰۳ خانم ایزومو نو اوکونی تئاتر کابوکی را ابداع کرد. پیش نمونه کابوکی نوعی رقص بود که در آن زنان با لباس‌های عجیب و غریب ظاهر می‌شدند. معنی تحت‌اللفظی کابوکی یعنی هنر رقصیدن با سرود. نخستین نمایش‌های کابوکی را گروهی از بانوان در آغاز سده هفدهم بر روی صحنه آوردند اما در سال ۱۶۲۹ حکومت شگون‌سالاری توکوگاوا با نشر اعلامیه‌ای زنان را از اجرای هر گونه فعالیت نمایشی منع کرد. از آن پس به بعد تا دوره میجی ژاپن دیگر به هیچوجه رسماً بازیگر زن نداشت و در آن زمان نقش زنان را الزاماً مردان بر عهده می‌گرفتند.

#### باکوماتسو

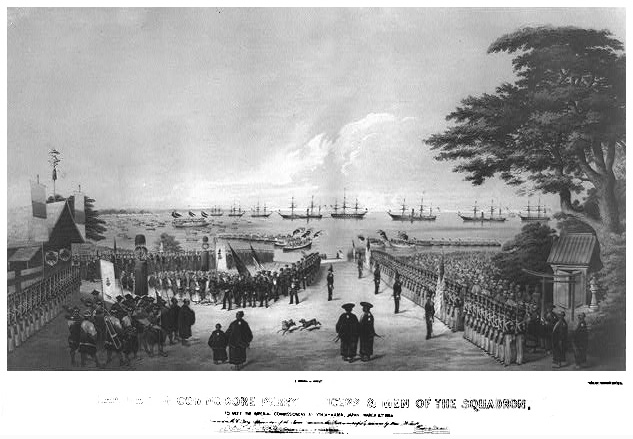
ملاقات ناخدا پری با مقامات ژاپنی در بندر یوکوهاما

سال‌های پایانی دوره ادو به عنوان باکوماتسو شناخته می‌شود. این دوره از پهلو گرفتن ناوگان آمریکایی در ۸ ژوئیه ۱۸۵۳ تا پایان جنگ بوشین در ۲۷ ژوئن ۱۸۶۹ ادامه داشت. در ۸ ژوئیه ۱۸۵۳ ناوگان دریایی آمریکا به فرماندهی متیو سی. پری وارد خلیج توکیو شد و خواستار برقراری ارتباط تجاری ژاپن با جهان غرب شد. با امضای عهدنامه کاناگاوا در اوایل سال بعد، عصر تازه‌ای در تاریخ ژاپن آغاز شد و به سیاست درهای بسته بعد از حدود دو سده پایان داده شد.
در ۲۳ اوت همان سال طبق قراردادی با کشور انگلستان بندرهای ناکازاکی و هاکوداته در اختیار کشتی‌های این کشور قرار گرفت و قراردادهای مشابهی نیز با کشورهای روسیه، فرانسه و هلند امضاء شد. در ۲۱ ژوئیه ۱۸۵۶ اولین سر کنسول آمریکا تاونسند هریس وارد بندر شیمودا در ژاپن شد.
دو سال بعد در ۱۹ ژوئن ۱۸۵۸، هریس قرارداد جدیدی را با ژاپن امضاء کرد که بر طبق آن بندرهای بیشتری بر روی کشتی‌های آمریکایی گشوده شد و اتباع آمریکایی از محاکمه در دادگاه‌های ژاپن معاف شدند (کاپیتولاسیون). همچنین در مورد حقوق گمرکی و شرایط واگذاری کشتی و سلاح و اعزام کارشناسان آمریکایی به ژاپن نیز توافقاتی انجام شد.

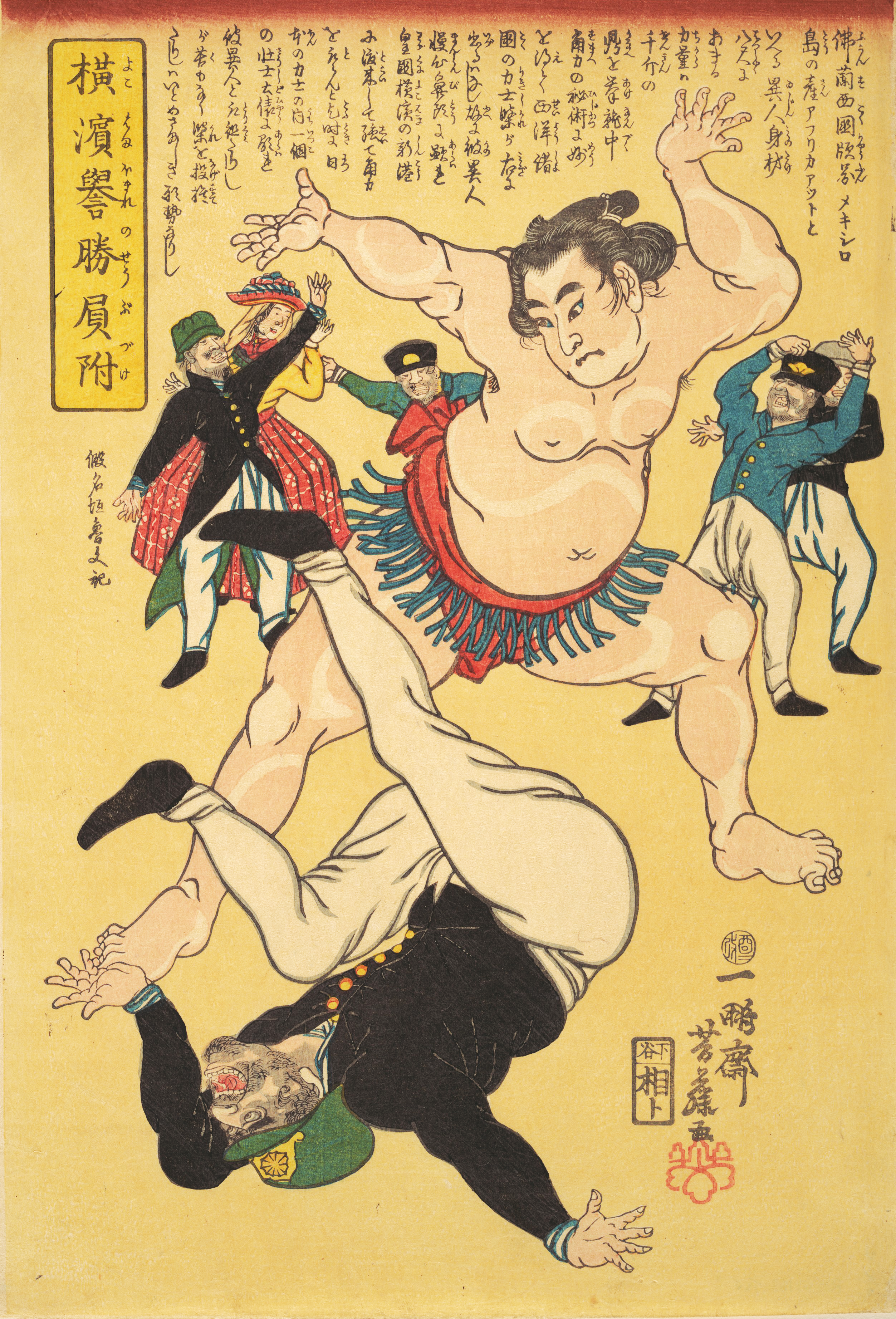
طرحی ایده گرفته از شعار بیگانگان را بیرون کنید که در سال ۱۸۶۱ میلادی کشیده شده‌است.

به‌طور کلی، دههٔ ۱۸۵۰ میلادی، دوران تحمیل قراردادهای کشورهای غربی به ژاپن بود. وجوه مشترک این قراردادها، گشوده شدن بندرهای ژاپنی بر روی کشتی‌های اروپایی و آمریکایی، تعیین نرخ بسیار ارزان عوارض گمرکی بر روی کالاهای وارداتی و خارج شدن اختیار محاکمهٔ اتباع آمریکایی و اروپایی توسط دادگاه‌های ژاپن بود. این قراردادهای تحمیلی باعث افزایش ناگهانی تاجران و دیپلمات‌های خارجی در ژاپن و مخالفت با حکومت شوگون‌ها و رواج اندیشه ضد اجنبی در ژاپن شد. طرفداران امپراتور بر این عقیده بودند که حکومت حق امپراتوراست و این حق توسط شوگون‌ها غصب شده‌است.
در ۱۱ مارس سال ۱۸۶۳ امپراتور کُومِی طی حکمی بنام فرمان اخراج اجنبی‌ها خطاب به شوگون وقت خواستار خارج شدن بیگانگان از کشور شد و زمان خروج را دو ماه بعد یعنی ۱۱ مه ۱۸۶۳ تعیین کرد، اما حکومت شوگونی به تمامی سفرا و کنسول‌های ساکن در ژاپن به‌طور شفاهی اطمینان داد که هیچ اقدامی در رابطه با امر امپراتور انجام نخواهد داد. با رسیدن روز موعود حکومت شوگونی همان‌طور که وعده داده بود به هیچ اقدامی علیه خارجیان دست نزد اما طرفداران امپراتور در قلمروی چوشو در تنگه‌ای که گذرگاه کشتی‌های خارجی بود، بر روی کشتی‌های آمریکایی، فرانسوی و هلندی آتش گشودند. دولت‌های خارجی نیز به تلافی این حمله و دیگر حملات پراکنده و ترورها دست به اقدام زدند. انگلستان در ۲ اوت ۱۸۶۳ قلمروی ساتسوما را گلوله‌باران کرد. در ۵ اوت سال بعد قلمروی چوشو در جنوب ژاپن زیر آتش گلولهٔ ناوگان‌های چهار کشور آمریکا، انگلستان، فرانسه و هلند قرار گرفت. در سال ۱۸۶۷ امپراتور کُومِی درگذشت و پسرش امپراتور میجی جانشین او شد. در همان سال توکوگاوا یوشی‌نوبو پانزدهمین سپهسالار کل حکومت شوگونی توکوگاوا از تمام قدرت خود به سود امپراتور جدید چشم‌پوشی کرد، اما طرفداران حکومت شوگون‌ها راضی به این انتقال قدرت نبودند و جنگی سرنوشت‌ساز میان طرفین درگرفت که منجر به پایان یافتن قدرت شوگون‌ها پس از گذشت ۷ سده شد.
پس از کناره‌گیری داوطلبانهٔ توکوگاوا یوشی‌نوبو از قدرت، دولت جدیدی که تشکیل شد متشکل بود از اشراف ضد حکومت شوگونی و سامورایی‌ها. توکوگاوا یوشی‌نوبو نه تنها موفق به پیدا کردن جایگاهی در دولت جدید نشد بلکه به او فرمان داده شد که اراضی خود را به دولت جدید واگذار کند. این فرمان موجب خشم ارتش قدیم شوگونی شد و با آغاز سال ۱۸۶۸، نبرد توبا–فوشیمی مابین نیروهای طرفدار حکومت شوگونی و طرفداران امپراتور درگرفت و سپس تبدیل به یک جنگ داخلی سراسری بنام جنگ بوشین در بسیاری از مناطق ژاپن شد. جنگ بوشین یکسال و نیم ادامه داشت. در این جنگ سایگو تاکاموری یکی از رهبران نظامی پرقدرت طرفدار امپراتور بود.
سقوط شوگون‌ها تحت تأثیر پیدایش بیگانه‌ستیزی به شکل ملی‌گرایی ساده بود. این بیگانه‌ستیزی با شعار «بیگانگان را بیرون کنید» و مفهوم وفاداری به امپراتور با شعار «به امپراتور حرمت گذارید» بیان می‌شد. جهت این ملی‌گرایی به سوی یکپارچه شدن مردم به رهبری امپراتور در مقام فرمانروای کشور بود. دورهٔ ادو با آغاز اصلاحات میجی به پایان رسید.
تجدید حیات شینتو
در عصر توکوگاوا ژاپن به مدت دو قرن و نیم در صلح و آرامش به سر می‌برد. در این دوره بودیسم، تنها دینی بود که از طرف دولت به رسمیت شناخته می‌شد. در این دوران از همهٔ مردم خواسته شد که به عنوان بودایی در یکی از معابد ثبت‌نام کنند، این نام‌نویسی، که در ابتدا برای مشخص کردن مسیحیان انجام می‌شد، اهداف متعددی را برآورده می‌ساخت، از جمله اینکه یک سرشماری به حساب می‌آمد. نقش این معابد از دید حکومت همان کاری بود که پلیس انجام می‌داد. اتباع کشور ژاپن هر چند که در خلال این مدت طبق دستور حکومت بودایی شدند، ولی سرزندگی معنوی دینی و علاقه به آموزه‌های اعتقادی در بین آنان کاهش یافت. از تحولات مهم در اوایل دوره توکوگاوا، ظهور «مکتب مورخان میتو» بود. اعضای این مکتب همهٔ متون ژاپنی را مطالعه می‌کردند و علاقهٔ عمومی به تاریخ ادبیات و ادیان ملی ژاپن را برمی‌انگیختند. قرن‌ها می‌گذشت که خاندان سلطنتی در یک گمنامی نسبی باقی‌مانده بود و امپراتوران اسیر دست گروه‌های حاکم بودند. ادعاهای خاندان سلطنتی سرانجام در معرض دید و قضاوت عموم قرار گرفت و بسیاری از اجزای جامعه در صدد احیای اعادهٔ سلطنتی برآمدند. همچنین احیا و تأکید بر متون باستانی موجب اعادهٔ علاقه و توجه مردم به دین خفتهٔ شینتویی گردید. کتاب نیهون‌شوکی (نیهون‌گی) با شرح و تفسیر لازم چاپ شد. این وقایع‌نامهٔ تاریخی مربوط به قرن هشتم، نوری بر تاریخ فراموش‌شدهٔ ژاپن انداخت. افسانه‌های مربوط به سرمنشأ الهی امپراتوران ژاپن، مبنای دینیِ اعادهٔ نظام امپراتوری قدیم شد. بخش آخر دورهٔ توکوگاوا ناآرام بود. نارضایتی مردم از حکومتِ تقریباً ورشکستهٔ شوگونی مشهود بود. دین بودایی که دین حکومتی کشور بود، دستخوش سوء شهرت شده بود و به موازات افزایش علاقهٔ همگانی مردم به دین شینتو، در پایان دورهٔ توکوگاوا، عزت و احترام دین بودایی به پایین‌ترین سطح خود رسید.

## دوران نوین

### دوره میجی

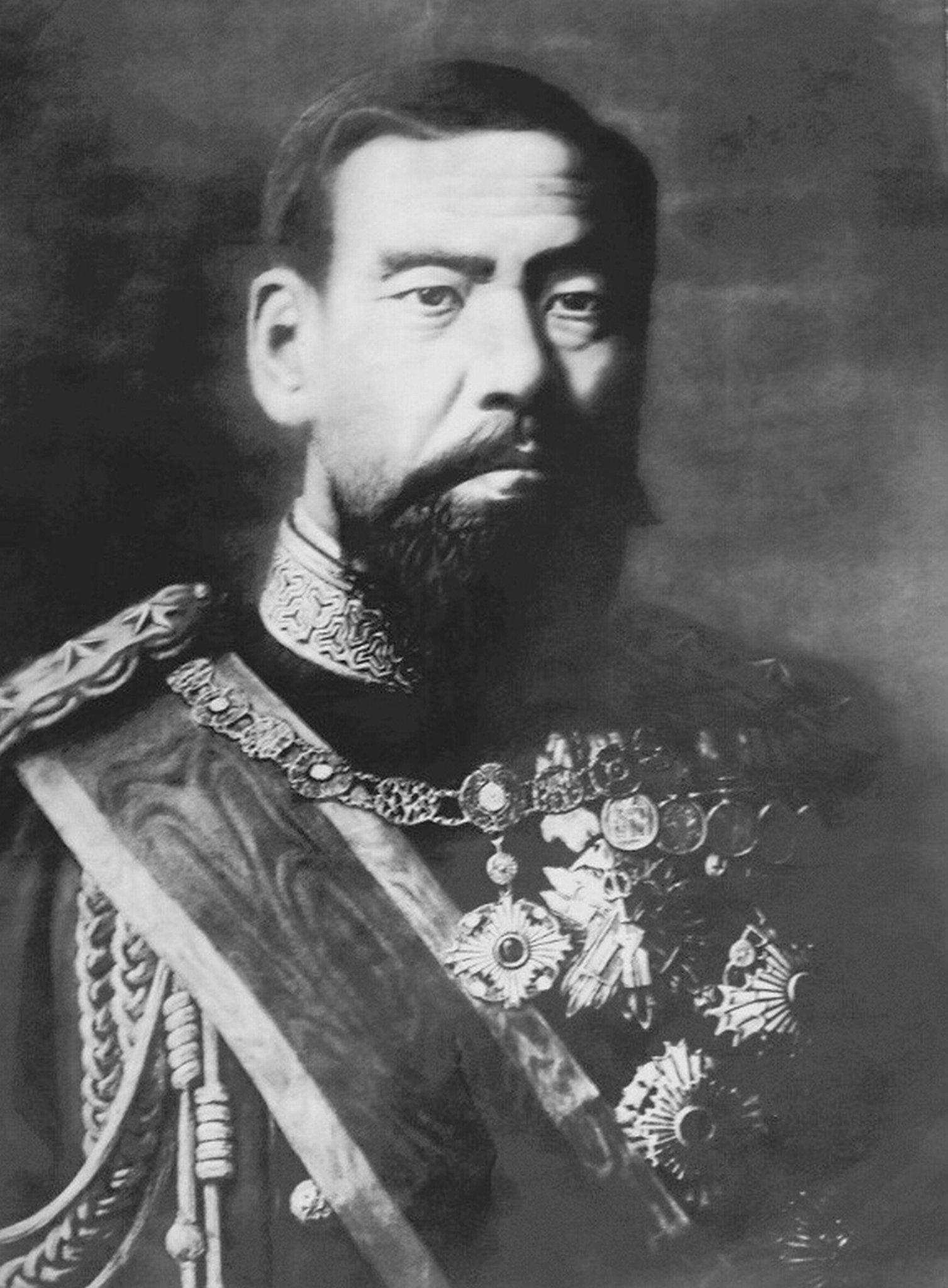
امپراتور میجی در دههٔ پنجاه زندگی

دوره مِیجی (۲۳ اکتبر ۱۸۶۸ تا ۳۰ ژوئیه ۱۹۱۲ (میلادی) دورانی چهل و پنج ساله از تاریخ ژاپن را در بر می‌گیرد که در آن امپراتور مِیجی قدرت را در دست داشت.
در ۳ فوریه ۱۸۶۷، موتسوهیتو در سن پانزده سالگی جانشین پدر شد و دوران امپراتوری میجی آغاز گردید. در سال ۱۸۶۹ پایتخت به‌طور رسمی از کیوتو به توکیو منتقل شد.
در ۷ آوریل ۱۸۶۸، به هنگام تاج‌گذاری، سوگندنامهٔ پنج‌ماده‌ای توسط امپراتور خوانده شد، این سوگندنامه شامل مواد زیر بود:
1. برپایی شورای مشورتی
2. همکاری همه طبقات در اداره امور مملکتی
3. الغای قانون‌های تجمل‌ستیز و حذف محدودیت‌های طبقاتی در استخدام
4. جایگزین کردن قانون‌های منصفانه طبیعی به جای سنت‌های نادرست
5. جستجوی جهانی دانش به منظور تقویت بنیاد حکومت امپراتوری[۱۳۲][۱۳۳]

این سوگندنامه بنیانی قانونی برای مدرن‌سازی ژاپن بنا نهاد. بر اساس مادهٔ دوم و چهارم، نیروی دریایی و نیروی زمینی تشکیل شد. همچنین در سال ۱۸۷۲ میلادی قانون خدمت وظیفه عمومی به اجرا گذاشته شد. بر اساس قوانین جدید، تمام افراد جامعه توانایی به دست آوردن مهارت جنگ‌آوری را به دست آوردند و جنگ‌آوری از انحصار طبقهٔ سامورایی خارج شد. همچنین تحریم حمل شمشیر و قطع مستمری سامورایی‌ها به اجرا درآمد. تا قبل از این قانون سامورایی‌ها مجاز به حمل دو شمشیر بودند و این امتیاز اعتبار و آبروی اجتماعی ایشان محسوب می‌شد. تصویب چنین قوانینی اعتبار سامورایی‌ها و تأمین معاش آنان را خدشه‌دار کرد و در نتیجه نارضایتی و شورش آنان را در پی آورد.
از اول ژانویه ۱۸۷۳ میلادی استفاده از گاه‌شماری میلادی در ژاپن شروع شد. تا آن زمان، از گاه‌شماری قمری استفاده می‌شد و هر سه سال یک بار یک ماه (ماه سیزدهم) به سال می‌افزوده‌اند تا سال قمری را با تقویم کشاورزی و گردش فصل‌ها سازش دهند. با وجود استفاده از گاه‌شماری میلادی ژاپنی‌ها در شمارش سال‌ها و محاسبهٔ تاریخ به سنت خود هر دوره را به نام پادشاه فرمانروا نامیدند و شمارش سال‌ها در هر دوره از نو و بر این اساس بود. در سال ۱۸۷۳، کشور کره به درخواست ژاپن مبنی بر ایجاد روابط دوستانه مابین دو کشور جواب رد داد و هیأتی که از جانب ژاپن فرستاده شده بود را نپذیرفت. از این رو در دولت میجی عده‌ای به رهبری سایگو تاکاموری طرحی برای حمله به کشور کره به منظور تنبیه آن کشور آماده کردند. این طرح پس از پذیرش اولیه، مورد مخالفت عضو برجستهٔ مشاوران دولت قرار گرفت و به اجرا در نیامد. سایگو پس از این مخالفت، از مقامش کناره‌گیری کرد و به کاگوشیما رفت و در آنجا سامورایی‌هایی که در این دوران در حال از دست دادن قدرت و ناراضی از دولت بودند، دور او جمع شدند و او در جایگاه رهبرِ شورشی بنام شورش ساتسوما قرار گرفت.
تعداد شورشیان سامورایی به ۲۰٬۰۰۰ نفر بالغ می‌شد. آن‌ها قصد داشتند به پایتخت آمده و دولت را سرنگون کنند. این شورش چندین ماه در سال ۱۸۷۷ بطول انجامید اما نتوانست از مرزهای کیوشو فراتر رود و سرانجام توسط نیروهای دولتی سرکوب شد. سایگو قبل از دستگیری خودکشی کرد، بدین صورت که از دوستش خواست که او را گردن بزند. چند سال بعد در مجمع عمومی اعلام قانون اساسی، سایگو از اتهامات وارده مبری دانسته شد. فیلم آخرین سامورایی در سال ۲۰۰۳ میلادی، با شرکت تام کروز و کن واتانابه در نقش سایگو تاکاموری، براساس شورش ساتسوما ساخته شده‌است.

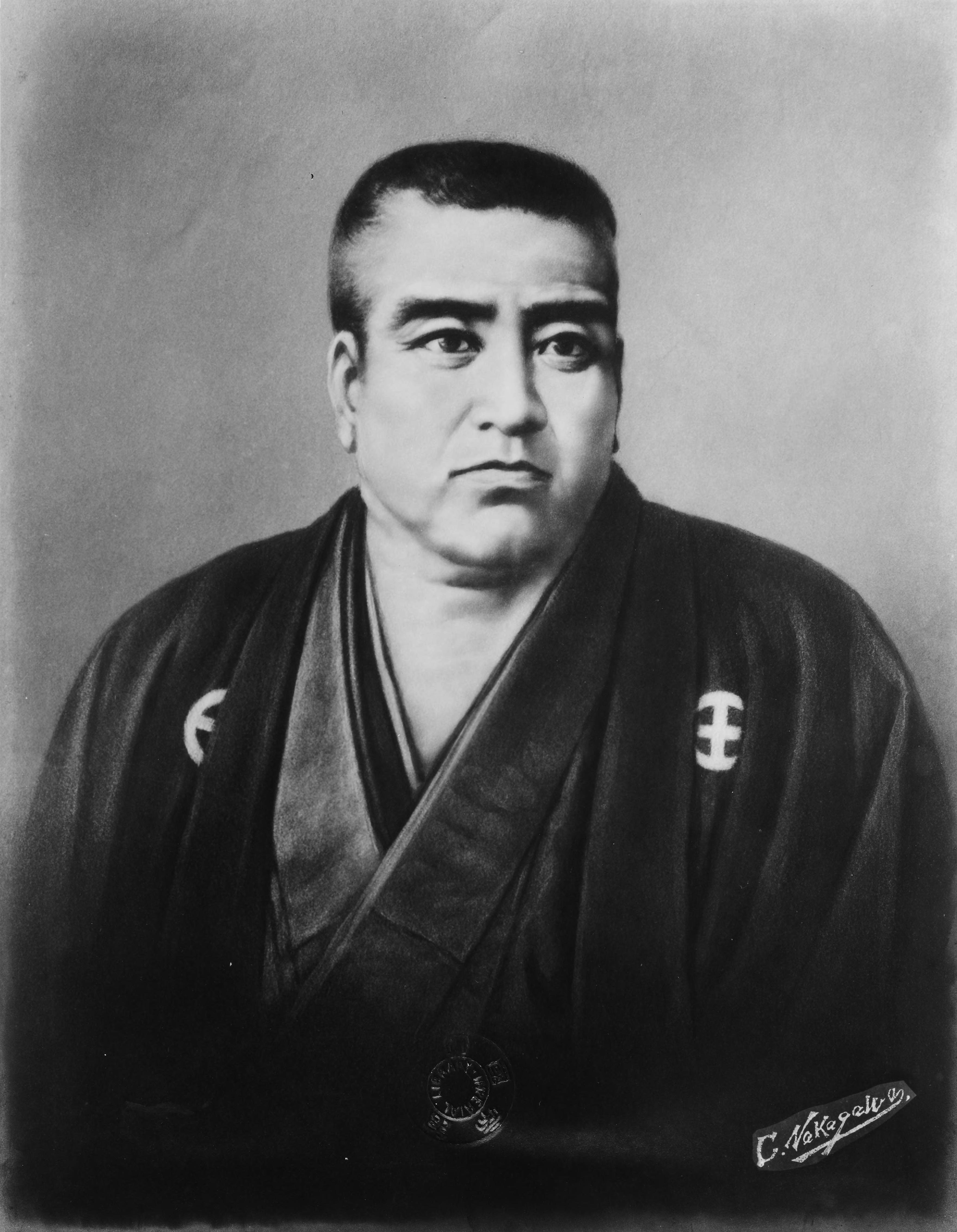
سایگو تاکاموری، رهبر شورش ساتسوما یا جنگ سِی‌نان

با وجود مخالفت‌ها، رهبران میجی به نوسازی ژاپن ادامه دادند و با حمایت‌های دولتی به تمام شهرهای مهم کشور سیم تلگراف کشیدند. صنعت کشتی‌سازی، راه‌آهن، کارخانه‌های مهماتسازی، معدن و دیگر صنایع نیز از این حمایت‌ها برخوردار شد. نگرانی از امنیت ملی، باعث توجه بسیار به نوسازی ارتش شد. به این ترتیب ارتشی کوچک با سیستم بزرگ پشتیبانی شکل گرفت و نظام سربازی برای همه مردان اجباری شد. سامانه‌های نظامی ارتش‌های خارجی مورد مطالعه قرار گرفت و در ساختار نظامی ژاپن به کار برده شد.
این دوره ظهور و توسعه ناسیونالیسم افراطی و نظامی‌گری ژاپن هم پا گرفت و امپراتور به فکر پیاده کردن ایدئولوژی کُوکوتای افتاد که از دیرباز در تفکر ژاپنی‌ها جای برجسته‌ای داشت. کوکوتای دارای سه اصل بود: نخست وفاداری کامل به امپراتور به عنوان مظهر الههٔ خورشید در زمین و لزوم اطاعت از وی؛ دوم، برتری نژادی ژاپن؛ و سوم، حق مالکیت ژاپن بر نیمی از آسیا و اقیانوس آرام. در برخی از کتاب‌ها کوکوتای را سیاست کشورگشایی معنی کرده‌اند.
در سال ۱۸۷۲ دولت میجی به باج‌گزاری ۵۰۰ ساله جزایر ریوکیو به چین خاتمه داد. همچنین پادشاهی ریوکیو را نیز الغا کرد و نام جزایر ریوکیو را به قلمروی ریوکیو تغییر داد. آخرین پادشاه ریوکیو، شو تای نیز به فرمانداری قلمروی ریوکیو منصوب شد. در سال ۱۸۷۹ نام قلمروی ریوکیو به استان اوکیناوا تغییر پیدا کرد. اعتراض شدید مردم ریوکیو نسبت به این اقدام دولت ژاپن، منجر به اعزام نیروهای نظامی از طرف دولت میجی شد. در حدود ۱۶۰ پلیس و ۴۰۰ نفر ارتشی اعزام شده به قلعهٔ شوری محل اقامت پادشاه ریوکیو وارد شدند و قلعه را تحت تصرف خود درآوردند. بدین ترتیب پادشاهی ۵۰۰ سالهٔ ریوکیو از میان برداشته شد و جزایر ریوکیو به یکی از استان‌های ژاپن تبدیل شد.
بخشی از افراطی‌ترین اصلاحات دوران میجی به مسئله دین مربوط می‌شد. دولت ژاپن از هیچ گونه تلاشی برای استحکام شینتو به عنوان دین ملی ژاپن فروگذاری نمی‌کرد. پس از استقرار حکومت اصلاحات میجی، آیین شینتویی به دو گروه عمدهٔ شینتوی حکومتی و فرقه‌ای تقسیم شد. رژیم جدید میجی سعی می‌کرد تا یک کشور شینتویی و دین‌مدار بنا کند. شینتوی حکومتی، کیش ملی ژاپن بود که دولت به منظور کاشتن تخم اطاعت و وفاداری نسبت به امپراتور از آن حمایت می‌کرد. دستورها و فرمان‌های قوای اشغالگر نیز به‌طور عمده در ارتباط با همین شینتوی حکومتی بود. شینتوی فرقه‌ای به‌طور عمده شامل سیزده فرقه بود که از طرف حکومت میجی اجازه داشتند تا خود را به صورت تشکل‌های دینی با تشکیلات اداری مستقل شکل دهند.
در سال ۱۸۸۲ حکومت میجی کلیهٔ تشکیلات مذهبی را به سه دسته تقسیم کرد: بودایی، مسیحی و شینتویی. به دلیل فقدان یک دسته‌بندی بهتر و مناسب‌تر، همهٔ نهادها و مؤسسات مذهبی که در ذیل دو گروه مسیحیت یا بودایی قرار نمی‌گرفتند، به عنوان فرقه‌های شینتویی نامگذاری شدند. اینکه همهٔ فرقه‌ها با هم شینتویی خوانده شوند، تا حدودی بی‌مسما بود، چون در برخی از این فرقه‌ها، عناصر و تأثیرات شدید بودیسم باطن‌گرایانه، تائوئیسم و طبیعت‌پرستی اولیه دیده می‌شد. یکی از این فرقه‌ها نیز فاقد هر گونه آثار شینتویی بود، اما دولت که نمی‌خواست این فرقه‌ها از کنترل و نظارتش خارج شوند، فعالیت‌های آن‌ها را تنظیم و قاعده‌مند کرد و در هر صورت، ترتیبی داد که تا حدودی بر آن‌ها کنترل اداری داشته باشد.
دولت افرادی را در فئودال‌نشین‌های سابق مسئول امور تبلیغات دولتی کرد، لیکن معتقدان به دین بودایی و نیز گروه‌های دینی جدیدی که در آخرین روزهای دوران توکوگاوا به وجود آمده بودند، مقاومتی جدی علیه سیاست ایجاد دین ملی نشان دادند و دولت در کمال ناخشنودی دریافت که اعتقاد دینی مردم بر پایهٔ اجزاء و عناصری بود که بدون تمایز مشخص بین دو دین شینتویی و بودایی اتخاذ شده بود. دولت پس از آن مجبور شد طرح اولیهٔ خود را کنار بگذارد و وسیله‌ای برای ترکیب و ادغام هر دو دین ابداع کند. در نتیجه در سال ۱۸۷۲ «وزارت ادیان» (کیوبو–شو) تأسیس شد که وظیفهٔ آن سرپرستی و نظارت بر امور هر دو دین شینتویی و بودایی بود، اما در نهایت این اقدام در جهت کنترل دینی هم به ناکامی منجر شد.
عامل دیگری که در مقابل سیاست‌های دولت عمل می‌کرد، تبلیغ جدایی دین از حکومت توسط کشورهای غربی و انتقاد این کشورها از عدم تسامح دینی در ژاپن بود؛ به‌طوری‌که در اثر فشارهای دیپلماتیک، در سال ۱۸۷۳ حکم ممنوعیت تبلیغات مسیحی لغو شد. سرانجام پس از آنکه روشن شد سیاست‌های دینی دولت نمی‌تواند توفیق یابد، در سال ۱۸۸۲ در جهت جدایی قانونی دین و سیاست، دین شینتویی، به دو بخش «شینتوی زیارتگاهی» و «شینتوی فرقه‌ای» تقسیم شد و دولت فرمانی صادر کرد مبنی بر اینکه زیارتگاه‌های ملی، مؤسساتی مذهبی نیستند و هر گونه تبلیغ و ابرام و اصرار مردم برای انجام کاری در زیارتگاه‌ها ممنوع اعلام شد. حکومت بدین ترتیب هرگونه تلاش برای نظارت رسمی بر حیات دینی ملت را کنار گذاشت و از این پس بر «شینتوی زیارتگاهی» برای ایجاد و حمایت از یک کیش ملی تکیه کرد. در قانون اساسی که در سال ۱۸۸۹ انتشار یافت به‌طور زبانی به آزادی دینی اشاره شده‌است. در اصل ۲۸ آمده بود که «اتباع ژاپن باید، در حدود و ثغوری که برای صلح و نظم عمومی زیان‌آور نباشد و مخالف تکلیف آنان به عنوان رعایای پادشاه نباشد، آزادی اعتقاد دینی داشته باشند.»
دههٔ ۱۸۹۰، زمان ظهور ژاپن به عنوان یک قدرت نظامی در منطقهٔ خاور دور بود. از چند سال قبل ژاپن به فکر ایجاد یک حلقهٔ دفاعی پیرامون خود افتاد و به همین منظور اقدام به تصرف جزایر استراتژیک اطراف خود کرد. در سال ۱۸۷۵ جزایر بونین (نام کنونی جزایر اوگاساوارا) در فاصلهٔ ۱۰۰۰ کیلومتری از جنوب خلیج توکیو را اشغال کرد و در همان سال بر سر تصاحب جزایری در شمال غربی اقیانوس آرام با روسیه به توافق رسید. در سال ۱۸۷۹ ژاپن جزیره اکیناوا را که مورد ادعای هر دو کشور چین و روسیه بود، ضمیمهٔ خاک خود کرد. در دوران انزوای ژاپن، کشور کره نیز سیاستی مشابه با ژاپن در پیش گرفته بود. پس از به سلطنت نشستن امپراتور میجی این دولت بارها تمایل خود را برای برقراری ارتباط سیاسی و اقتصادی با این کشور را اعلام داشت اما همواره به این درخواست جواب رد داده شد، تا اینکه سرانجام در سال ۱۸۷۶ درخواست ژاپن مورد پذیرش قرار گرفت و ارتباط بین دو کشور برقرار گردید. پس از آن، روز به روز بر قدرت و نفوذ ژاپن در کره افزوده شد تا اینکه چین از نفوذ ژاپن در کره احساس خطر کرد و تضاد منافع این دو کشور در کره آنان را به سمت نخستین جنگ چین و ژاپن کشید.
این جنگ به نفع ژاپن پایان یافت. طبق پیمانی به کشور کره استقلال داده شد و تایوان و شبه جزیره لیائودونگ به تصرف ژاپن درآمد. اقدام ژاپن در تصرف خاک چین موجب اعتراض مشترک کشورهای روسیه، فرانسه و آلمان گردید و ژاپن اجباراً شبه جزیره لیائودونگ در جنوب منچوری را به چین باز پس داد. ژاپن پس از این جنگ بیش از پیش به تقویت قدرت نظامی خود پرداخت.

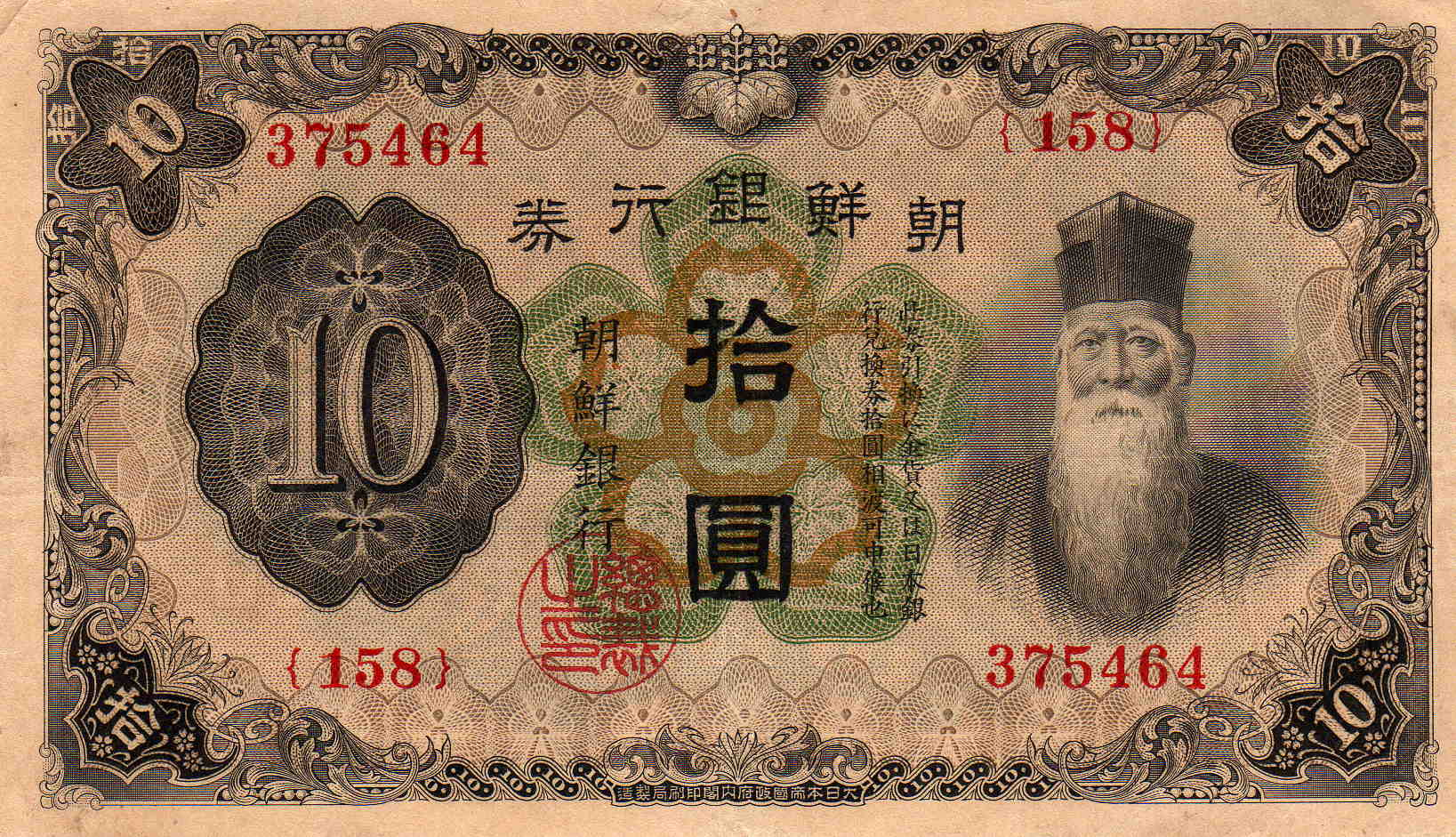
یِن کُره ارز کشور کُره از زمان استعمار این کشور توسط ژاپن، در سال ۱۹۱۰ تا زمان استقلال در سال ۱۹۴۵ بود.

کره با شکست چین از ژاپن، به ظاهر کشوری مستقل شد اما در واقع تحت نفوذ سیاسی و اقتصادی ژاپن درآمد. روسیه در این زمان سعی می‌کرد مناطق شمال شرقی چین را تحت سلطهٔ خود دربیاورد و مخصوصاً به منچوری که در این ناحیه قرار داشت توجه داشت. سرانجام روسیه با احداث خط آهنی در منچوری، توانست بر این منطقه تسلط پیدا کند. این تسلط و همچنین اطلاع از علاقهٔ روسیه به تسخیر کره، ژاپن را ناگزیر به عقد قراردادی با کشور انگلستان در سال ۱۹۰۲ کرد که رقیب روسیه محسوب می‌شد. چندی بعد مذاکرات برای رفع اختلاف مابین ژاپن و روسیه با شکست مواجه شد و سرانجام در ۱۰ فوریه سال ۱۹۰۴ ژاپن به ناوگان روسیه در پورت آرتور حمله کرد. این حمله سرآغاز جنگ روسیه و ژاپن بود که با پیروزی کامل ژاپن در این جنگ پایان گرفت. در ۵ سپتامبر ۱۹۰۵ ژاپن و روسیه به دعوت تئودور روزولت پیمان آتش‌بس و صلحی امضاء کردند. پورت آرتور با نواحی اطرافش و نیمه جنوبی جزیرهٔ ساخالین به ژاپن واگذار شد. کره به تحت‌الحمایگی ژاپن درآمد و روسیه از دخالت در کره منع شد. همچنین ژاپن در منچوری که متعلق به چین بود، باقی ماند. بدین ترتیب، ژاپن برای سه دهه مبدل به قدرت بی‌رقیب جنوب و شرق آسیا شد.
در سال ۱۹۱۰ میلادی ژاپن کره را تحت استعمار خود درآورد و این کشور تا سال ۱۹۴۵ جزء خاک ژاپن باقی ماند.

### دوره تایشو

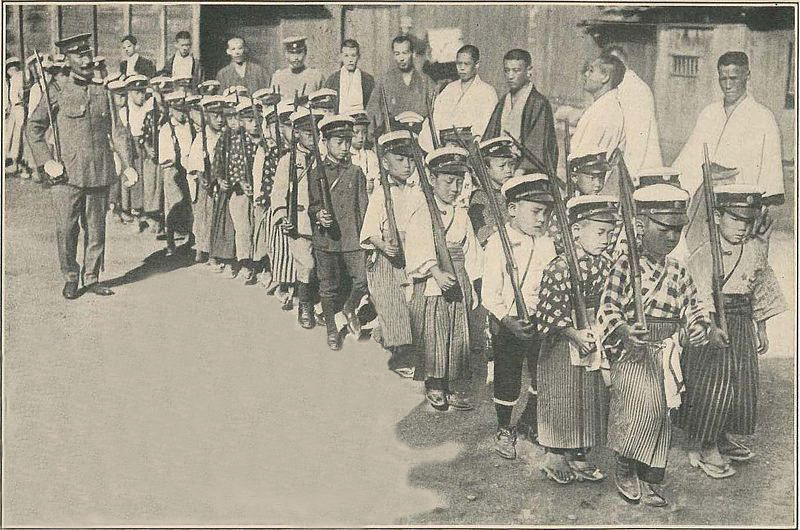
مشق نظامی پیش‌آهنگان خردسال ژاپنی با تفنگ

عصر تایشو از ۳۰ ژوئیه ۱۹۱۲ تا ۲۵ دسامبر ۱۹۲۶ (میلادی) را در بر می‌گیرد و دوره‌ای است که امپراتور تایشو قدرت را در دست داشت. امپراتور تایشو از سلامتی کامل برخوردار نبود.
دولتمردان و سیاستمداران از ضعف او در رسیدگی به امور دولتی بهره‌برداری می‌کردند.
در این دوران، در درون کشور، فعالیت‌هایی برای شکل‌دادن به جنبش مردم‌سالاری آغاز شد که از آن با عنوان جنبش لیبرالی ژاپن یا دموکراسیِ تایشو نیز یاد می‌شود و با مرگ امپراتور پایان یافت.
ژاپن در جنگ جهانی اول (از ماه اوت ۱۹۱۴ تا نوامبر ۱۹۱۸) به نیروهای اتفاق سه‌گانه که شامل بریتانیا، فرانسه و روسیه می‌شد پیوست. این فرصتی بود برای ژاپن تا قلمرو نفوذ خود را در چین گسترش داده و در جغرافیای سیاسی بعد از جنگ به منزله یک قدرت بزرگ به رسمیت شناخته شود.
در ۱۵ اوت ۱۹۱۴، ژاپن بر اساس توافقنامه‌ای که در سال ۱۹۰۲ با انگلستان امضاء کرده بود، از دولت بریتانیا درخواستی دریافت کرد که برای محافظت از کشتی‌های این کشور در آب‌های چین و اطراف آن وارد عمل شود. در روز ۱۴ اوت، ژاپن اولتیماتومی برای آلمان فرستاد که بی‌پاسخ ماند. ژاپن در ۲۳ اوت سال ۱۹۱۴ به‌طور رسمی به امپراتوری آلمان اعلام جنگ داد و به سرعت سرزمین‌های استیجاری آلمان در استان شان‌دونگ چین و جزایر مارشال را در اقیانوس آرام اشغال کرد.
بعد از جنگ، ژاپن به عنوان یکی از پنج قدرت بزرگ نظامی و صنعتی به کنفرانس صلح در ورسای رفت و صاحب کرسی دائم در شورای جامعه ملل شد. بر اساس معاهده صلحی که به امضا رسید، تمام حقوق آلمان در استان شان‌دونگ چین به ژاپن منتقل شد.
در طول جنگ جهانی اول صادرات ژاپن به‌سرعت رشد پیدا کرد و صنایع پیشرفت کردند. همراه با پیشرفت صنایع شرکت‌ها و بانک‌های بزرگ افزایش پیدا کرده و تعداد بسیاری از مردم در این شرکت‌ها و مراکز صنعتی به کار مشغول شدند. اما مشکل بزرگی که به وجود آمد افزایش شدید قیمت‌ها برای مردم عادی بود. قیمت هر ۱۵۰ کیلو برنج که در سال ۱۹۱۵، ۱۳ ین بود در سال ۱۹۱۸ به ۳۲ ین افزایش پیدا کرد. این افزایش باعث به وجود آمدن شورش برنج در هفتمین سال از پادشاهی تایشو (۱۹۱۸) شد. آغاز این شورش در استان تویاما بود که خانم‌های خانه‌دار به محل فروش برنج یورش برده و خواستار کاهش قیمت برنج شدند. بعد از آن شورش در اوساکا، کیوتو، ناگویا و توکیو و دیگر شهرها نیز گسترش پیدا کرد. در طی شورش برنج، مردم به ۳۰۰ مغازهٔ برنج در سراسر ژاپن حمله کردند و در صورتیکه که خواستهٔ آن‌ها که کاهش قیمت برنج بود توسط صاحب مغازه رد می‌شد مغازه را ویران کرده یا به آتش کشیدند.
سیستم دو حزبی که پایه‌های آن از آغاز قرن بیستم گذاشته شده بود، سرانجام اگر نه به‌طور کامل، تا حدودی بعد از جنگ جهانی اول در قالب «دموکراسی تایشو» به ثمر نشست. در طول دههٔ ۱۹۲۰، ژاپن کمابیش به سمت سیستم حکومت دموکراتیک حرکت می‌کرد. با این همه، نظام پارلمانی آنچنان ریشه ندوانده بود که بتواند در برابر فشارهای سیاسی و اقتصادی دهه بعد و رهبران نظامی پرنفوذ مقاومت کند. سیاستمداران غیر منتخبِ سالخوردهٔ وابسته به اولیگارشی کهن یا گِنرُو که در نقش مشاور امپراتور، قدرت واقعی را در دست داشتند، یکی پس از دیگری درمی‌گذشتند و خلاء حاصل از نبود آنان را دیوان‌سالاران، و به‌طور فزاینده‌ای رهبران نظامی پر می‌کردند و این چنین بود که گنگی و بی‌دقتی در متن قانون اساسی مِیجی، جابجایی قدرت به سمت نظامیان را بیش از پیش امکان‌پذیر کرد.

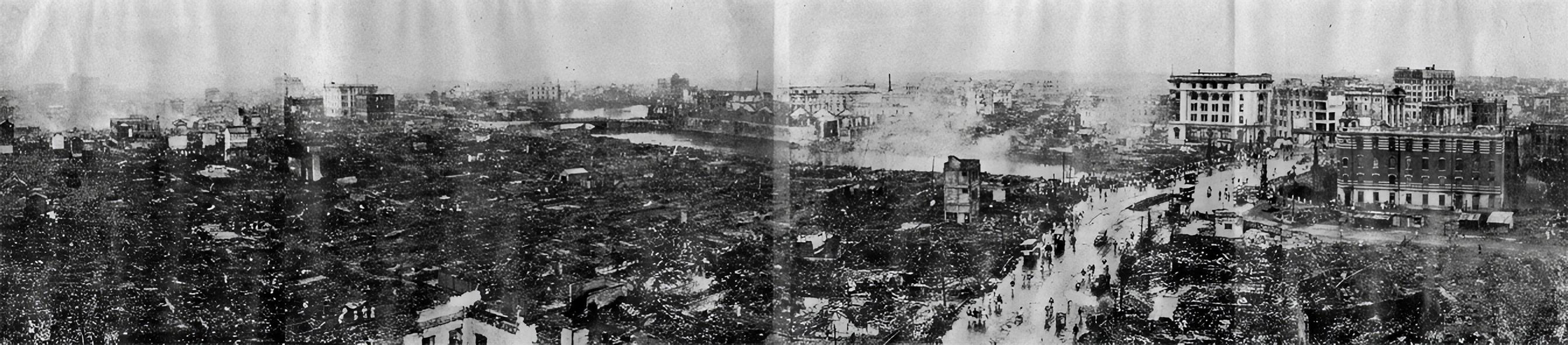
منطقهٔ نیهونباشی در توکیو، پس از زلزله بزرگ کانتو

زمین‌لرزه بزرگ کانتو در اول سپتامبر سال ۱۹۲۳ در منطقهٔ کانتو رخ داد. شدت این زلزله ۷٫۹ ریشتر بود. در اثر این زلزله آسیب‌های گسترده‌ای به سراسر منطقهٔ کانتو از جمله توکیو و یوکوهاما وارد شد. تعداد کشته‌شدگان ۹۹٬۳۰۰ نفر و تعداد مفقود شدگان ۴۳٬۳۰۰ تخمین زده می‌شود. عاملی که سبب بالا رفتن تلفات این زلزله شد، وقوع آتش‌سوزی پس از آن بود. از آنجائیکه زمان زلزله ۲ دقیقه قبل از ساعت ۱۲ ظهر و زمان آمادگی برای درست کردن ناهار بود، با وقوع ناگهانی زلزله بسیاری از خانواده‌ها بدون خاموش کردن آتش در آشپزخانه از خانه‌ها خارج شدند و نقاط مختلف شهر بدین ترتیب دچار آتش‌سوزی شد. در این آتش‌سوزی ۷۰ درصد خانه‌ها در توکیو و ۶۰ درصد در یوکوهاما به‌طور کامل سوخت.
در سال ۱۹۲۶ (سال ۱۵ تایشو) طی مراسمی رسمی و دیوانی نشان گل داوودی ۱۶ پر به عنوان نخستین نماد رسمی امپراتوری ژاپن، و نشان گل داوودی ۱۴ پر به عنوان نشان اعضای خاندان امپراتوری انتخاب و به تصویب رسمی رسیدند. پس از این مصوبه استفاده عمومی از این دو نشان کاملاً ممنوع شد.

### دوره شووا

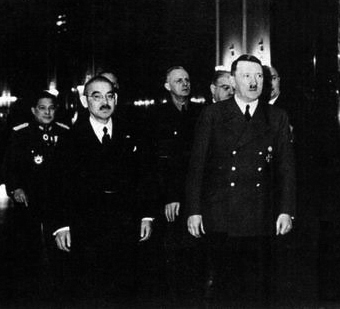
ماتسواوکا یوسوکه وزیر امور خارجه ژاپن در هنگام دیدار با هیتلر

دوره شووا از ۲۵ دسامبر ۱۹۲۶ تا ۷ ژانویه ۱۹۸۹ (میلادی) که دوران پادشاهی امپراتور هیروهیتو بود، به درازا انجامید. امپراتور هیروهیتو طولانی‌ترین دوران سلطنت را در میان همه امپراتوران قبلی ژاپن داشت. در سال نخست پادشاهی امپراتور شووا در سال ۱۹۲۷ بانک‌های ژاپن با بحران مواجه شدند. امپراتور شووا علی‌رغم داشتن عقاید دمکراتیک به‌طور نسبی و خوی مسالمت‌جویی در جریان توسعه طلبی و روحیه میلیتاریستی نظامیان قرار گرفت و با آنان هم موضع شد.

#### نظامی گری و توسعه طلبی
در سال‌های پیش از جنگ جهانی دوم ژاپن در مسیر تمامیت‌خواهی، ملی‌گرایی افراطی و فاشیسم گام نهاد.
این موضوع در پس‌زمینه‌ای از رویارویی‌ها و ناآرامی‌های گسترده جهانی نظیر رکود اقتصادی و جنگ جهانی دوم رخ می‌داد.
در دههٔ ۱۹۲۰ و ۱۹۳۰ دو جناح در داخل ارتش سلطنتی ژاپن فعالیت می‌کردند. جناح راه امپراتور که به نظامی‌گری و توسعه‌طلبی گرایش داشت و جناح تُوسِی‌ها که مخالف جناح راه امپراتور بود. در سال ۱۹۳۵، بالا گرفتن اختلاف بین این دو جناح، به ترور رهبر جناح توسی‌ها یعنی سپهبد ناگاتا تتسوزان منجر شد.
در فوریه سال ۱۹۳۶ گروهی از افسران جوان ژاپنی کودتایی نافرجام به راه انداختند. این حادثه سبب افزایش نفوذ نظامیان در دولت شد. مدت‌ها قبل از سال ۱۹۴۰، از تشکل‌های دینی برای توسعهٔ ملی‌گرایی و نظامی‌گری سوء استفاده می‌شد. همهٔ زیارتگاه‌های شینتویی ابزار دست ارتقای منافع و مقاصد ملی شده بودند، چون روحانیانِ مدیر آن‌ها عموماً مقامات منصوب دولت و کارمند رسمی دولت بودند و به همین سبب تحت امر دوایر دولتی محلی یا ملی قرار داشتند.
در ۱۸ سپتامبر ۱۹۳۱ میلادی حادثه موکدن یا انفجار قسمتی از خطوط آهن در منچوری، بهانهٔ حمله ژاپن به منچوری قرار گرفت.
پس از تصرف منچوری در سال ۱۹۳۲ ژاپن، دولت دست نشاندهٔ خود، بنام مانچوکوئو را تأسیس کرد و پویی، آخرین امپراتور چین را به عنوان پادشاه مانچوکوئو بر منصب نشاند. در سال ۱۹۳۳ هنگامی‌که جامعه ملل به تصرف خاک چین اعتراض کرد، ژاپن این سازمان را ترک کرد.

#### جنگ جهانی دوم
پس از واقعه پل مارکو پولو در نزدیکی پکن و شروع خصومت بین ژاپن و چین در سال ۱۹۳۷، گفتگوها برای اتحاد ژاپن و آلمان آغاز شد. در ۱۳ دسامبر ۱۹۳۷، ارتش امپراتوری ژاپن نانجینگ پایتخت آنزمان چین را تصرف کرد. حاصل جنگ ژاپن در نانجینگ، کشتار وسیع و تجاوز به زنان و کودکان بود. در سال ۱۹۴۰ اتحادی سه‌جانبه بین رم، توکیو و برلین شکل گرفت.
هنگامی که ژاپن حاضر به عقب‌نشینی از چین نشد و در عین حال جنوب هندوچین را تصرف کرد، دولت آمریکا ژاپن را تحریم نفتی کرد.
آمریکا در این مدت با وجود بیطرفی، کمک مالی و تسلیحاتی به چین می‌کرد. ژاپن به منظور خنثی کردن تهدید ناوگان آمریکا در اقیانوس آرام، خریدِ وقت و حفظ پیشروی خود در فیلیپین، مالایا، برمه و هند شرقی هلند و نیز برای دستیابی به منابع طبیعی نظیر نفت و سنگ معدن و برنج، در ۷ دسامبر ۱۹۴۱، حمله‌ای ناگهانی به پرل هاربر صورت داد. دولت آمریکا بعد از حمله به پرل هاربر به ژاپن اعلان جنگ داد. در دوم ماه ژانویه ۱۹۴۲ پایتخت فیلیپین، مانیل به اشغال نیروهای ژاپنی درآمد. در ۴ ژوئن ۱۹۴۲ در طی نبردی به نام نبرد میدوی، نیروی دریایی آمریکا توانست در اقیانوس آرام، نیروی دریایی ژاپن را به سختی شکست داده و به تسلط نظامی ژاپن در اقیانوس آرام مرکزی پایان دهد.
پس از عقب‌نشینی ژاپن از جزایر گوادال‌کانال و شروع حملات شدید آمریکا علیه ژاپن در جزایر سلیمان در ناحیه شرق گینه نو، ژاپن قدرت دفاعی خود را به‌طور کامل از دست داد. در اروپا نیز در هشتم سپتامبر، ایتالیا تسلیم بدون قید و شرط نیروهای متفقین شده و همچنین حمله شوروی به آلمان بیش از پیش شدت گرفته بود. این شرایط ایجاب می‌کرد که تصمیمات جدیدی در مورد سیاست‌های جنگی و مسائل پس از جنگ اتخاذ گردد.
به همین منظور کنفرانس قاهره در ۲۲ ماه نوامبر، سال ۱۹۴۳ با حضور فرانکلین دلانو روزولت، وینستون چرچیل، و سپهسالار چیانگ کای شک از جمهوری چین (۱۹۴۹–۱۹۱۲) برگزار شد. نتایج این کنفرانس در ارتباط با ژاپن عبارت بود از: متوقف کردن حملات ژاپن به عنوان هدف اصلی جنگ، بازپس‌گیری تمامی مناطقی که ژاپن پس از پایان جنگ جهانی اول در اقیانوس آرام اشغال کرده بود، بازپس‌گیری تایوان و منچوری و الحاق دوبارهٔ آن‌ها به چین، بازگرداندن استقلال کشور کره از ژاپن و ادامهٔ جنگ تا تسلیم بدون قید و شرط ژاپن جنگ.

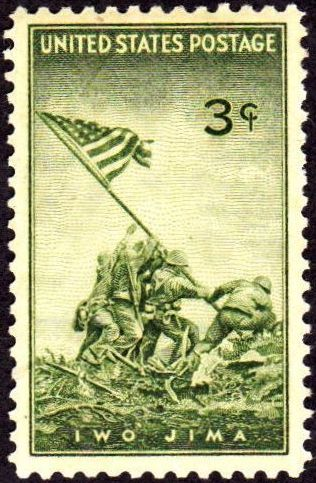
تمبر یادبود پیروزی آمریکا در جزیره ایووجیما

پس از شکست ژاپن در ۱۸ اوت، سایپان مرکز جزایر ماریانا به تصرف نیروهای آمریکایی درآمد و در نوامبر همان سال اولین بمباران توکیو توسط ۸۰ هواپیما از پایگاه ماریانا انجام شد.
در ماه ژانویه ۱۹۴۵ در یکی از جزایر اوگاساوارای توکیو، به‌نام جزیرهٔ ایووجیما، نبردی بین نیروهای آمریکایی و ژاپنی درگرفت که منجر به کشته شدن بیش از ۲۰ هزار نفر از نیروهای ژاپنی در این جزیره شد. حوادث مربوط به نبرد ایووجیما، در چندین فیلم از جمله نامه‌هایی از ایووجیماو پرچم‌های پدران ما به تصویر کشیده شده‌است.
در آخرین سال جنگ، بمباران توکیو به‌طور اساسی آغاز شد. بمباران بزرگ توکیو یا بمباران دهم مارس ۱۹۴۵، بزرگ‌ترین بمباران از این سری بمباران‌هاست. در روز دهم مارس توکیو هدف بمباران با بمب‌های آتش‌زا توسط ۳۰۰ هواپیمای بوئینگ بی-۲۹ قرار گرفت. تعداد کشته‌شدگان این روز در حدود ۱۰۰٬۰۰۰ نفر تخمین زده می‌شود. در جریان آتش‌سوزی‌های ایجاد شده توسط بمب آتش‌زا در دهم مارس و همچنین دو بمباران شدید دیگر در ماه آوریل و می، توکیو تقریباً به‌طور کامل در آتش سوخت.
در اوت ۱۹۴۵ شهرهای هیروشیما و ناگاساکی هدف حمله اتمی آمریکا قرار گرفت. در ۱۴ اوت ۱۹۴۵، دولت ژاپن خبر تسلیم مقدماتی این کشور را به متفقین اعلام کرد و فردای آن‌روز، امپراتور هیروهیتو در یک نطق رادیویی، تسلیم بی‌قید و شرط ژاپن را به اطلاع مردم رساند.
روز صدور پیام تسلیم از رادیو توسط امپراتور، که ضمن نطق رادیویی از ملت ژاپن درخواست تسلیم کرد و گفت «باید تحمل نکردنی را تحمل کنید.» و تسلیم شوید به عنوان غم‌انگیزترین روز در تاریخ ژاپن شناخته شده‌است. در این روز مردم در اطراف قصر امپراتور، میدان‌ها او پای بلندگوها گردآمده و به‌شدت گریستند و نظامیان که داخل انبوه جمعیت بودند با شلیک تیر به شقیقهٔ خود به زندگی خود پایان دادند. با این حال تعدادی از روشنفکران و نویسندگان و هنرمندان که جنگ را تقبیح می‌کردند از این روز اظهار رضایت کردند.

## دوران معاصر

### نیمه دوم دوره شووا

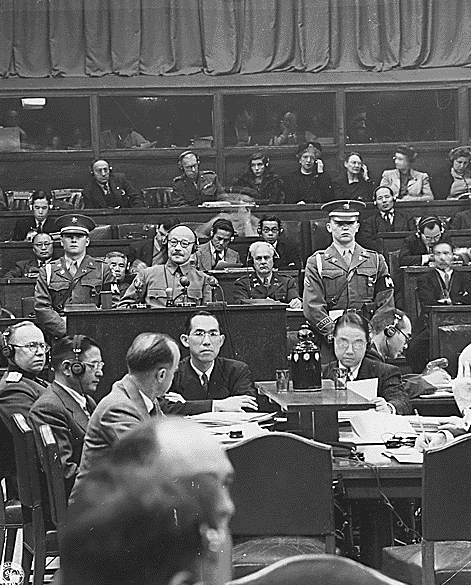
تصویر توجو هیدکی (دوران نخست‌وزیری ۱۸ اکتبر ۱۹۴۱ تا ۲۲ ژوئیه ۱۹۴۴، نشسته با عینک مابین دو نظامی ایستاده) در دادگاه توکیو، او بنابر رأی این دادگاه اعدام شد.

با شکست ژاپن، نیروهای متفقین این کشور را اشغال کردند. این نخستین و تنها باری بود که این کشور به اشغال نیروهای خارجی درمی‌آمد.
ژنرال داگلاس مک‌آرتور از سوی هری ترومن، رئیس‌جمهور ایالات متحده، به کار نظارت بر ژاپن اشغالی منصوب شد. با آغاز جنگ کره و ورود به دوران جنگ سرد، ژاپن به متحدی پراهمیت برای آمریکا تبدیل شد. مجلس قانون‌گذاری این کشور شکل گرفت و قانون اساسی ژاپن در ۳ مه ۱۹۴۷ به مرحله اجرا گذاشته شد. قانون اساسی ژاپن، عالی‌ترین متن قانونی در کشور ژاپن است و هر قانون، فرمان، دستخط امپراتور یا تصویب‌نامه دولتی مغایر با خود را فاقد اعتبار دانسته‌است. این قانون پس از شکست ژاپن در جنگ جهانی دوم و اشغال کشور توسط نیروهای متفقین، در روز سوم نوامبر ۱۹۴۶ به تصویب رسید. قانون اساسی ژاپن بیشتر به نام «اساسنامه صلح‌جویی» (هِیوا کِنپو) معروف است. در قانون اساسی میجی (مصوب ۱۸۸۹) که قانون اساسی پیشین ژاپن بود، اختیارات گسترده‌ای به پادشاه داده و قدرت اجرایی را به هیئت وزیران بخشیده بودند که رئیس آن توسط شورای سلطنتی تعیین می‌گشت. قانون اساسی میجی بارها تغییرات گسترده‌ای را به خود دید. تا اینکه با تصویب اساسنامه صلح‌جویی در سوم نوامبر ۱۹۴۶ و اجرای آن از سوم مه ۱۹۴۷ به‌طور کلی تغییر یافت و یک حکومت لیبرال دمکرات با محوریت پارلمان جایگزین حکومت مشروطه سلطنتی پیشین شد. امپراتور ژاپن در این قانون اساسی «مظهر کشور و یکپارچگی ملت» لقب گرفته و دارای یک مقام کاملاً تشریفاتی است و تسلطی بر حاکمیت ندارد. به این ترتیب در ژاپن برخلاف سایر حکومت‌های پادشاهی، امپراتور رئیس حکومت نیست.
ایالات متحده آمریکا و ۴۵ کشور هم‌پیمان او، در سپتامبر ۱۹۵۱ میلادی پیمان صلحی با ژاپن بنام قرارداد سان فرانسیسکو امضا کردند.
این پیمان در ۲۰ مارس ۱۹۵۲ (میلادی) به تصویب مجلس سنای آمریکا رسید. بر اساس مفاد این پیمان، ژاپن در ۲۸ آوریل ۱۹۵۲ (میلادی) بار دیگر استقلال کامل خود را به دست آورد. اشغال هفت ساله این کشور باعث اصلاحات گسترده دموکراتیک شد و به منزلت امپراتور به عنوان خدایی زمینی پایان داد. حکومت ژاپن به مشروطه سلطنتی تغییر یافت.
پس از تشکیل دادگاه نورنبرگ، در سال ۱۹۴۶ دادگاه مشابهی بنام دادگاه نظامی بین‌المللی برای خاور دور در ژاپن برگزار شد. مجرمان دادگاه توکیو نیز همچون دادگاه نورنبرگ فقط مجرمان اصلی جنگی بود. این دادگاه در سوم می ۱۹۴۶ در توکیو کار خود را آغاز و در دوازدهم نوامبر ۱۹۴۸ رأی خود را صادر کرد. در میان ۲۸ متهم این دادگاه، ۴ نخست‌وزیر، ۴ وزیر امور خارجه، پنج وزیر جنگ و شماری افراد دیگر وجود داشتند. از میان این متهمان، ۷ نفر به اعدام، ۱۶ نفر به حبس ابد و دیگران به حبس‌های چندساله محکوم شدند.
بعد از یک رشته فعالیت مجدد برای سازماندهی حزب‌های سیاسی، حزب لیبرال دموکرات (ژاپن) (LDP)، که حزبی محافظه‌کار است، و حزب سوسیال دموکرات (ژاپن) (SDP) با گرایش‌های چپ‌گرایانه در سال ۱۹۵۵ شکل گرفتند.
در ۱۰ اکتبر سال ۱۹۶۴ بازی‌های المپیک تابستانی ۱۹۶۴ در توکیو گشایش یافت و ژاپن توانست برای نخستین بار میزبانی بازی‌های المپیک را بر عهده بگیرد.
در سال ۱۹۶۷ جزایر اوگاساوارا و در سال ۱۹۷۲ جزیرهٔ اوکیناوا که همچنان پس از جنگ تحت تصرف آمریکا باقی‌مانده بودند، به ژاپن برگردانده شدند.
دوره شووا و اوایل دوره هیسه‌ای مصادف با دوران جنگ سرد بود. در دوران جنگ سرد و با امضای موافقت‌نامه امنیتی ایالات متحده و ژاپن، این کشور تحت فشار آمریکا مجبور شد که از بسیاری از قابلیت‌های نظامی خود چشم بپوشد. از آن طرف ایالات متحده نیز ملزم شد در صورت حمله به این سرزمین از آن دفاع کند. دکترین ژاپن که به وسیله نخست‌وزیر آن‌زمان یوشیدا شیگه‌رو معرفی شد و به دکترین یوشیدا معروف است، این بود که ژاپن بر پیشرفت اقتصادی متمرکز شود و نیازهای امنیتی خود را به آمریکا بسپارد. این سیاست در بخش اعظم دوران جنگ سرد حاکم بود و به این کشور فرصت داد تا از مخارج نظامی خود بکاهد.
پس از پایان جنگ سرد ژاپن همچنان موقعیت  خاص خود را حفظ کرد. برای حفظ صلح و ادامه دستیابی به منابع و بازارهای جهانی، راه دیگری جز تداوم رابطه استراتژیک با ایالات متحده و جامعه جهانی به معنای عام آن برای ژاپن وجود نداشت. اشتیاق رهبران و افکار عمومی این کشور بر آن بود که ژاپن نقش مهم‌تری در سیاست بین‌المللی به عهده بگیرد، ولی ابهام در جهان پس از جنگ سرد و سنت احتیاط در سیاست خارجی ژاپن مانع از این امر شد.
پس از جنگ کره (زمان جنگ ۱۹۵۳–۱۹۵۰)، که طی آن ژاپن یکی از تدارک‌دهندگان اصلی نیروهای سازمان ملل بود، اقتصاد ژاپن رشدی برق‌آسا و طولانی را در بخش تولید آغاز کرد. این کشور در بسیاری از زمینه‌های اقتصادی همچون صنایع فولاد، خودرو و کالاهای الکترونیک به یک قدرت بزرگ جهانی مبدل شد. در سال ۱۹۸۹ ژاپن شاهد یکی از سریع‌ترین روندهای رشد اقتصادی در تاریخ خود بود.
از میانه دهه هشتاد که مصادف با سال‌های آخر دورهٔ شووا بود، نرخ برابری ین در برابر دلار به سرعت افزایش پیدا کرد. ارزش دارایی از رشد حقیقی اقتصادی پیشی جست. بین سال‌های ۱۹۸۵ تا ۱۹۹۰ تولید ناخالص داخلی رشدی اسمی در حد ۱٫۳۵ داشت. در حالی که در همین زمان میانگین ارزش سهام در بورس توکیو سه برابر و میانگین قیمت زمین در این شهر دو و نیم برابر شد.
در این هنگام بخش اعظم شوک‌های پولی به سمت سهام و مسکن سوق داده شد. بانک ژاپن برای مقابله با تورم سیاست پولی سخت‌گیرانه‌ای اعمال کرد که به افزایش شدید نرخ بهره انجامید که سبب ترکیدن حباب شد. ارزش سهام ژاپن سقوط کرد و دوران اقتصاد حبابی ژاپن به پایان رسید.

### دوره هِیسه‌ای

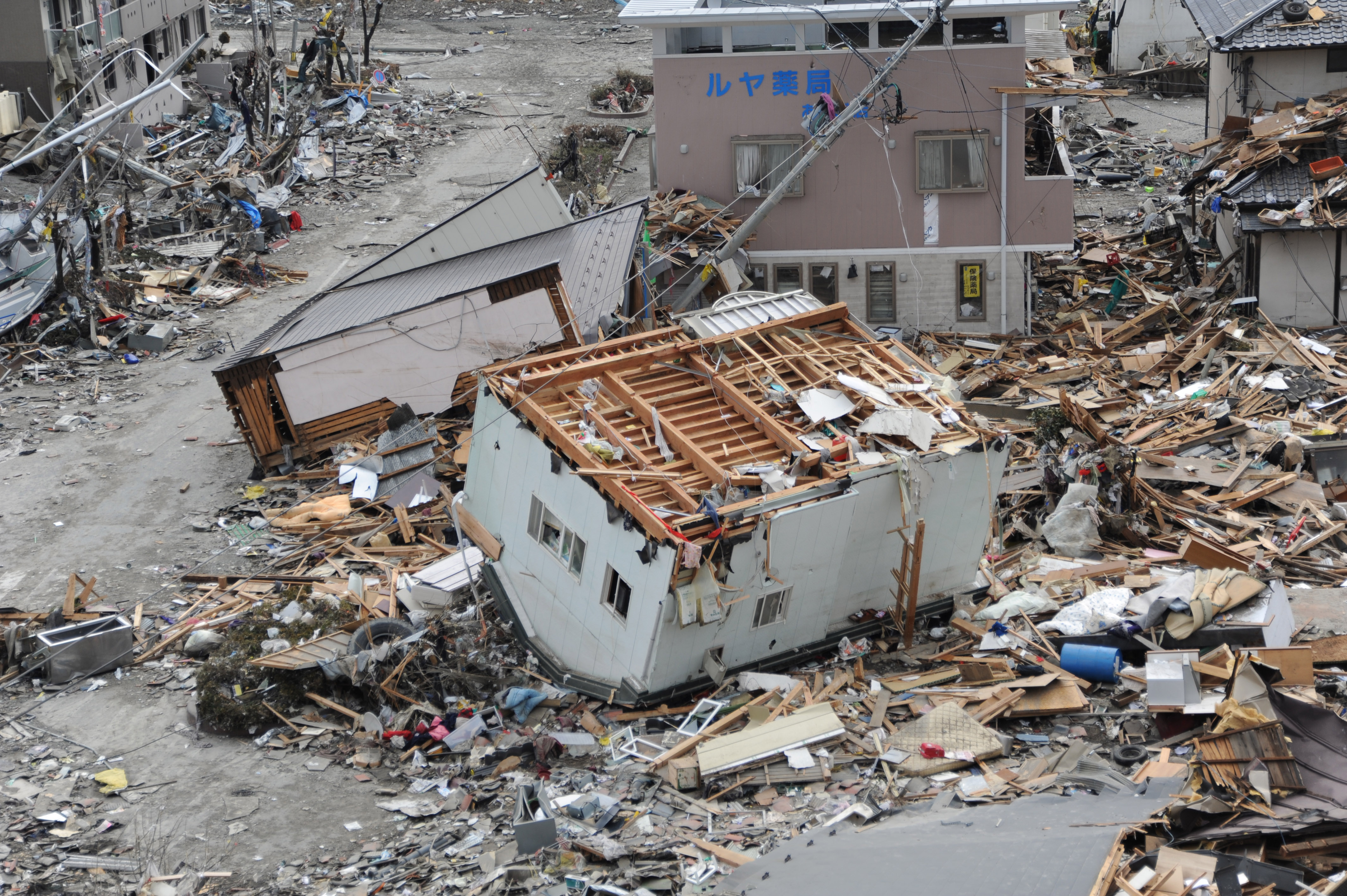
ویرانی‌های ناشی از زمین‌لرزه و سونامی ۲۰۱۱ توهوکو در شهر اوفوناتو در استان ایواته

دوره هِیسه‌ای از ۸ ژانویه ۱۹۸۹ (میلادی)، نخستین روز پس از مرگ امپراتور هیروهیتو آغاز شد و آکی‌هیتو پسر او به جانشینی رسید. بر طبق سنت‌های ژاپنی، امپراتور هیروهیتو پس از مرگش به امپراتور شووا تغییر نام داد. نقشه سیاسی ژاپن تا اوایل دههٔ ۹۰ میلادی تغییر چندانی نکرد و ال‌دی‌پی بزرگ‌ترین حزب سیاسی در عرصه سیاست ملی بود.
از دههٔ ۱۹۷۰ میلادی عمدتاً در نواحی ساحلی ژاپن، حادثهٔ ناپدید شدن ناگهانی تعدادی از اهالی ژاپن به وقوع پیوست. در سال ۲۰۰۲ و در زمان نخست‌وزیری جونیچیرو کویزومی، کره شمالی مسئولیت ربودن اهالی ژاپن را پذیرفت و پس از آن برخی از افراد ربوده شده را به ژاپن باز پس داد اما سرنوشت تعداد بسیاری از ناپدیدشدگان دیگر هنوز نامشخص مانده و این مسئله هنوز مابین دو کشور حل نشده‌است.
در سال هفدهم ژانویهٔ سال ۱۹۹۵ زمین‌لرزهٔ کوبه به وقوع پیوست. در این زمین لرزه بیش از ۵۰۰۰ نفر جان خود را از دست دادند و خسارات شدیدی در اثر آتش‌سوزی بعد از زلزله بر این منطقه وارد شد.

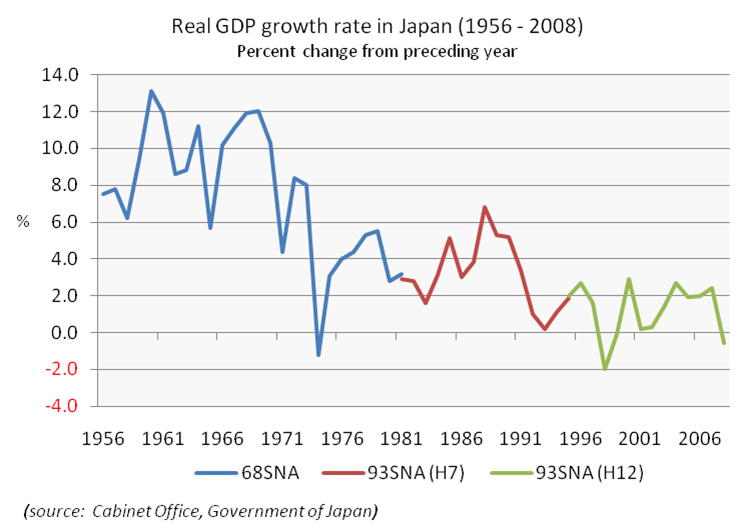
نرخ رشد GDP واقعی ژاپن از ۱۹۵۶ تا ۲۰۰۸

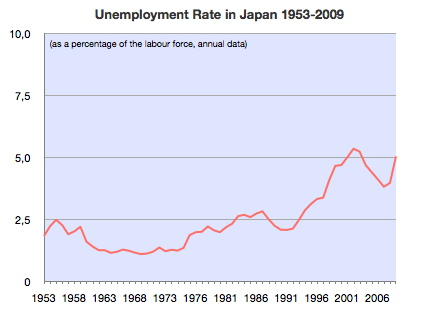
نرخ بیکاری ژاپن از ۱۹۵۳ تا ۲۰۰۹

از مهم‌ترین وقایع دوره هِیسه‌ای وقوع زمین‌لرزه و سونامی ۲۰۱۱ توهوکو است. این زمین لرزه در ۱۱ مارس ۲۰۱۱ به قدرت ۹٫۰ درجه در ساعت ۱۴ و ۴۶ دقیقه به وقت محلی در نزدیکی سندای در استان میاگی در شمال شرقی ژاپن رخ داد.
تعداد کشته‌شدگان در این زمین‌لرزه ۱۵٬۸۸۰ نفر و تعداد مفقودشدگان ۳٬۶۹۴ نفر اعلام شده‌است.
زمین‌لرزه توهوکو قوی‌ترین زمین‌لرزه در ژاپن و پنجمین در جهان از زمان آغاز ثبت شدت زلزله‌ها از ۱۹۰۰ میلادی عنوان شده‌است.
زلزله ۹ ریشتری برق نیروگاه هسته‌ای شماره ۱ فوکوشیما را قطع کرد و موج‌های سونامی، سیستم خنک‌کننده رآکتورها را از کار انداخت و موجب وقوع چند انفجار هیدروژنی در رآکتورها و نشت مواد رادیواکتیو در هوا و محیط اطراف این نیروگاه شد. این حادثه بعد از حادثه چرنوبیل بزرگ‌ترین فاجعه اتمی جهان نام‌گذاری شده‌است.

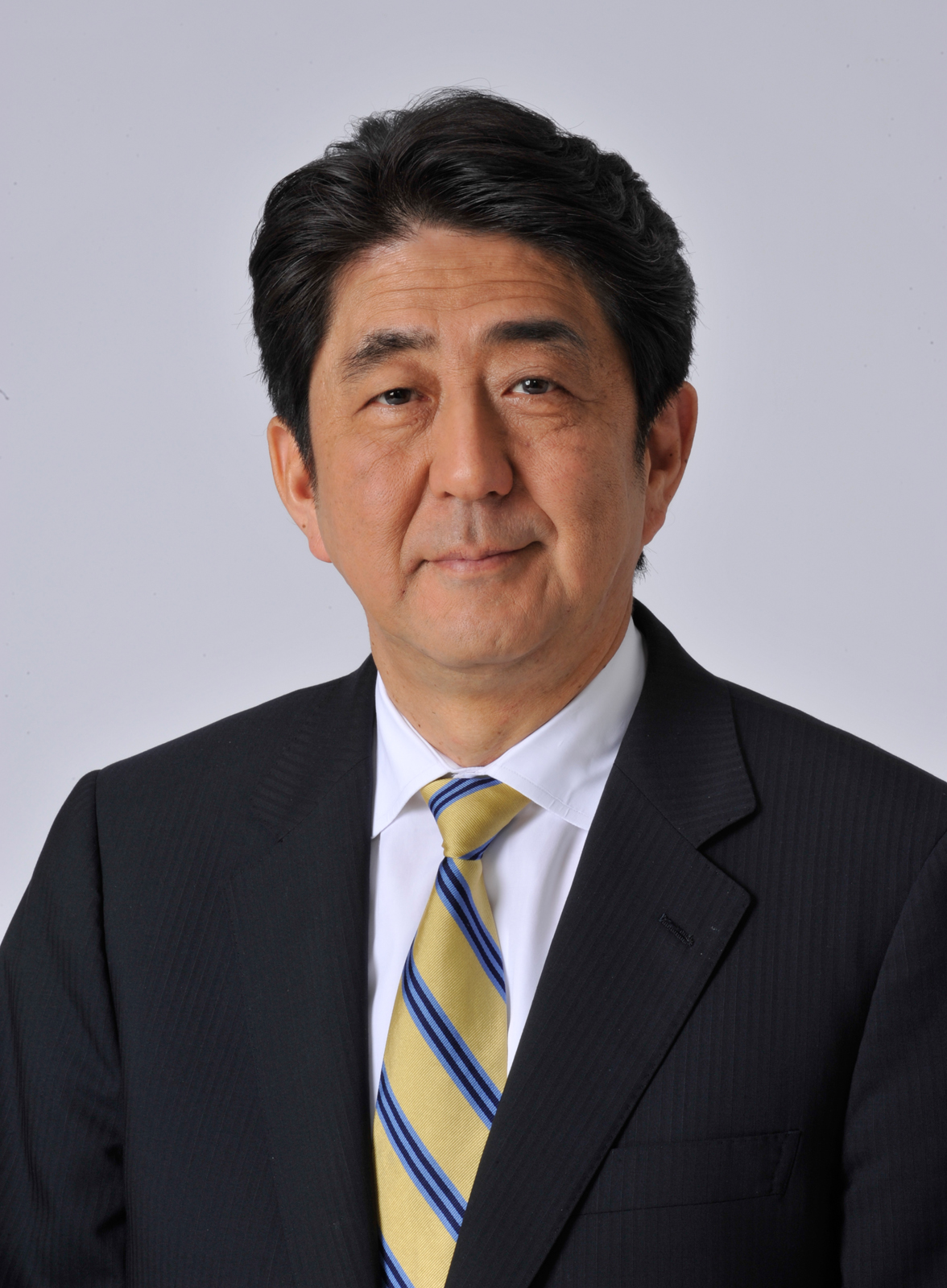
شینزو آبه در دسامبر ۲۰۱۲ به نخست‌وزیری ژاپن انتخاب شد.

حزب دموکرات (ژاپن) (DPJ) در سال ۱۹۹۸ میلادی تأسیس شد و با پیوستن تعدادی از اعضای حزب لیبرال دموکرات (ژاپن) (LDP) به حزب دموکرات ژاپن در سال‌های ۲۰۰۸ و ۲۰۰۹ عملاً دومین حزب بزرگ سیاسی ژاپن به حساب می‌آمد. با تنزل موقعیت احزاب کمونیست و سوسیال دمکراتیک، آراء مخالف به سمت حزب دموکراتیک جذب شد. بالاخره حزب دموکراتیک ژاپن در انتخابات مجلس نمایندگان در سال ۲۰۰۹ به پیروزی بزرگی رسید و با در اختیار گرفتن اکثر کرسی‌های مجلس نمایندگان، شکست سنگینی را بر حزب عمده رقیب یعنی حزب لیبرال دموکرات (LDP) وارد کرد و برای اولین باز بعد از تقریباً ۵۰ سال توانست حزب لیبرال دموکرات را از اریکه قدرت پائین و دولت تشکیل دهد و یوکیو هاتویاما رهبر حزب به عنوان نخست‌وزیر انتخاب گردید. اما این حزب به مرور بخاطر عدم اجابت شعارهای انتخاباتی‌اش و نیز بروز برخی اختلافات درون حزبی و همچنین فاجعه هسته‌ای فوکوشیما و انتقادهای وارد بر دولت در مدیریت این بحران هسته‌ای و عوامل دیگر، به مرور ضعیفتر شد تا اینکه در دسامبر سال ۲۰۱۲ در انتخابات مجلس نمایندگان شکست سنگینی از رقیب دیرینه خود یعنی حزب لیبرال دموکرات LDP به رهبری شینزو آبه خورد و دولت و حاکمیت را پس از گذشت ۳ سال و سه ماه مجدداً به حزب لیبرال دموکرات (LDP) واگذار کرد. لازم به تذکر است که در ژاپن، رهبر حزب حاکم نخست‌وزیر ژاپن نیز به‌شمار می‌رود.
در اوت سال ۲۰۱۳، توکیو برای میزبانی المپیک تابستانی ۲۰۲۰ با مادرید و استانبول رقابت کرد که پس از حذف اسپانیا در دور اول، توکیو با کسب ۶۰ رأی در مقابل ۳۶ رأی استانبول، میزبانی این دوره از المپیک را بر عهده گرفت.
از لحاظ اقتصادی با متوسط نرخ رشد اقتصادی ۱۰٪ در دهه ۱۹۶۰، ۵٪ در دهه ۱۹۷۰ و ۴٪ در دهه ۱۹۸۰، ژاپن توانست در سال ۱۹۶۸ به جایگاه دومین اقتصاد بزرگ جهان برسد و این جایگاه را به مدت ۴۲ سال حفظ کند. در سال ۲۰۱۰، تولید ناخالص ملی کشور جمهوری خلق چین از ژاپن پیشی گرفت و این کشور به دومین اقتصاد بزرگ جهان تبدیل شد. در سال ۲۰۱۴ ژاپن همچنان جایگاه سومین اقتصاد بزرگ جهان را در اختیار دارد. با تبدیل شدن ژاپن به یک قدرت بزرگ اقتصادی در سطح جهان، اقتصاد این کشور در چندین زمینه جهانی شد. با افزایش ارزش بهای ین از ۳۶۰ یورو در سال ۱۹۷۱ به ۱۴۵ یورو در سال ۱۹۹۰ و کاهش حق گمرک اجناس وارداتی، بازار مصرفی ژاپن لبریز از کالاهای وارداتی گردید. اگرچه میزان وابستگی به صادرات (صادرات/ تولید ناخالص ملی) در دوره رشد بالای اقتصادی از ۱۰ درصد به ۱۳ درصد در سال ۱۹۸۴ افزایش یافت، اما از آن زمان به‌طور مستمر کاهش یافت در بین سال‌های ۹۶–۱۹۹۳ به زیر ۹ درصد رسد. با افزایش شدید ارزش ین، شرکت‌های تولیدی ژاپنی در مقایسه با سایر کشورها، با افزایش هزینه‌های تولیدی روبرو گردیدند. با بهره‌گیری از افزایش ارزش ین، آن‌ها سرمایه‌گذاری خارجی و تولید در خارج از مرزهای کشور را به منظور کاهش هزینه‌های تولید و انتقال سایش تجاری آغاز نمودند. افزایش تولید در خارج از کشور طبیعتاً منجر به صادرات کمتر از ژاپن و واردات کمتر مواد اولیه به داخل کشور گردید. به دلیل بالا رفتن سریع ارز ین تا سال ۱۹۹۵ و نیز رکود ثابت داخلی، شرکت‌های متوسط تجاری بسیاری مراکز فعالیت‌های خود را به کشورهای آسیایی همسایه انتقال دادند. سرمایه‌گذاری مستقیم خارجی توسط شرکت‌های بزرگ برای تولید در کارخانه‌هایی که به بازار مصرفی کشورهای توسعه یافته نزدیکتر باشند، و نیز در کارخانجات ارزانتر در آسیا، شروع به گسترش نمود. در سال ۱۹۹۹ آمار بیکاری در ژاپن بعد از جنگ جهانی به بالاترین رقم خود یعنی ۴ درصد رسید.
از روز اول آوریل ۲۰۱۴ طرح افزایش مالیات فروش از ۵ درصد به ۸ درصد به اجرا درآمد.

## دوره ریوا
در بامداد روز اول ماه مه ۲۰۱۹، ناروهیتو رسماً امپراتور ژاپن شد و دوران تازه‌ای را در تاریخ امپراتوری کشورش آغاز کرد. این عصر دوره ریوا نام دارد. وی ۱۲۶امین امپراتور ژاپن محسوب می‌شود. یک روز پیش‌تر آکی‌هیتو امپراتور ۸۵ ساله ژاپن، بعد از ۳۰ سال از مقامش کناره‌گیری کرد و تاج و تخت را به پسر ارشدش ناروهیتو سپرد. این نخستین بار در دویست سال اخیر است که یک امپراتور ژاپن کناره‌گیری می‌کند.
بحث جانشینی امپراتور ژاپن
براساس اصل دوم قانون اساسی میجی، طبق مقررات و قوانین دربار، تاج و تخت امپراتوری به اولاد ذکور امپراتور منتقل خواهد شد.
در قانون خاندان امپراتوری ژاپن که در سال ۱۹۴۷ میلادی به تصویب رسید، تصریح شده‌است که تنها افراد ذکور خانواده امپراتوری می‌توانند به عنوان امپراتور انتخاب شوند. بحث به سلطنت رسیدن زنان در ژاپن زمانی مطرح شد که در سال ۲۰۰۱ میلادی، آیکو، شاهدخت توشی به عنوان تنها فرزند ولیعهد ناروهیتو به دنیا آمد. جونیچیرو کویزومی نخست‌وزیر ژاپن خواستار انجام مناظرات بیشتر بر سر تغییر قانون اساسی شد و تصریح کرد که دولت لایحه‌ای را ارائه خواهد داد که براساس آن، زنان نیز می‌توانند به امپراتوری ژاپن برسند. وی هدف از ارائه این لایحه را ادامه باثبات امپراتوری در آینده دانست. در صورت تغییر قانون مربوط به جانشینی امپراتور، شاهزاده خانم «آیکو» بعد از فوت پدرش می‌تواند به امپراتوری ژاپن برسد و اولین فرزند وی نیز صرف نظر از نوع جنسیت می‌تواند جانشین وی شود. مطرح شدن لایحه تغییر قانون خاندان امپراتوری ژاپن از سوی کوایزومی باعث شد صف بندی‌های جدیدی در پارلمان این کشور شکل بگیرد. از جمله ۱۷۳ نماینده پارلمان که ۱۳۵ نفر آنان از نمایندگان حزب حاکم لیبرال دموکرات هستند، درخواستی را علیه تغییر قانون خاندان امپراتوری امضا کردند. به گفته مخالفان، مشکل بر سر سلطنت «آیکو» نیست، بلکه بر سر سلطنت فرزندانش است که احتمالاً پدری از مردم عادی خواهند داشت و با این کار، سلطنت از مردان به زنان منتقل می‌شود. آن‌ها معتقدند که این لایحه می‌تواند سبب مخدوش شدن سیر امپراتوری شود که قرن‌ها والاترین نماد و همچنین نشان هویت قومی ژاپن محسوب می‌شده‌است. آن‌ها همچنین عنوان می‌کنند که در صورتی که «آیکو» با یک خارجی ازدواج کند. فرزند وی که اصلیت ژاپنی نخواهند داشت، به مقام امپراتوری خواهد رسید.
نام فرزندان و نوادگان امپراتور آکی‌هیتو در جدول زیر آمده‌است:
| نام             | تولد           | ازدواج         | ازدواج        | فرزندان                                                             |
| --------------- | -------------- | -------------- | ------------- | ------------------------------------------------------------------- |
| ناروهیتو        | ۲۳ فوریهٔ ۱۹۶۰  | ۹ ژوئن ۱۹۹۳    | ماساکو اووادا | آیکو، شاهدخت توشی                                                   |
| شاهزاده آکی‌شینو | ۳۰ نوامبر ۱۹۶۵ | ۲۹ ژوئن ۱۹۹۰   | کیکو کاواشیما | شاهدخت ماکوی آکی‌شینو شاهدخت کاکوی آکی‌شینو شاهزاده هیساهیتوی آکی‌شینو |
| شاهدخت نوری     | ۱۸ آوریل ۱۹۶۹  | ۱۵ نوامبر ۲۰۰۵ | یوشیکی کارودا |                                                                     |

در سال ۲۰۰۶ (میلادی)، تنها پسر شاهزاده آکی‌شینو، بنام شاهزاده هیساهیتوی آکی‌شینو متولد شد.
تولد این نوزاد که اولین پسر خانواده سلطنتی پس از چهل سال بود، بحران جانشینی را بالقوه برطرف کرد. هیساهیتو از نظر حق تصاحب تاج و تخت در مقام سوم یعنی پس از عمویش، شاهزاده ناروهیتو، ولیعهد ژاپن و شاهزاده آکیشینو، پدرِ خود قرار دارد.

## روش زمان‌بندی در تاریخ‌نگاری ژاپنی
ننگو یا گنگو (به معنای نام عصر) یکی از روش‌های یادبود در کشورهای مشرق زمین است. تا زمان امپراتور میجی در سال ۱۸۶۸ میلادی، روش نامگذاری عصر به ژاپنی به اینصورت بود که نام عصر با به قدرت رسیدن یک پادشاه یا یک پدیده یا واقعهٔ مهم تغییر پیدا می‌کرد. از سال ۱۸۶۸ روش یک پادشاه، یک دوره معمول شد که این نوع سیستم نامگذاری در حال حاضر نیز در ژاپن رواج دارد. منشأ ننگو یا گنگو کشور چین است. چنین روش نامگذاری دوره در کشورهایی که تحت تأثیر فرهنگ چین قرار داشته‌اند، مانند کره و ژاپن و کشورهای اطراف چین رواج دارد.

## واژه‌نامه
1. ↑  山下町洞人 Yamashitachodo-jin
2. ↑  港川人 Minatogawa-jin
3. ↑  Projectile point
4. ↑  تومولوس tumulus
5. ↑  幕府, bakufu